# VfB Stuttgart

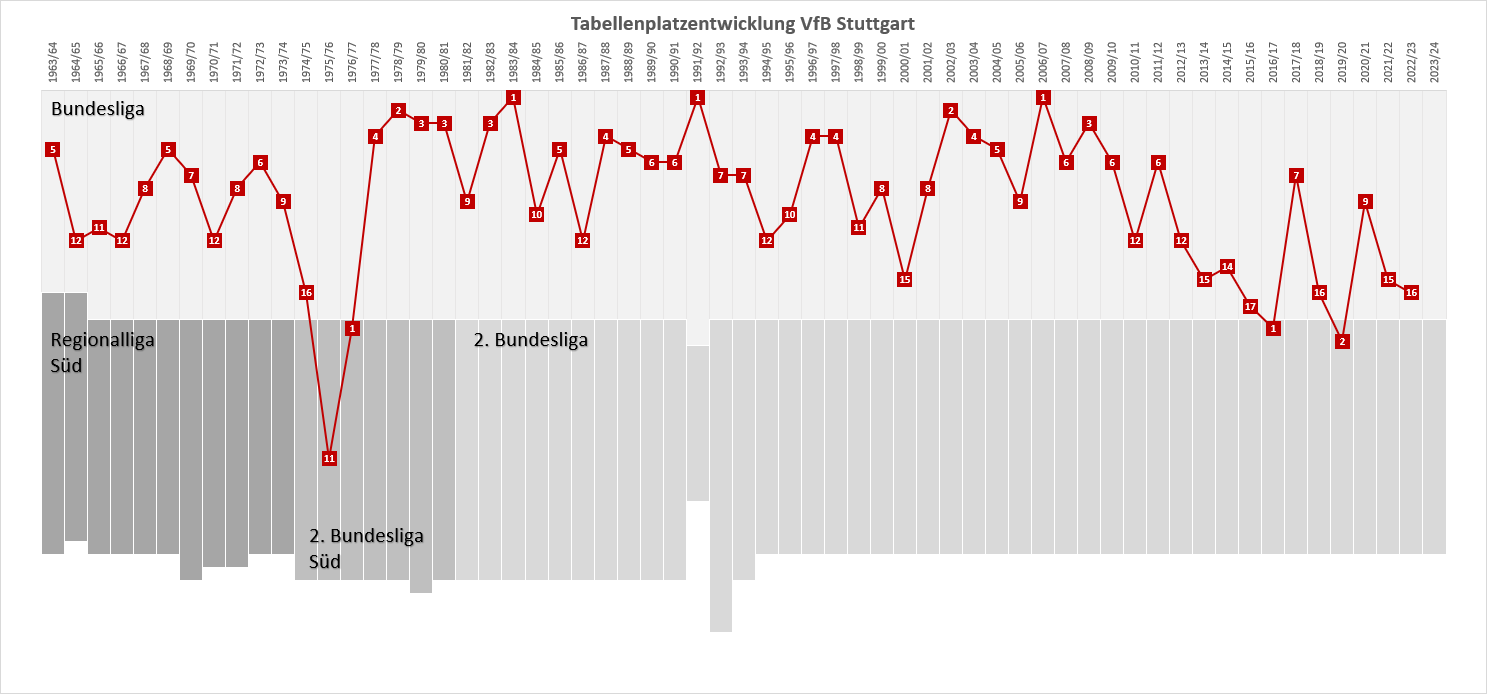
Tabellenplatzentwicklung des VfB Stuttgart von 1963/64 bis 2022/23

Der VfB Stuttgart, offiziell Verein für Bewegungsspiele Stuttgart 1893 e. V., ist ein Sportverein aus der baden-württembergischen Landeshauptstadt Stuttgart. Der im Stadtbezirk Bad Cannstatt beheimatete Verein hat 126.000 Mitglieder (Stand: 1. Juli 2025), womit er der größte Verein in Baden-Württemberg ist. In der Liste der mitgliederstärksten Sportvereine Deutschlands liegt er auf Platz 9 und weltweit auf Rang 14. Bekannt ist vor allem seine Fußballabteilung, die 2017 in die VfB Stuttgart 1893 AG ausgegliedert wurde, welche mehrheitlich dem Verein gehört.
Die erste Mannschaft wurde fünfmal Deutscher Meister (1950, 1952, 1984, 1992 und 2007), außerdem gewann sie viermal den DFB-Pokal (1954, 1958, 1997, 2025). Der VfB ist einer der 16 Gründungsvereine der Bundesliga, der er seit der Erstaustragung 1963 mit Ausnahme von vier Spielzeiten angehört. In der Ewigen Tabelle der Bundesliga belegt er den vierten Platz.
Die U19-Jugendfußballmannschaft ist deutscher Rekordmeister, die U17 war es bis 2024. Daneben unterhält der VfB Stuttgart verschiedene Amateursport-Abteilungen. Sportler der Leichtathletik-Abteilung gewannen zahlreiche Titel und Medaillen. Hockey bildet die zweitgrößte Abteilung des Vereins. Im Faustball errang der VfB um das Jahr 2005 mehrfach deutsche Meisterschaften im Seniorenbereich. Zudem existieren die Abteilungen für Fußballschiedsrichter und Tischtennis. Darüber hinaus gibt es mit der VfB-Garde eine nicht-sportliche Traditionsabteilung.
Die erste Fußballmannschaft des VfB bestreitet ihre Heimspiele in der MHPArena im Neckarpark. Direkt neben dem Stadion, hinter der Untertürkheimer Kurve auf der gegenüberliegenden Seite des Fritz-Walter-Wegs, befindet sich das Vereinsgelände mit dem Robert-Schlienz-Stadion, Trainingsplätzen und dem Clubhaus.

## Geschichte
Um das Jahr 1865, als Fußball noch Rugby glich, trafen sich englische Schüler, unter ihnen William Cail, wöchentlich zu einem Spiel in Cannstatt, wo wegen der internationalen Beliebtheit als Heilbad auch Internate entstanden waren. Einheimische Schüler lebten die „englische Krankheit“ in den 1880er-Jahren zum Ärger mancher Lehrer und Anwohner auf einer Wiese aus, wo später ein Straßenbahndepot erbaut wurde, in dem sich heute das Straßenbahnmuseum Stuttgart befindet. Es entstanden viele Fußballvereine in Stuttgart, darunter im Jahr 1890 der Nordstern von Anwohnern der Alexanderstraße in Stuttgart-Mitte und der Cannstatter Fußballclub. Im Jahr 1912 entstand aus dem Cannstatter FC Krone und dem Fußballverein Stuttgart 1893 der VfB Stuttgart.

### 1893 bis 1912: Von den Anfängen zur Fusion
Beide Vereine waren hauptsächlich von Schülern, die zumeist ihre Wurzeln im kaufmännischen Bürgertum hatten, gegründet worden.

#### FV Stuttgart

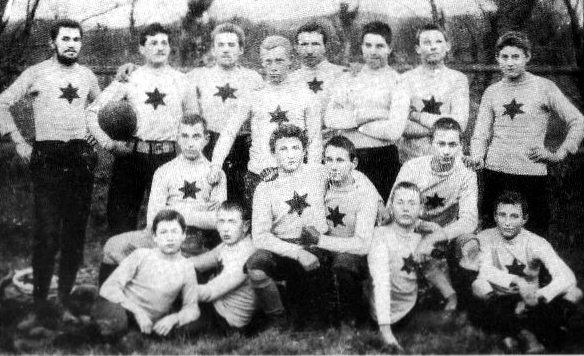
Die erste Rugby-Mannschaft des FV 1894

Wappen des FV Stuttgart

Der Fußballverein Stuttgart wurde am 9. September 1893 im Gasthaus Zum Becher in der Kernerstraße (heute Urbanstraße) gegründet und hatte 20 Gründungsmitglieder.
Der Stuttgarter FV trug regelmäßig Trainingsspiele gegen den Cannstatter Fußball-Club aus. Noch im Jahr 1893 wechselte Philipp Heineken, damals Sportler und Autor von Büchern über den Sport, später auch Vizepräsident des Deutschen Fußball-Bunds und Funktionär im Reichsausschuss zur Vorbereitung auf Olympische Spiele, vom Cannstatter Fußballclub zum Stuttgarter Fußballverein und wurde dessen Mannschaftskapitän. Der FV hatte seine Heimstätte auf der Stöckach-Eisbahn und zog 1894 auf den Cannstatter Wasen um. Schon im Jahr 1895 spielte der FV Stuttgart in der Schweiz. Die Mannschaft setzte sich hauptsächlich aus Schülern der Stuttgarter Realschulen und Gymnasien zusammen und errang schnell erste Erfolge: 1909 wurde der FV deutscher Vizemeister im Rugby, als die Mannschaft erst im Endspiel Hannover 1897 mit 3:6 Punkten unterlag. Verschiedene Spieler kamen zu internationalen Einsätzen; so gewann Hugo Betting mit der ansonsten ausschließlich aus Frankfurter Spielern bestehenden deutschen Rugby-Auswahl bei den Olympischen Spielen 1900 die Silbermedaille. Dennoch verlor Rugby gegenüber Fußball, damals Rugby Football gegenüber Association Football, zusehends an Boden. Das Spiel war vielen Zuschauern zu kompliziert. Nachdem die Militärverwaltung immer seltener dem FV Benutzungszeiten auf dem Cannstatter Wasen zugestanden hatte, mussten die Spieler immer öfter auf den Stöckachplatz ausweichen, bis dem Verein die Benutzung des Wasens schließlich endgültig untersagt wurde. Der FV warf deshalb dem Militärgouvernement vor, die Turnvereine, deren Sportart damals als disziplinierter bekannt war, zu bevorzugen. Nun konnten die Spieler nur noch auf dem schiefen Stöckachplatz spielen, der nach der Aussage vieler Spieler des FV damals offenbar völlig untauglich war. So pachtete der Verein von der Stadt ein Feld auf dem Adelsberg, welches beim FV als Rugbyfeld bekannt war.
Nach einer Initiative junger Spieler im Jahr 1907 trat der Verein dem Süddeutschen Fußball-Verband bei. Die Mannschaft wurde gleich der süddeutschen B-Klasse zugeteilt, obwohl inzwischen auch eine C-Klasse existierte. Schon im zweiten Jahr wurde der FV ausgerechnet gegen den punktgleichen späteren Fusionspartner, den Kronenklub Cannstatt, in einem Endspiel Bezirksmeister. Den Aufstieg erreichten die Fußballer nach einer Niederlage im Spiel um die Gaumeisterschaft gegen den FV Zuffenhausen nicht. Erst im folgenden Jahr gelang schließlich nach geltenden Bestimmungen der Aufstieg, da die Mannschaft Gaumeister und B-Südkreismeister wurde. Da der Verbandstag die Bestimmungen änderte und die Gründung einer neuen Südkreisliga als oberste Spielklasse Süddeutschlands beschloss, war der Aufstieg nicht gesichert. Die entscheidenden Spiele entschied der FV nicht mehr allein für sich, denn vor den Aufstiegsrundenspielen gegen den FV Germania Beiertheim und den FC Mühlburg war die Fusion mit dem Kronenklub Cannstatt bereits vollzogen.

#### Kronenklub Cannstatt

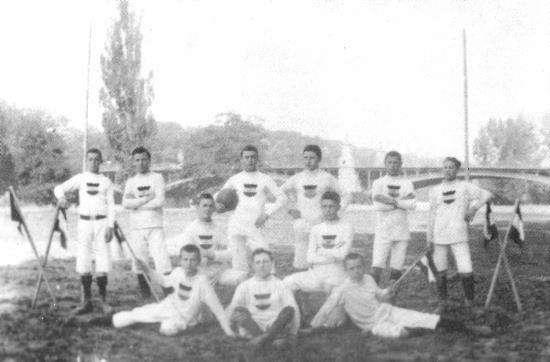
Die erste Fußballmannschaft des Kronenklubs 1898

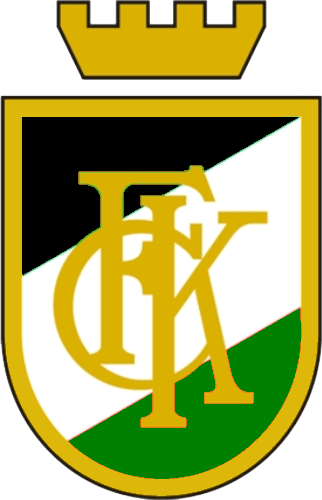
Wappen des Kronenklubs

Im Cannstatter Fußballclub verlor der Fußball nach wenigen Jahren an Bedeutung, und so bildete sich 1897 aus ehemaligen Mitgliedern dieses Vereins der FC Krone, der bald allgemein Kronenklub genannt wurde. Dort spezialisierte man sich zunächst auf den Fußball und trieb später auch Leichtathletik.
Nachdem der Süddeutsche Fußballbund den Kronenklub 1903 der unteren von zwei bestehenden süddeutschen Spielklassen zugeordnet hatte, spielte die Fußballmannschaft bereits 1904 um den Aufstieg in die erste süddeutsche Spielklasse, wo die Fußballer gegen die zweite Mannschaft der Stuttgarter Kickers antraten. Der vorgesehene Schiedsrichter erschien zu diesem Spiel nicht, sodass sich der Verbandsschriftführer Scivessy bereit erklärte, das Spiel zu leiten. Der Kronenklub gewann, doch wurde anschließend ein Wiederholungsspiel angeordnet, welches verloren wurde.
In den kommenden Jahren spielte die Mannschaft in der B-Klasse oben mit, ohne je wieder ein Entscheidungsspiel um den Aufstieg zu erreichen. Der Kronenklub Cannstatt besaß in Stuttgart-Münster einen eigenen Fußballplatz, der bis heute besteht. Inzwischen spielt dort die TSVgg Stuttgart-Münster 1875/99.

#### Fusion und Sieg im Entscheidungsspiel

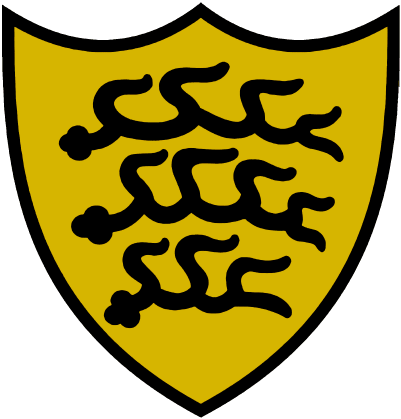
Wappen des fusionierten Vereins

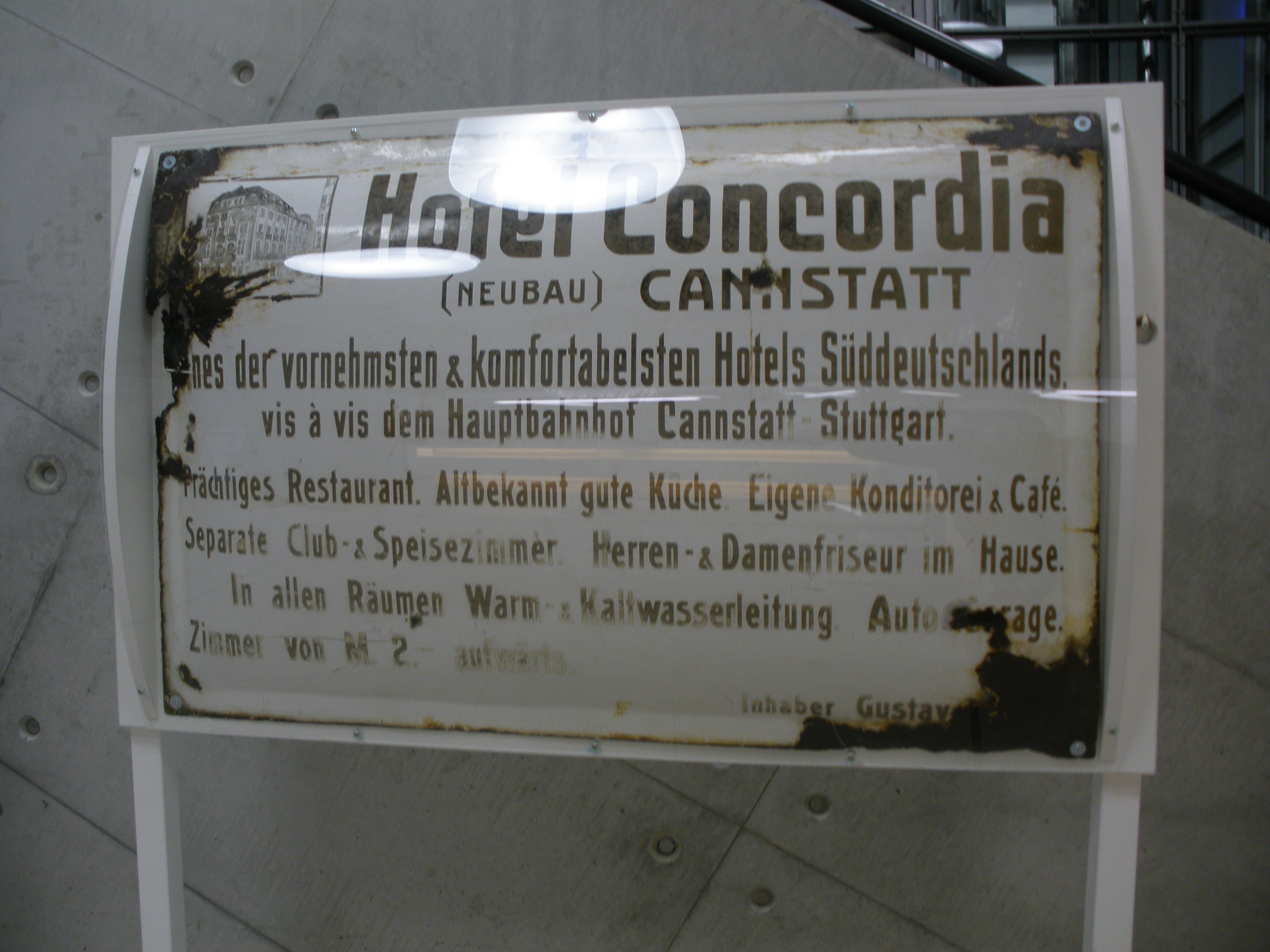
Reklameschild des Hotels Concordia, in dem die Fusion durchgeführt wurde

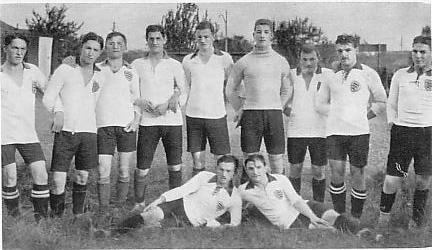
Die Aufstiegsmannschaft 1912

Für Ligaspiele war das Rugbyfeld auf dem Adelsberg wenig geeignet, sodass beim FV die Idee einer Fusion mit dem 1897 gegründeten Kronenklub Cannstatt aufkam. Da der Kronenklub sportlich nur begrenzte Aussichten hatte und der FV Stuttgart, der gerade gute Chancen hatte, den Aufstieg in die süddeutsche A-Klasse zu schaffen, über eine Mannschaft mit guter Perspektive verfügte, kamen sich die Verantwortlichen schließlich näher. Am 2. April 1912 vereinigten sich beide Klubs zum Verein für Bewegungsspiele Stuttgart 1893 e. V. der dank der B-Südkreismeisterschaft des Stuttgarter FV gleich um die Qualifikation für die neue Südkreisliga antrat. Die Fusionsversammlung fand im Cannstatter Hotel Concordia statt. Erster Vorsitzender wurde Wilhelm Hinzmann. Die ersten Pflichtspiele nach der Fusion bestritt der VfB Stuttgart in der Aufstiegsrunde zur Südkreisliga, für die sich der Verein als FV Stuttgart qualifiziert hatte. Am 25. August 1912 besiegte der VfB in seinem ersten Pflichtspiel nach der Fusion den FV Germania Beiertheim mit 4:3 und erreichte somit ein entscheidendes Spiel um den Aufstieg gegen den FC Mühlburg. In diesem Entscheidungsspiel um den Aufstieg am 1. September 1912 in Karlsruhe-Durlach siegte der VfB gegen Mühlburg mit 1:0 durch einen Kopfballtreffer in den letzten Minuten von Copé Wendling. Somit war der VfB von Anfang an erstklassig und spielte in der Südkreisliga, der damals höchsten deutschen Spielklasse.

### 1912 bis 1933: Erster Weltkrieg und erste Titel
| Saison  | Platz     | {\displaystyle \varnothing }Zuschauer |
| ------- | --------- | ------------------------------------- |
| 1912/13 | 6/08      |                                       |
| 1913/14 | 7/07      |                                       |
| 1914/15 | 7/08      |                                       |
| 1919/20 | 5/10      |                                       |
| 1920/21 | 5/10      |                                       |
| 1921/22 | 2/08      |                                       |
| 1922/23 | 6/08      |                                       |
| 1923/24 | 1/07 2/05 |                                       |
| 1924/25 | 5/08      |                                       |
| 1925/26 | 2/08      | 07.400                                |
| 1926/27 | 1/10 5/06 | 10.111                                |
| 1927/28 | 3/09 4/08 | 04.230                                |
| 1928/29 | 3/08 5/08 | 05.142                                |
| 1929/30 | 1/08 5/08 | 11.375                                |
| 1930/31 | 4/08      | 04.833                                |
| 1931/32 | 2/10 8/08 | 07.375                                |
| 1932/33 | 3/10      | 05.688                                |

In den kommenden beiden Jahren spielte der VfB in der Südkreisliga nur um die unteren Plätze und war der Gefahr ausgesetzt, wieder abzusteigen. Der Erste Weltkrieg brachte das Vereinsleben fast zum Erliegen. Am 1. August 1914 traf man sich zum letzten Mal zu einem Freundschaftsspiel. Nachdem die meisten Spieler und Verantwortlichen bereits ihre Einberufung erhalten hatten, gab es in der Altdeutschen Bierstube eine Abschiedsfeier. Der Rugby-Platz am Karl-Olga-Krankenhaus wurde dem Roten Kreuz zur Verfügung gestellt, das dort gleich ein Lazarett errichtete. Danach trafen sich vor allem Jugendliche am Münster-Platz. Nachdem der Präsident Wilhelm Hinzmann eingezogen worden war, kümmerten sich vor allem die nun Verantwortlichen Julius Lintz, der Hinzmann als Präsident vertrat und Ernst Grimm um die Jugendspieler. Erst im Oktober 1914 bekam der Verein wieder eine Elf zusammen. Nach einer Woche waren nur noch sieben Spieler verblieben. Der Verband schaffte nun die Pflichtrunde ab und führte Spiele um den Eisernen Fußball ein.
Für diese durfte man sich mit anderen Vereinen zu Kriegsmannschaften zusammenschließen, und so bildete der VfB kurzfristig mit dem FV Die Blauen Elf eine Mannschaft. Ein Jahr später stellte der Verein, nach der Rückkehr von Verwundeten und Genesenden, schon wieder drei eigene Kriegsmannschaften. Am Ende des Jahres 1917 hatte der Klub sogar wieder fünf Mannschaften beisammen. Ernst Grimm stellte einen Kriegsausschuss zusammen, der den Verein am Leben hielt, obwohl drei Viertel der Mitglieder eingezogen waren. So verhinderte der Ausschuss die Umwandlung des Münster-Platzes, des einzigen verbliebenen Fußballplatzes, in ein Kartoffelfeld. Wilhelm Hinzmann übernahm nach seiner Rückkehr einen intakten Verein; wenig später, 1918, übergab er seinen Posten an Gustav Schumm. Noch heute würdigt eine Ehrentafel, die 1925 enthüllt wurde, 90 Gefallene aus den Reihen des VfB.
1923 wurde Karl-Adolf Deubler Präsident des Vereins, er hatte das Amt bis 1931 inne.
In den 1920ern stieg die Mitgliederzahl schnell über 1000 – vor allem Jugendliche waren im Verein aktiv. Allerdings erwies sich der Platz in Münster als ungeeignet für den VfB, da er fernab der Anhängerschaft gelegen war. Da das Rugbyfeld im Ersten Weltkrieg landwirtschaftlich genutzt wurde und ebenfalls als Spielfeld ausfiel, benötigte der Verein dringend einen Platz. Als der Exerzierplatz auf dem Cannstatter Wasen nach dem Krieg nicht mehr benötigt wurde, entstand die Idee einer Rückkehr nach Bad Cannstatt. 1919 wurde der Platz bei den drei Pappeln auf dem Cannstatter Wasen eröffnet. Er blieb bis zur Eröffnung der heutigen MHPArena 1936 Heimspielstätte des VfB. Nach Kriegsende versuchte der Verband sofort, den Spielverkehr wieder in geregelte Bahnen zu führen. So beschloss der Verbandstag die Gründung einer Württembergischen Liga mit acht Vereinen. Der VfB gehörte dieser Liga an, da er vor dem Krieg in der Südkreisliga ebenfalls erstklassig war. Bis 1922 spielte die Fußballmannschaft in dieser Liga immer oben mit, wurde allerdings nie Meister. 1923 wurde dann vom Verbandstag ein neues Spielsystem eingeführt, welches eine neue Bezirksliga Württemberg/Baden als höchste Spielklasse vorsah. Um sich für die höchste Spielklasse zu qualifizieren, hätte der VfB in der Saison 1922/23 unter den ersten vier Vereinen der Württembergischen Liga landen müssen. Dies gelang nicht, sodass die Mannschaft in der darauffolgenden Saison 1923/24 in der IL Klasse der neu gegründeten Kreisliga antreten musste, wo der VfB sofort Kreismeister Cannstatts wurde und sich somit für die Aufstiegsspiele qualifizierte. Dort erreichte man im ersten Anlauf den Aufstieg in die Württemberg-badische Bezirksliga und damit die sofortige Rückkehr in die Erstklassigkeit. Im entscheidenden Spiel besiegten die Fußballer am 1. Juni 1924 den bereits qualifizierten SC Freiburg mit 5:3.
Durch die gute Jugendarbeit gelang dem VfB in der Zwischenkriegszeit der Aufbau einer erfolgreichen ersten Mannschaft, die mit Spielern wie Richard „Molly“ Schauffele (später u. a. Präsident der Stuttgarter Kickers) 1927 württembergisch-badischer Meister wurde. Die Endrunde um die deutsche Meisterschaft erreichte die Mannschaft nicht. Im selben Jahr beschloss der Verbandstag in Mainz eine Aufteilung der jungen Bezirksliga in die Abteilungen Württemberg und Baden. Ernst Blum wurde 1928 der erste deutsche Nationalspieler des VfB, als er unter Reichstrainer Otto Nerz gegen Dänemark debütierte. Sowohl 1928 als auch 1929 erreichte der Verein die Trostrunde der Zweiten und Dritten der Bezirksligen. 1929 kam es zu einem Eklat: Durch Zuwendungen an die Spieler hatte der VfB gegen die Amateurstatuten verstoßen. Den Spielern war schon damals bewusst, dass sie die Zuschauereinnahmen positiv beeinflussen konnten und waren der Meinung, dass ihnen ein Anteil daran zusteht. So war der Verein vorerst bereit, die Forderungen der Spieler zu erfüllen, doch mit der Zeit konnte es sich der Klub nicht mehr leisten, Spieler unter der Hand zusätzlich zu bezahlen. Nach einer Selbstanzeige wurde der Verein vom Verband mit einer hohen Strafe belegt. Die betreffenden Spieler wurden vom VfB nicht mehr berücksichtigt, weshalb der VfB als Abstiegskandidat galt. Dennoch gelang einer tiefgreifend verjüngten Mannschaft unter dem damaligen Trainer Lajos Kovács 1929/30 die Württembergische Meisterschaft, und sie erreichte erstmals die süddeutsche Meisterrunde, an der das Team 1932 allerdings erfolglos teilnahm.

### 1933 bis 1945: Unterstützung des Nationalsozialismus
| Saison  | Platz     | {\displaystyle \varnothing }Zuschauer |
| ------- | --------- | ------------------------------------- |
| 1933/34 | 3/09 1/04 | 5.437                                 |
| 1934/35 | 1/10 1/04 | 8.500                                 |
| 1935/36 | 3/10      | 5.000                                 |
| 1936/37 | 1/10 1/04 | 7.500                                 |
| 1937/38 | 1/10 3/04 | 7.090                                 |
| 1938/39 | 2/10      | 6.857                                 |
| 1939/40 | 1/06 2/04 | 4.220                                 |
| 1940/41 | 2/12      | 5.100                                 |
| 1941/42 | 2/10      |                                       |
| 1942/43 | 1/10      |                                       |
| 1943/44 | 4/10      |                                       |

Die Zeit des Nationalsozialismus gehört zu den dunklen Kapiteln der Vereinsgeschichte. Auch beim VfB konnten einige der Verantwortlichen die sogenannten „Demütigungen“ durch den Versailler Vertrag nur schwer akzeptieren. Im Jahr 1919 kurz nach dem Ende des Ersten Weltkriegs geschriebenen Vereinslied erklang der Wunsch nach einem starken Deutschland; so steht im Text des Liedes in Bezug auf das deutsche Vaterland: … dass es neu und stark ersteh, dafür spielt der VfB! Der ehemalige Präsident Egon Reichsgraf von Beroldingen legte Wert auf die Feststellung: „Der VfB hatte schon von jeher Deutschland auf dem Panier!“ Zudem pflegte der Verein schon immer gute Beziehungen zu militärischen Kreisen.
Vom aufkommenden Nationalsozialismus versprachen sich viele beim VfB einen Neubeginn. Willig stellten die Vereinsoberen 1932 ihren damaligen Platz an den drei Pappeln für NSDAP-Kundgebungen zur Verfügung. Die Stadt kündigte dem VfB daraufhin sofort den Platz. Nach der Machtergreifung der NSDAP in Stuttgart wurde diese Entscheidung wieder rückgängig gemacht. Der neue, von der NSDAP eingesetzte Oberbürgermeister lobte den VfB als „schon vor dem Umbruch dem Nationalsozialismus wohlgesonnenen Verein“. Die offiziellen Verlautbarungen der Vereinsführung ließen keinen Dissens zu den Zielen der NSDAP erkennen, diese Ziele wurden offenbar mitgetragen.
Der damalige Vereinspräsident Hans Kiener war schon 1932 der NSDAP beigetreten und erklärte, der VfB sei ein „Hort nationaler Gesinnung“ und eine „Trutzburg gegen alles Undeutsche“. Kiener wurde von nun an Vereinsführer genannt und „von oben“ mit kommissarischen Vollmachten ausgestattet. Auf Drängen des Reichssportführers und des Verbandes Wehrsport gab es im VfB nun auch einen SA-Sturm. Bereits 1933 nahm der VfB als einer der ersten Vereine des Deutschen Reichs die Arisierung vorweg und schloss sämtliche jüdischen Mitglieder aus, selbst diejenigen, die große Verdienste um den Verein vorzuweisen hatten.

„Uns einen nicht nur Spiele, nicht nur die Freud’ am Sport,

Was unsere Freundschaft bindet, das sagt ein ander Wort:

Wir wollen Kameraden sein, erprobt in Freud und Leid,

Es sei verbannt aus unsern Reih’n die Missgunst und der Neid

Die Parole heißt zum Wohl und aus Lieb zum Vaterland,

Ihm zur Ehr, immer mehr, stählen wir uns unverwandt

Und bei jedem frischen, frohen Spiel, denken wir an unser höchstes Ziel

Dass es neu und stark ersteh’, dafür ‚spielt‘ der VfB!“

Neue Möglichkeiten eröffnete zusätzlich die 1933 zum Deutschen Turnfest errichtete Adolf-Hitler-Kampfbahn. Da die Stadt das alte VfB-Gelände für das Cannstatter Volksfest benötigte, musste der Verein sich wieder eine neue Heimspielstätte suchen. Die weitgehende Identifikation mit den neuen Machthabern ermöglichte dem VfB nun eine kontinuierliche Fortentwicklung auf sportlichem Gebiet. Damals wurden Gauligen eingeführt, in denen die jeweiligen Gaumeister ermittelt wurden.
1933 wurde der Verein Süddeutscher Pokalmeister, 1935 wieder Württembergischer Meister. Somit waren die Fußballer erstmals für die Endrunde um die deutsche Meisterschaft qualifiziert. Nachdem die Mannschaft die ersten beiden Gruppenspiele verloren hatte, schien die Situation aussichtslos zu sein. Im letzten und entscheidenden Gruppenspiel gegen den direkten Konkurrenten SpVgg Fürth erreichte der VfB noch das Halbfinale, wo der VfL Benrath bezwungen wurde. Und so drang die Mannschaft zum ersten Mal bis ins Endspiel um die deutsche Meisterschaft vor, in dem der Finalist in Köln den überlegenen Schalkern mit 4:6 unterlag. Doch auch als Vizemeister wurden die Spieler bei der Rückkehr nach Stuttgart von tausenden Fans gefeiert.
1937 folgte die dritte württembergische Meisterschaft und die Mannschaft qualifizierte sich erneut für die Endrunde um die deutsche Meisterschaft. Nachdem die Fußballer die Gruppenphase souverän als Gruppensieger überstanden hatten, unterlag der Klub im Halbfinale wieder dem FC Schalke 04 und siegte im Spiel um Platz 3 gegen den Hamburger SV. 1938 verteidigte der VfB den württembergischen Meistertitel, schied jedoch diesmal in der Gruppenphase der Meisterschaftsendrunde als Gruppendritter aus. 1939 wurde die Mannschaft Württembergischer Vizemeister. Der Zweite Weltkrieg hatte gravierende Auswirkungen auf das Vereinsleben. Sehr häufig war Stuttgart Ziel von Bombenangriffen. Auch das Vereinsgelände das VfB wurde schwer getroffen, nachdem viele Sprengladungen militärische Ziele wie die anvisierte Eisenbahnlinie oder das Daimler-Benz-Werk verfehlt hatten. Doch trotz der Kraterlandschaft, in die sich die Heimat des VfB verwandelte, und obwohl Spieler und Vereinsfunktionäre immer öfter durch die Kriegshandlungen starben, konnten die Verantwortlichen das Vereinsleben erhalten. 1939/40 wurde lediglich eine Kriegsmeisterschaft im engsten Rahmen ausgetragen, in der die Fußballer die Qualifikation für die Meisterschaftsendrunde am Ende nicht schafften. In der wieder regelmäßig laufenden Gauliga erreichte der VfB 1941 und 1942 die Vizemeisterschaft, wurde 1943 zum letzten Mal Gaumeister und schied in der Vorrunde der deutschen Meisterschaft im K.-o.-System gegen TSV 1860 München aus, ehe im März 1945 die Gauliga Württemberg durch den Krieg endgültig zum Erliegen kam. Dem VfB verblieben immer genug Spieler, um ohne die Hilfe anderer Vereine Kriegsmannschaften zu stellen. Allerdings nutzte der Verein viele „Gastspieler“ sowohl aus dem Inland, als auch aus dem Ausland. Auch Spieler aus besetzten Ländern kamen freiwillig, da sie als Fußballer leichter Akzeptanz finden konnten. Unter ihnen waren prominente Spieler wie zum Beispiel Rudolf Gellesch.
Als der „Vereinsführer“ Hans Kiener 1944 durch einen Bombenangriff schwer verletzt wurde, übernahm nach dessen Evakuierung der zweite Vorsitzende Fritz Walter die Verantwortung. Am 2. April 1945 bestritt der VfB das letzte Spiel vor Kriegsende, welches zwischenzeitlich wegen Fliegerangriffen unterbrochen werden musste.
Später versuchte Walter die offenkundige Nähe des Vereins zum NS-Regime zu relativieren und die Arisierung zu rechtfertigen, indem er erklärte: „Das hat man halt machen müssen, sonst wäre vielleicht der Verein am Ende gewesen.“ Offenkundig ist jedoch, dass der VfB dem Regime weit mehr als üblich und weit schneller als nötig entgegenkam, wodurch der Verein eine aktive Rolle in der Durchsetzung der nationalsozialistischen Agenda erlangte. So rechnete der Stuttgarter Historiker Nils Havemann, der sich intensiv mit der Rolle der Fußballvereine im Dritten Reich beschäftigte, den VfB neben dem FC Schalke 04, Werder Bremen und dem TSV 1860 München zu den vier nationalsozialistischen Vorzeigevereinen.

### 1945 bis 1963: Wiederaufbau und Erfolge
| Saison  | Platz       | {\displaystyle \varnothing }Zuschauer |
| ------- | ----------- | ------------------------------------- |
| 1945/46 | 01/16       | 10.264                                |
| 1946/47 | 06/20       | 11.658                                |
| 1947/48 | 05/20       | 17.895                                |
| 1948/49 | 06/16       | 13.600                                |
| 1949/50 | 02/16       | 18.000                                |
| 1950/51 | 04/18       | 13.353                                |
| 1951/52 | 01/16 01/04 | 19.467                                |
| 1952/53 | 02/16 01/04 | 20.067                                |
| 1953/54 | 01/16 02/03 | 15.133                                |
| 1954/55 | 13/16       | 13.933                                |
| 1955/56 | 02/16 03/04 | 21.266                                |
| 1956/57 | 04/16       | 17.167                                |
| 1957/58 | 09/16       | 16.767                                |
| 1958/59 | 05/16       | 16.100                                |
| 1959/60 | 07/16       | 14.633                                |
| 1960/61 | 07/16       | 11.000                                |
| 1961/62 | 05/16       | 13.833                                |
| 1962/63 | 06/16       | 19.447                                |

Von 1949 bis 1994 und seit Juli 2014 verwendetes Wappen des Vereins

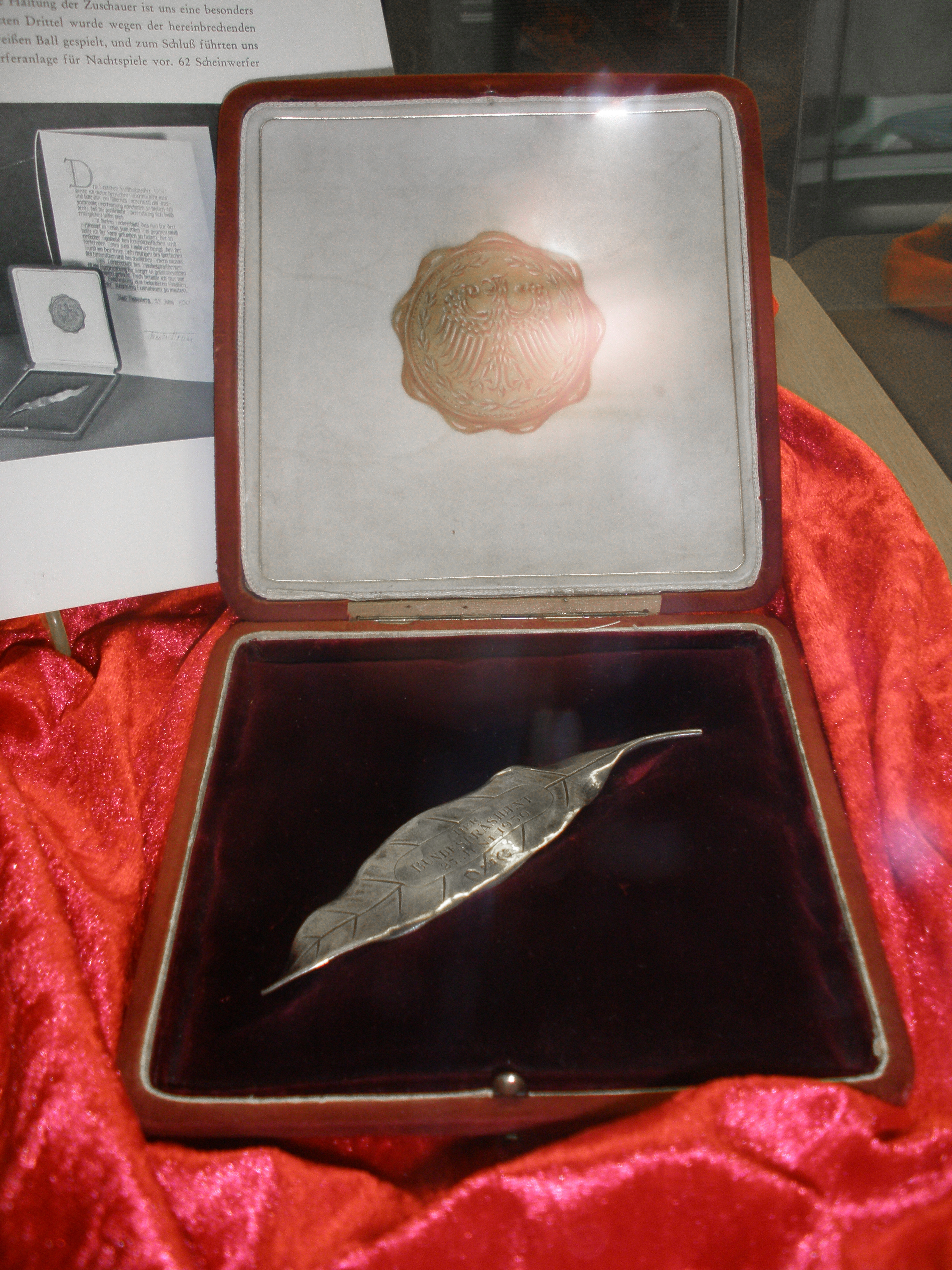
Das erste Silberne Lorbeerblatt, das an eine Mannschaft verliehen wurde

Der Zweite Weltkrieg stellte eine Zäsur für den Verein dar. Die eigenen Sportanlagen waren weitestgehend zerstört, viele Vereinsmitglieder waren im Krieg gefallen. Dem VfB-Torwart Ernst Schnaitmann gelang es, den Stadtkommandanten davon zu überzeugen, dem VfB eine Spielgenehmigung zu erteilen. Gegen eine Cannstatter Auswahl trug der VfB Stuttgart am 15. Juli 1945 sein erstes Spiel nach Kriegsende aus. Bereits am 13. Oktober 1945 wurde im Gasthaus Krone in Fellbach unter entscheidender Mitwirkung von VfB-Präsident Fritz Walter die süddeutsche Oberliga gegründet. Auf dem Kohlenwagen musste der VfB-Verantwortliche Gustav Sackmann reisen, um über vorige Gaugrenzen und damalige Zonengrenzen hinweg für die Gründung der neuen Liga in Süddeutschland zu werben. Es gelang dem VfB, in der am 4. November 1945 unter dem Vorsitz von Walter gestarteten Oberliga gleich die erste süddeutsche Meisterschaft der Nachkriegszeit und damit auch die Amerikanische Zonenmeisterschaft zu gewinnen. Robert Schlienz war mit 42 Treffern zugleich erster Torschützenkönig der neuen Liga. Eine deutsche Meisterschaft wurde damals aufgrund der unterschiedlichen Bestimmungen in den verschiedenen Besatzungszonen nicht ausgetragen.
Die Oberliga wurde bei den Fans schnell populär und so kam Geld in die Kassen des Vereins, der so die zerstörte Infrastruktur wieder aufbaute. Der VfB erlangte nun eine wichtige regionale Bedeutung, und für den VfB spielen zu können, wurde das Ziel von vielen Jugendlichen. Auch nach der Einführung des Vertragsspielerstatuts 1948 konnten die Spieler des VfB von den Bezügen, die ihnen ihre Spielerverträge bescherten, nicht leben, und so förderte der Klub bei den Spielern die Selbständigkeit. So führte Robert Schlienz nebenbei ein Sportartikelgeschäft, Karl Barufka ein Spirituosengeschäft und Erich Retter eine Tankstelle. Beim VfB versuchten die Verantwortlichen immer, den Spielern dabei zu helfen, Fußball und Beruf vereinbaren zu können.
In den folgenden Jahren tummelten sich die Fußballer zunächst nur im Mittelfeld der Oberliga und landete erst 1950 als Zweiter wieder weit oben in der Tabelle. Damals begann die erfolgreichste Ära des Vereins, der nun den Stadtkonkurrenten Stuttgarter Kickers endgültig als Nummer 1 in der Stadt ablöste. Die süddeutsche Vizemeisterschaft berechtigte den VfB, an der K.-o.-Runde zur deutschen Meisterschaft teilzunehmen. Dort zog der VfB zum zweiten Mal in ein Endspiel um die deutsche Meisterschaft ein, das er in Berlin gegen Kickers Offenbach mit 2:1 gewann. Die erste deutsche Meisterschaft des VfB war erreicht. Danach wurde dem VfB als erstem Fußballverein überhaupt von Bundespräsident Theodor Heuss das Silberne Lorbeerblatt verliehen. Bei ihrer Ankunft am Stuttgarter Bahnhof wurde die Mannschaft euphorisch gefeiert und unter anderem von der Endspielelf von 1935 empfangen.
Als der Deutsche Fußball-Bund 1950 wieder Länderspiele austragen durfte, wurden schließlich Spieler vom damaligen deutschen Meister, wie zum Beispiel Karl Barufka, berufen. 1951 verpasste der amtierende Meister die Endrunde der Meisterschaft als Vierter der Oberliga Süd knapp. Doch 1952 wurde der VfB wieder Süddeutscher Meister, nachdem die Mannschaft den 1. FC Nürnberg noch im letzten Spiel durch einen Sieg im direkten Duell abgefangen hatte. Durch den Sieg in der Gruppenphase erreichte der VfB zum dritten Mal das Endspiel um die deutsche Meisterschaft, das der Klub in Ludwigshafen gegen den 1. FC Saarbrücken gewann. Die Mannschaft entsprach in weiten Teilen der Meistermannschaft von 1950. Mercedes-Benz stellte dem VfB damals Wagen zur Verfügung, mit denen die Mannschaft eine Rundfahrt durch die Region machte, wobei sie wieder euphorisch gefeiert wurde.
In der kommenden Saison erreichte der VfB nach einem schwachen Saisonstart doch noch die süddeutsche Vizemeisterschaft und bekam so die Chance, den Meistertitel zu verteidigen. Inzwischen war Erich Retter Nationalspieler geworden. Nachdem die Mannschaft diesmal nur knapp aufgrund des direkten Vergleichs in der Vorrunde nach einem Sieg im letzten Spiel gegen Borussia Dortmund den Gruppensieg geholt hatte, erreichte der Fußballmeister zum zweiten Mal in Folge das Endspiel. Karl Barufka war nach seiner Verletzung aus dem Spiel gegen Dortmund im Finale gegen den 1. FC Kaiserslautern nicht einsatzfähig. Nach der blutigen Niederschlagung des Arbeiteraufstandes am 17. Juni 1953 in Berlin wurde schon über eine Verschiebung des Spielorts nachgedacht. Der DFB hielt trotzdem am Berliner Olympiastadion als Austragungsort fest. Die Titelverteidigung gelang nicht, die Mannschaft unterlag gegen den mit Stars aus der späteren Weltmeistermannschaft von 1954 gespickten 1. FC Kaiserslautern mit 1:4. Ein Positiverlebnis hatte lediglich Karl Bögelein, der zu Beginn einen Elfmeter gegen die spätere Fußballlegende Fritz Walter hielt. Letzterer führte den FCK trotzdem zum deutlichen Sieg.
In der folgenden Saison wurde der VfB wieder Süddeutscher Meister. Jedoch schied der VfB diesmal in der Vorrunde der deutschen Meisterschaft als Gruppenzweiter nach einer 1:3-Niederlage gegen Hannover 96 aus. Der Saisonhöhepunkt des Jahres 1954 war das Endspiel eines anderen Wettbewerbs. Zum ersten Mal erreichten die Fußballer das Finale des DFB-Pokals und trafen auf den 1. FC Köln. Erwin Waldner erzielte damals nach einer Vorlage von Robert Schlienz das entscheidende Tor an diesem Karsamstag. So wurde der VfB in dem Jahr zum ersten Mal DFB-Pokalsieger, in dem Deutschland zum ersten Mal Fußballweltmeister wurde.
1955 rutschte der amtierende Pokalsieger in der Oberliga auf einen enttäuschenden dreizehnten Platz ab. Doch 1956 wurde der VfB süddeutscher Vizemeister und erreichte wieder die Meisterschaftsendrunde, nachdem die Mannschaft in der Qualifikation zur Endrunde TuS Neuendorf bezwungen hatte. Diesmal schied der VfB als Gruppendritter in der Gruppenphase aus. Es war die letzte Teilnahme an der Meisterschaftsendrunde. 1956/57 begann der VfB die Saison mit guter Frühform, Schweinfurt 05 wurde 7:0, der Wiederaufsteiger Bayern München mit 5:0 besiegt, und Erwin Waldner war bis zu seinem Platzverweis gegen Augsburg der Garant des Erfolges. Danach kam die Tormaschine ins Stottern, und der VfB beendete die Saison auf Platz 4 der Oberliga. 1957 wurde die Einführung der Bundesliga und des Profifußballs beschlossen, und der VfB gehörte zu den Befürwortern. Er hatte nämlich zwei talentierte junge Nationalspieler verpflichtet, Rolf Geiger von den Stuttgarter Kickers und Rudolf Hoffmann von Aschaffenburg, die wegen Verstoßes gegen die Amateurregeln erst einmal gesperrt wurden. Am Ende des Jahres 1958 erreichte der VfB zum zweiten Mal das Endspiel des DFB-Pokal, diesmal gegen Fortuna Düsseldorf. Gegen die Mannschaft um den späteren Bundestrainer Jupp Derwall gewann der Klub mit den beiden Neuzugängen, aber wieder erst in der Verlängerung durch den entscheidenden Treffer von Lothar Weise.
In den kommenden Jahren spielte der VfB keine bedeutende Rolle im süddeutschen Fußball und landete bis zur Gründung der Bundesliga immer zwischen Platz fünf und Platz sieben. 1959/60 sah es zwar bis zum Sieg gegen den amtierenden Meister Eintracht Frankfurt so aus, als ob die Endrunde um die Meisterschaft erreicht werden könnte, aber dann begann der Absturz. Es war das Jahr, in dem Schlienz erstmals nicht mehr zum Einsatz kam. Georg Wurzer wollte die Mannschaft mit Talenten aus der eigenen Jugend verjüngen, mit der Folge von Leistungsschwankungen. 1959/60 gingen dann Trainer Wurzer, Erwin Waldner wechselte nach Zürich, und der neue Trainer Baluses versuchte es mit Kampffußball statt spielerischer Finesse. Als Ergebnis blieben die Fans aus, und es war fraglich, ob der VfB mit diesen Leistungen die Qualifikation zur Bundesliga erreichen würde. Vor der letzten Oberligasaison 1962/63 wechselte auch noch Rolf Geiger nach Italien, dafür besaß man mit Entenmann, Sieloff und Pfisterer eine namenlose, aber talentierte Läuferreihe. Die Saison wurde zur Zitterpartie, in der man zwischenzeitlich bis auf Platz 14 abrutschte und die Bundesligaqualifikation in weite Ferne geriet. Am Ende erreichten die Stuttgarter den sechsten Platz. Wegen der Zwölfjahreswertung war lange ungewiss, ob der VfB der neuen Bundesliga angehören würde. Erst ein Telegramm bestätigte am 6. Mai 1963 endgültig die Zugehörigkeit des VfB zur Bundesliga. Zuvor wurde von der Presse vermeldet: Karlsruhe (419 Qualifikationspunkte), Stuttgart (408) und Offenbach (382) sind als gleichwertig anzusehen, weswegen der diesjährige Tabellenstand ausschlaggebend ist. Somit war es möglicherweise entscheidend, dass der VfB punktgleich aufgrund der besseren Tordifferenz 1962/63 in der Oberliga Süd einen Platz vor den Kickers Offenbach lag.

### 1963 bis 1976: Vom Gründungsmitglied zum Absteiger
| Saison  | Platz | {\displaystyle \varnothing }Zuschauer |
| ------- | ----- | ------------------------------------- |
| 1963/64 | 05/16 | 40.459                                |
| 1964/65 | 12/16 | 31.167                                |
| 1965/66 | 11/18 | 27.190                                |
| 1966/67 | 12/18 | 30.558                                |
| 1967/68 | 08/18 | 25.948                                |
| 1968/69 | 05/18 | 21.440                                |
| 1969/70 | 07/18 | 20.735                                |
| 1970/71 | 12/18 | 18.654                                |
| 1971/72 | 08/18 | 21.352                                |
| 1972/73 | 06/18 | 15.185                                |
| 1973/74 | 09/18 | 25.533                                |
| 1974/75 | 16/18 | 26.504                                |
| 1975/76 | 11/20 | 11.330                                |

1963 zählte der VfB zu den 16 Gründungsmitgliedern der Bundesliga. Mit Fritz Walter hatte der Verein damals einen Präsidenten, der keine finanziellen Risiken eingehen wollte und lieber auf ehrenamtliche Arbeitskräfte setzte als auf ein bezahltes professionelles Management und eine Mannschaft, die nur aus Vollprofis besteht. Dennoch konnte sich die Mannschaft, als nun Profifußball erlaubt war, mit den Heimkehrern Rolf Geiger und Erwin Waldner verstärken. Dazu kam noch Hans Arnold aus Mannheim. In der ersten Bundesligasaison konnte so ein fünfter Platz erreicht werden. Doch nachdem die Fußballmannschaft sich bis 1968 nur noch im Mittelfeld befunden hatte, forderten immer mehr ein modernes Management beim VfB, welches sich bei den erfolgreichen Vereinen der Liga bereits bewährt hatte. Walter war dazu nicht bereit und so trat Hans Weitpert, der an der Spitze derer stand, die eine neue Einkaufspolitik forderten, dessen Nachfolge an. Es dauerte nicht mehr lange, bis mit Günter Sawitzki 1971 der letzte Spieler des VfB, der nebenbei einen Beruf ausübte, seine Karriere beendete.
Prominente Trainer in den ersten Bundesligajahren waren Rudi Gutendorf, Albert Sing und Branko Zebec. Nachdem die Fußballer 1969 wieder Fünfter geworden waren, verloren die Stuttgarter in den folgenden Jahren den Anschluss zur Spitze und spielten die kommenden Jahre hauptsächlich im Mittelfeld der Liga. Nur 1973 erreichte die Mannschaft den UEFA-Pokal und konnte 1974 erstmals das Halbfinale erreichen. Dort schied der VfB gegen Feyenoord Rotterdam aus. Im April 1975 räumte Weitpert, der mit seiner offensiven Einkaufspolitik gescheitert war, seinen Präsidentenposten. Gerhard Mayer-Vorfelder wurde zum neuen Präsidenten des Vereins gewählt. Mayer-Vorfelders vorige Aufgabe als Vorsitzender des Verwaltungsrats übernahm das bisherige Vorstandsmitglied Heinz Bandke. Der VfB befand sich zu dieser Zeit auf einem Abstiegsplatz. Am Ende der Saison stieg der VfB aus der Bundesliga ab. Zuvor war der VfB nur 1923/24 für eine einzige Saison zweitklassig gewesen.
Die folgende Saison wurde zu einem der schwächsten sportlichen Kapitel der VfB-Geschichte – der Verein belegte in der 2. Liga lediglich Platz 11. Den Tiefpunkt bildete das Heimspiel gegen den SSV Reutlingen 05 vor 1.200 Zuschauern, das mit 2:3 verloren ging.

### 1976 bis 1992: Aufstieg und Rückkehr an die Spitze
| Saison  | Platz | {\displaystyle \varnothing }Zuschauer |
| ------- | ----- | ------------------------------------- |
| 1976/77 | 01/20 | 22.689                                |
| 1977/78 | 04/18 | 53.567                                |
| 1978/79 | 02/18 | 41.297                                |
| 1979/80 | 03/18 | 33.405                                |
| 1980/81 | 03/18 | 30.073                                |
| 1981/82 | 09/18 | 26.126                                |
| 1982/83 | 03/18 | 27.526                                |
| 1983/84 | 01/18 | 31.076                                |
| 1984/85 | 10/18 | 22.648                                |
| 1985/86 | 05/18 | 21.638                                |
| 1986/87 | 12/18 | 20.699                                |
| 1987/88 | 04/18 | 26.313                                |
| 1988/89 | 05/18 | 26.895                                |
| 1989/90 | 06/18 | 24.684                                |
| 1990/91 | 06/18 | 28.987                                |
| 1991/92 | 01/20 | 33.553                                |

Zur Saison 1976/77 verpflichteten Gerhard Mayer-Vorfelder und sein neuer Geschäftsführer Ulrich Schäfer Jürgen Sundermann als VfB-Trainer. Aus finanziellen Zwängen musste der VfB vor allem auf junge Spieler setzen. Mit dem damaligen Hundert-Tore-Sturm gelang dem VfB die Rückkehr ins Fußball-Oberhaus. Dabei erzielte Ottmar Hitzfeld im Heimspiel gegen den SSV Jahn Regensburg sechs Treffer (Endstand 8:0). Dieser Rekord hat bis heute Bestand.
In der Saison 1977/78, der ersten Saison nach der Rückkehr in die Bundesliga, erreichte der VfB den vierten Tabellenplatz. Dabei stellte er mit einem Zuschauerschnitt von fast 54.000 einen fast 20 Jahre gültigen Bundesliga-Rekord auf. In den Folgejahren konnte sich der VfB in der Bundesligaspitze etablieren.
Spieler in dieser Zeit waren u. a. Hansi Müller, Karlheinz und Bernd Förster, Karl Allgöwer, Dieter Hoeneß, Hermann Ohlicher und Helmut Roleder. Bis 1980 qualifizierte sich die Mannschaft in jeder Saison nach dem Aufstieg für den UEFA-Pokal. 1979/80 erreichte das Team zum zweiten Mal das Halbfinale des UEFA-Pokals, als der VfB gegen Borussia Mönchengladbach nach einem 2:1-Heimsieg und einer 0:2-Niederlage auswärts knapp ausschied.

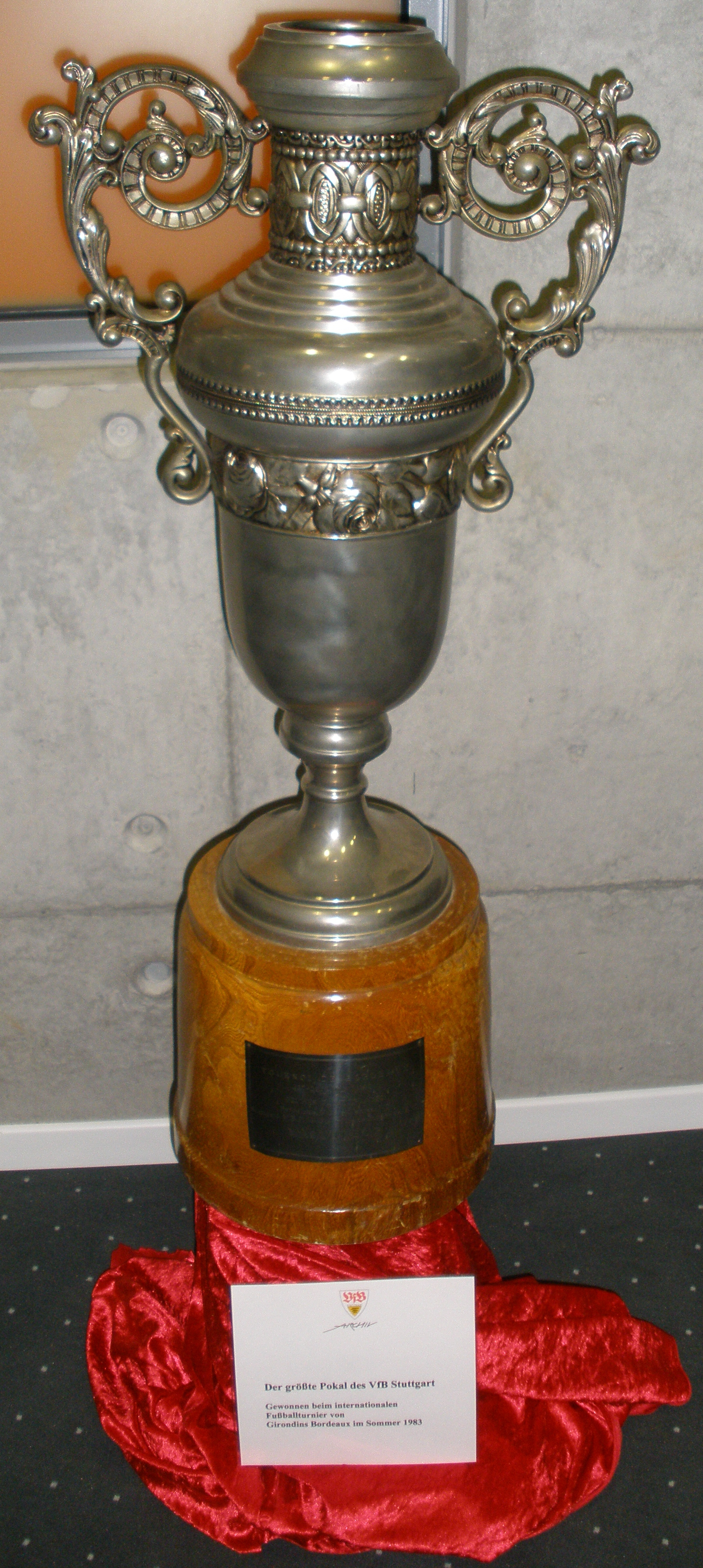
Trophäe für den Gewinn des Turniers zur Hundertjahrfeier von Girondins Bordeaux (1983)

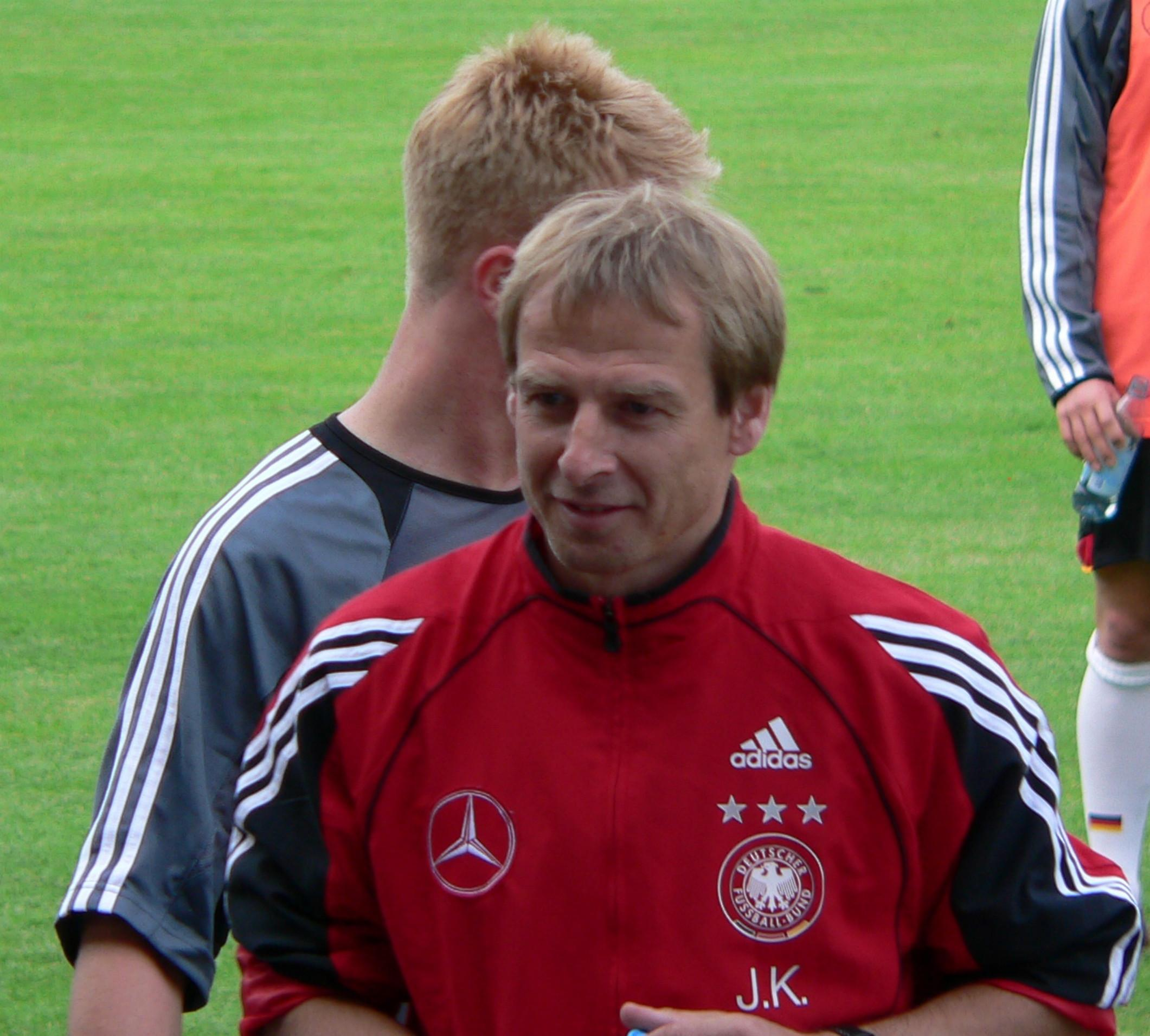
Jürgen Klinsmann als Bundestrainer – seinen Durchbruch als Spieler hatte er beim VfB

Die Infrastruktur wurde zu Beginn der 1980er-Jahre angepasst: 1981 bezog der VfB nach knapp zweijähriger Bauzeit sein neues Clubzentrum (Kostenaufwand damals: ca. 5,2 Millionen Euro). Nachdem der Verein 1982 auf den neunten Platz abgerutscht war, qualifizierten sich die Fußballer 1983 mit einem dritten Platz für den UEFA-Pokal. Im Sommer desselben Jahres nahm der VfB Stuttgart an dem Turnier der Hundertjahrfeier von Girondins Bordeaux teil und besiegte dort nach einem Halbfinalsieg gegen den FC Nantes den Gastgeber aus Bordeaux, der sich im Halbfinale gegen den FC Barcelona durchgesetzt hatte. 1984 erreichte der Verein unter Trainer Helmut Benthaus seine dritte deutsche Meisterschaft. Als die Mannschaft am 32. Spieltag punktgleich mit dem Hamburger SV an der Spitze lag, drohte ein Endspiel am 34. Spieltag im Neckarstadion gegen den HSV. Doch da der VfB selbst gegen Werder Bremen siegte und der HSV gegen Eintracht Frankfurt gleichzeitig unterlag, stand fest, dass der HSV mit 5 Toren Vorsprung im direkten Duell in Stuttgart hätte gewinnen müssen, um deutscher Meister zu werden. Der HSV erzielte lediglich in den letzten Minuten, als die VfB-Fans schon die Meisterschaft feierten, den 1:0-Siegtreffer. Erstmals im Europapokal der Landesmeister vertreten, scheiterte der VfB in der ersten Runde gegen Levski Spartak Sofia.
1985 erreichte der VfB den 10. Platz. 1986 erreichte der Verein unter den Trainern Barić und Entenmann zum dritten Mal ein DFB-Pokal-Finale, das der FC Bayern München mit 5:2 gewann. Trotzdem trat der VfB als Fünfter der Bundesligasaison in der folgenden Saison nicht im UEFA-Pokal, sondern im Europapokal der Pokalsieger an, weil der FC Bayern als Meister bereits im Europapokal der Landesmeister spielte.
1986/87 schied der VfB bei der ersten Teilnahme im Europapokal der Pokalsieger im Achtelfinale gegen Torpedo Moskau aus. Ende der 1980er-Jahre qualifizierte sich der VfB mit Spielern wie Buchwald, Jürgen Klinsmann, Sigurvinsson oder Immel und Trainer Arie Haan 1988 und 1989 wieder für den UEFA-Pokal. In die Chronik des Vereins eingegangen ist dabei vor allem das UEFA-Pokal-Finale von 1989 gegen den SSC Neapel. Auf Klinsmann musste die Mannschaft wegen einer Gelbsperre aus dem Halbfinale im Hinspiel verzichten. Nach einer fragwürdigen Schiedsrichterleistung hatte der VfB das Hinspiel in Neapel mit 1:2 gegen Napoli verloren. Beim 1:1 nahm Diego Maradona den Ball mit der Hand mit und der Handelfmeter zum 1:2 war ebenfalls nach einstimmiger Meinung der Fußballexperten nicht berechtigt. Zudem wurde Kapitän Guido Buchwald durch eine gelbe Karte für das Rückspiel in Stuttgart gesperrt. Der griechische Schiedsrichter Gerassimos Germanakos aus dem Hinspiel wurde danach von der UEFA gesperrt, was keine Auswirkungen hatte, da der Schiedsrichter ohnehin zurückgetreten war. Stefano Bizzotto und Roberto Beccantini berichteten, dass sie den Schiedsrichter und die Linienrichter in der Nacht nach dem Spiel in Neapel mit weiblichen Begleitungen auf dem Weg zum Hotel Excelsior gesehen hätten. Dadurch kam es in Italien zu Spekulationen darüber, ob ein Zusammenhang mit Methoden des damaligen Neapel-Managers Luciano Moggi bestehen könnte. Ein 3:3 im Rückspiel reichte dann nicht mehr zum Titelgewinn.
| Saison  | Platz | {\displaystyle \varnothing }Zuschauer |
| ------- | ----- | ------------------------------------- |
| 1992/93 | 07/18 | 26.872                                |
| 1993/94 | 07/18 | 27.434                                |
| 1994/95 | 12/18 | 30.547                                |
| 1995/96 | 10/18 | 29.087                                |
| 1996/97 | 04/18 | 38.661                                |
| 1997/98 | 04/18 | 36.700                                |
| 1998/99 | 11/18 | 29.034                                |
| 1999/00 | 08/18 | 28.971                                |
| 2000/01 | 15/18 | 24.124                                |

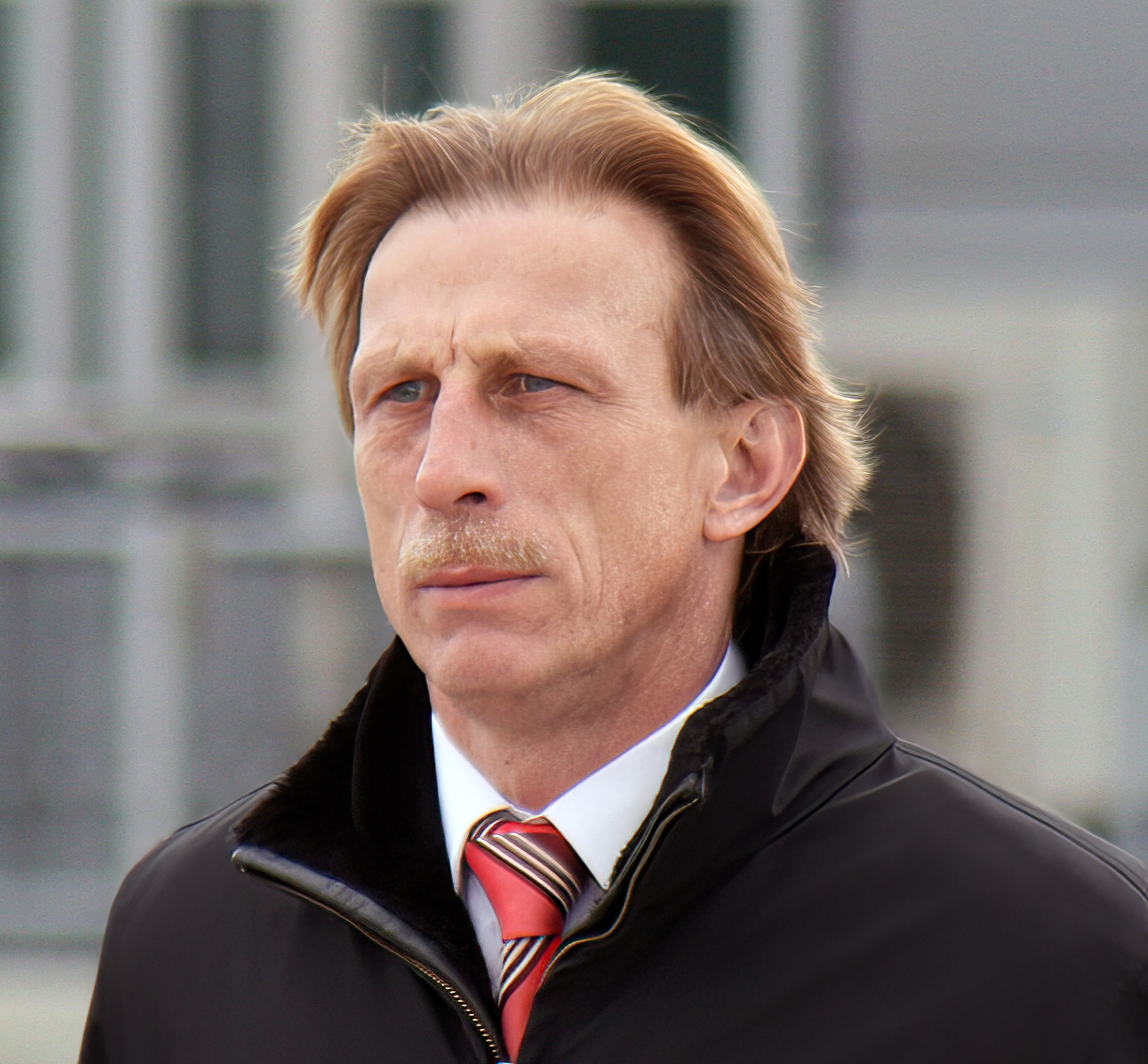
Meistertrainer 1992: Christoph Daum

1990 kamen Christoph Daum als Trainer und Dieter Hoeneß, der von Ulrich Schäfer die Aufgaben des Sportmanagers übernahm, zum VfB. 1992 wurde der VfB unter Daum unter anderem mit Guido Buchwald, Fritz Walter und Matthias Sammer zum vierten Mal Deutscher Meister. In einem Herzschlag-Finale setzten sich die Stuttgarter durch einen Treffer in der 86. Minute des letzten Spieltags (2:1-Sieg in Leverkusen) im Fernduell gegen Eintracht Frankfurt (1:2 bei Hansa Rostock) und Borussia Dortmund (1:0 beim MSV Duisburg) durch; Fritz Walter wurde Torschützenkönig. Der VfB war damals vor dem letzten Spieltag lediglich zweimal Tabellenführer gewesen.

### 1992 bis 2001: Von der Spitze übers Magische Dreieck in den Abstiegskampf
In der Folgesaison unterlief Trainer Daum in der ersten Runde des Europacups gegen Leeds United am 30. September 1992 ein folgenschwerer Fehler: Er wechselte mit Jovica Simanić einen damals nicht gestatteten vierten Ausländer ein. Das Spiel wurde gegen den VfB gewertet und der Verein schied, nach einem Entscheidungsspiel in Barcelona vor gerade einmal 15.000 Fans, bereits zum zweiten Mal in seiner Geschichte in der ersten Runde des Europacups der Landesmeister aus. Damit verpasste der VfB die Teilnahme an der Champions League. In den kommenden drei Jahren qualifizierte sich die Mannschaft nicht mehr für den Europacup und schaffte es wie schon 1984 zunächst nicht, sich als Meister an der Spitze zu halten. Nachdem der Verein sich im Dezember 1993 vom Meistertrainer Daum getrennt hatte, entließ Gerhard Mayer-Vorfelder zusammen mit dem Daum-Nachfolger Jürgen Röber im April 1995 auch den Manager Dieter Hoeneß.
Unter Rolf Fringer spielte in der Saison 1995/96 erstmals das so genannte Magische Dreieck zusammen, das aus den Spielern Krassimir Balakow, Giovane Élber und Fredi Bobic bestand. Dennoch wurde der VfB nur Zehnter, und so legte der VfB Fringer keine Steine in den Weg, Schweizer Nationaltrainer zu werden. Erst unter Joachim Löw, der von Fringers Co-Trainer zum Interimstrainer und schließlich zum Cheftrainer wurde, knüpfte der VfB wieder an frühere Erfolge an. Das Magische Dreieck sorgte in der Bundesliga für Furore und gewann 1997 durch einen 2:0-Sieg im Finale in Berlin gegen den damaligen Regionalligisten Energie Cottbus den DFB-Pokal. Dabei hatte die Mannschaft im Viertelfinale nur durch ein Elfmeterschießen gegen den SC Freiburg das Halbfinale erreicht, in dem die Mannschaft den Hamburger SV mit 2:1 bezwang. Von den 78 Bundesliga-Saisontoren 1996/97 schossen Bobic, Élber und Balakow alleine 49, nur 10 weniger als die gesamte Mannschaft in der Vorsaison erzielte. Doch so schnell das Magische Dreieck sich einspielte, so schnell trennten sich die Wege der drei auch wieder: Die zwei entscheidenden Tore von Giovane Élber im Pokalfinale waren seine beiden letzten für den VfB, dann wechselte er zum FC Bayern München.
Ein Jahr später stand der VfB im Finale des Europapokals der Pokalsieger, das er in Stockholm unglücklich mit 0:1 gegen Chelsea London verlor, nachdem der eingewechselte Gianfranco Zola mit seinem ersten Ballkontakt das entscheidende Tor erzielt hatte. Danach ging mit Fredi Bobic der zweite Spieler des magischen Dreiecks, er wechselte zu Borussia Dortmund. Nur Krassimir Balakow blieb bis zu seinem Karriereende beim VfB.
Doch trotz der Erfolge verlängerte der Verein unter der Leitung von Gerhard Mayer-Vorfelder, der im März 1998 Karlheinz Förster als neuen Sportdirektor eingestellt hatte, den am Saisonende 1998 auslaufenden Vertrag mit Löw nicht. Stattdessen wurde nun Winfried Schäfer verpflichtet. Vor allem bei den Fans war diese Entscheidung sehr unpopulär, da Schäfer vom Erzrivalen Karlsruher SC kam, wo er sich einen Namen gemacht hatte. Der Trainerwechsel erwies sich schnell als Fehler, und so wurde Schäfer noch im selben Jahr wieder entlassen. Innerhalb eines Kalenderjahres wurden fünf Trainer beschäftigt (Joachim Löw, Winfried Schäfer, Wolfgang Rolff, Rainer Adrion und Ralf Rangnick).
Die folgenden Jahre brachten mehr sportlichen Misserfolg als Erfolg. Finanzielle Probleme, die vor allem auf die riskante Transferstrategie unter Gerhard Mayer-Vorfelder und seinem geschäftsführenden Vorstandsmitglied Ulrich Schäfer zurückzuführen waren, wurden gegen Ende des 20. Jahrhunderts auch vereinsintern kritisch gesehen. Schon allein der von Mayer-Vorfelder mit Dušan Bukovac ausgehandelte Rentenvertrag von Krassimir Balakow belastete den VfB. Dieser hoch dotierte Vertrag (geschätzte 3 Mio. Euro Jahresgehalt) konnte durch das Ziehen einer Option von Balakow fristlos verlängert werden und wurde nach harten Verhandlungsrunden zwischen Mayer-Vorfelders Nachfolger Manfred Haas und Bukovac erst 2003 beendet. Zudem litt der Verein unter einigen teuren Einkäufen von Spielern, die gar nicht oder kaum für den Verein aufliefen. Beispiele sind Didi, Srgjan Zaharievski, Mitko Stojkovski oder Saša Marković. Im Juni 1999 sprach der Aufsichtsrat des VfB Gerhard Mayer-Vorfelder das Misstrauen aus und kündigte an, eine Wiederwahl des Präsidenten im folgenden Jahr nicht mitzutragen. Der Aufsichtsratsvorsitzende Heinz Bandke, der seit Beginn der Präsidentschaft Mayer-Vorfelders dessen Entscheidungen meist mitgetragen hatte, etablierte im September 1999 mit Hansi Müller im Vorstand ein Gegengewicht zum Vereinspräsidenten. Als Mayer-Vorfelder, kurz bevor er den Verein im Oktober 2000 wegen seiner anstehenden Aufgabe als Präsident des DFB freiwillig verließ, den Verein weiter finanziell ins Risiko stürzen wollte, setzten sich Hansi Müller und sein Vorstandskollege Karlheinz Förster, die stattdessen auf junge Spieler setzen wollten, gegen den scheidenden Präsidenten durch. Manfred Haas wurde im Oktober 2000 zum Nachfolger von Gerhard Mayer-Vorfelder gewählt.
Unter Trainer Ralf Rangnick wurde ein sportlicher Konsolidierungsprozess eingeleitet. Wegen Kompetenzstreitigkeiten untereinander traten der Sportdirektor Karlheinz Förster und sein Vorstandskollege Hansi Müller im Januar 2001 innerhalb von einer Woche zurück. Das Erreichen des UEFA-Pokals durch den erstmaligen Gewinn des UI-Cups 2000 war nun eher ein Hindernis im Abstiegskampf. Nachdem der Verein im Februar 2001 auf den 17. Tabellenplatz abgestürzt war, überzeugte Försters Nachfolger Rolf Rüssmann Trainer Ralf Rangnick davon, das Traineramt zur Verfügung zu stellen. Rangnicks Nachfolger wurde Felix Magath. Unter Magath schaffte der VfB am vorletzten Spieltag gegen Schalke 04 durch ein Tor von Balakow kurz vor dem Spielende den Klassenerhalt.

### 2001 bis 2009: „Junge Wilde“, Meisterschaft 2007 und zwei Champions-League-Teilnahmen
| Saison  | Platz | {\displaystyle \varnothing }Zuschauer |
| ------- | ----- | ------------------------------------- |
| 2001/02 | 8/18  | 26.097                                |
| 2002/03 | 2/18  | 31.251                                |
| 2003/04 | 4/18  | 41.728                                |
| 2004/05 | 5/18  | 38.350                                |
| 2005/06 | 9/18  | 36.266                                |
| 2006/07 | 1/18  | 45.439                                |
| 2007/08 | 6/18  | 50.899                                |
| 2008/09 | 3/18  | 51.979                                |

Aufgrund der finanziellen Engpässe musste der VfB wie Mitte der 1970er-Jahre auf die eigene Jugend setzen – Spieler wie Andreas Hinkel, Kevin Kurányi, Timo Hildebrand oder Aljaksandr Hleb bildeten ein Team, das sich hervorragend entwickelte und in den Medien den Beinamen „die jungen Wilden“ erhielt. Der VfB qualifizierte sich 2002 über den UI-Cup für den UEFA-Pokal 2002/03. Im Oktober 2002 wurde der Aufsichtsratsvorsitzende Heinz Bandke nach 27 Jahren in diesem Amt von Dieter Hundt abgelöst. Am Ende der Saison 2002/03 war die Mannschaft überraschend Vizemeister hinter Bayern München und qualifizierte sich damit erstmals für die Champions League. Der Verein wurde wegen seiner für die Region wichtigen Bedeutung mit dem Hans-Peter-Stihl-Preis ausgezeichnet. In der Champions League Saison 2003/04 zeigte die Mannschaft ihre Klasse u. a. durch einen 2:1-Sieg gegen Manchester United sowie durch das Erreichen des Achtelfinals. Dort war erneut der FC Chelsea Endstation, nachdem sich der VfB durch ein Eigentor von Fernando Meira im Hinspiel selbst um die Chance auf den Einzug ins Viertelfinale gebracht hatte (0:1 zuhause, 0:0 auswärts).
2003 wurde Erwin Staudt neuer Präsident. Er wurde der erste hauptamtliche Präsident des VfB Stuttgart und trug mit seiner Mitglieder-Kampagne mit dem Titel „Wir packen Schalke“ entscheidend dazu bei, die Mitgliederzahl innerhalb von zwei Jahren mehr als zu verdreifachen. Zudem überzeugte er Rudi Häussler, direkt neben dem Gottlieb-Daimler-Stadion mit dem Carl Benz Center einen Multifunktionskomplex zu errichten. Vom Bau des Gebäudes profitiert der VfB als Hauptmieter am meisten. Im Sommer 2004 wechselte Trainer Magath zum FC Bayern München, sein Nachfolger in Stuttgart wurde Matthias Sammer. Magaths Aufgaben in der sportlichen Leitung übernahmen Jochen Schneider und Herbert Briem. Zwar erreichte der VfB in der Saison 2004/05 einen UEFA-Cup-Platz, allerdings verspielten die Fußballer mit einem schwachen Saisonfinale eine bessere Platzierung. Daher trennte sich der Verein nach Saisonende von Sammer. Sein Nachfolger wurde im Sommer 2005 Giovanni Trapattoni.
Vor der Saison 2005/06 kam es zu großen personellen Wechseln beim VfB; Leistungsträger wie Kevin Kurányi (für etwa 7 Mio. zu Schalke 04), Philipp Lahm (war ausgeliehen von Bayern München) und Aljaksandr Hleb (wechselte für geschätzte 15 Millionen zum FC Arsenal) verließen den VfB, neu verpflichtet wurden u. a. Thomas Hitzlsperger (Aston Villa) und Jon Dahl Tomasson (AC Mailand). Durch die hohen Transfererlöse konnte der Verein zwar seine Verbindlichkeiten (die vor der Saison noch 8,21 Millionen Euro betrugen) deutlich reduzieren, doch hinkte die Mannschaft ihren eigenen sportlichen Ansprüchen hinterher. Anfang Februar 2006 trennte sich der VfB von Giovanni Trapattoni, dessen Taktik und Spielweise bei Fans und Spielern immer mehr in die Kritik geraten war.

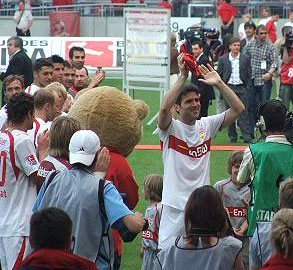
Zvonimir Soldo – Der Kapitän der „jungen Wilden“ beendet seine Karriere

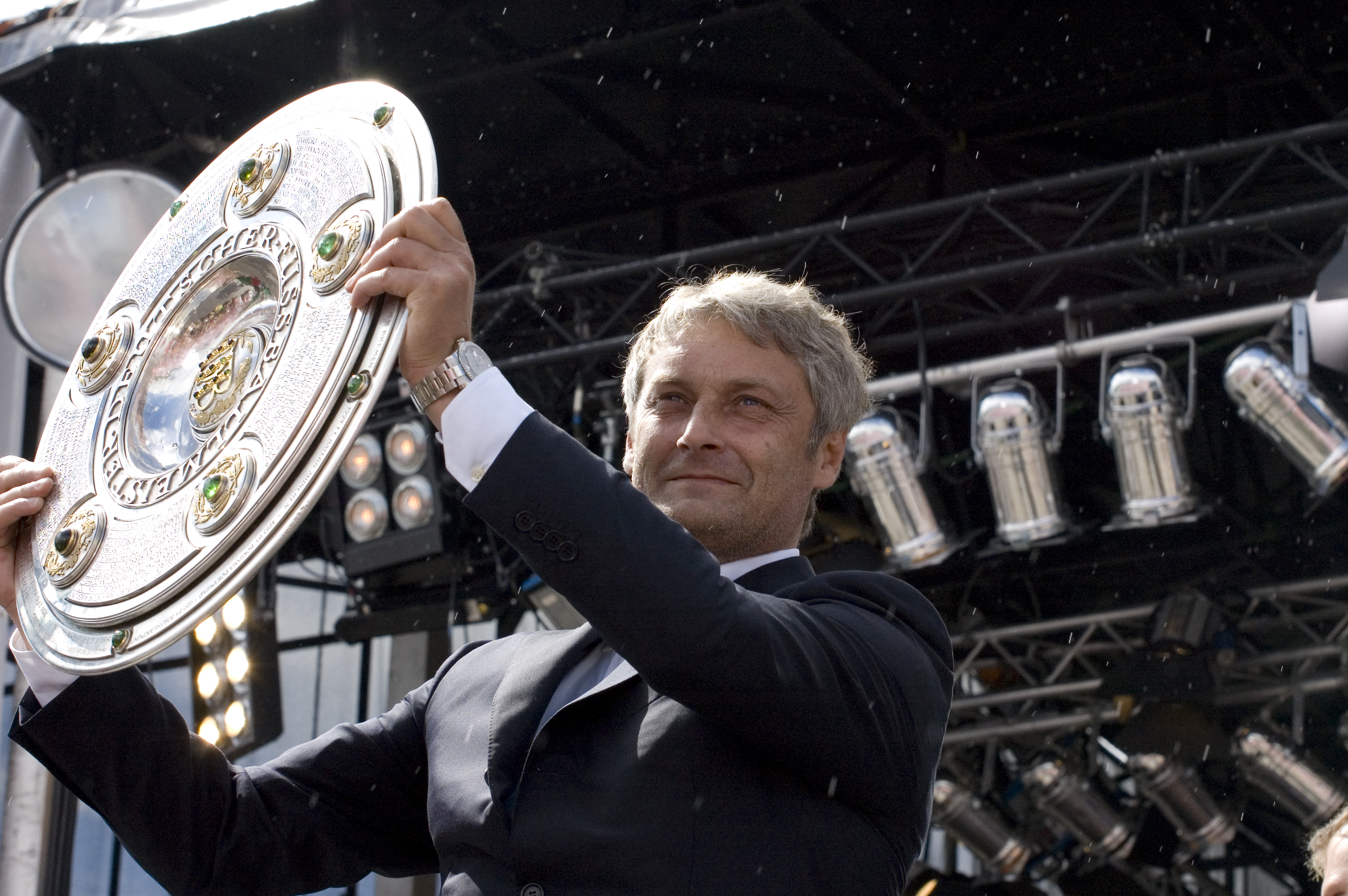
Meistertrainer 2007: Armin Veh

Die Schwaben verpflichteten daraufhin Armin Veh als neuen Cheftrainer, der zu Beginn vom Aufsichtsratsvorsitzenden Dieter Hundt als Übergangslösung bis zur Sommerpause bezeichnet wurde. Der Wunschkandidat des zur Winterpause als Manager verpflichteten Ex-Spielers Horst Heldt konnte sich dennoch als Trainer für die kommende Saison durchsetzen. Nach der sportlich enttäuschenden Saison 2005/06 gab es vor der Saison 2006/07 wieder einige tiefgreifende personelle Änderungen. Nach zehn Jahren beim VfB beendete Kapitän Zvonimir Soldo seine Karriere und nach 14 Jahren verließ Andreas Hinkel den Verein.
Wie schon in früheren Jahren macht der VfB teils aus der Not eine Tugend und setzte zur Saison 2006/07 wieder auf junge Spieler. Der Verein hat mit Mario Gómez, Serdar Tasci und Sami Khedira einige Talente aus der eigenen Jugend in der Mannschaft. Da der VfB inzwischen zu den reicheren Vereinen der Liga gehört, konnte der Klub sich mit neuen Spielern wie z. B. Pável Pardo, Ricardo Osorio oder Antônio da Silva verstärken. Nach einem eher schwachen Saisonstart 2006/07 wurde Armin Veh vom Aufsichtsratsvorsitzenden Hundt erneut kritisiert, worauf in den Medien Veh zunächst als Favorit auf die nächste Trainerentlassung gehandelt wurde. Jedoch gelang es dem VfB, mit einer sehr jungen Mannschaft wieder an die Erfolge der Jahre 2002 bis 2004 anzuschließen. Am 12. November 2006 übernahm der VfB mit einem 2:1-Sieg bei Hannover 96 erstmals seit fast zwei Jahren wieder die Tabellenspitze. Über den kompletten weiteren Verlauf der Saison hielt sich der Verein unter den ersten vier Vereinen der Bundesliga. Von den Medien bekam die Mannschaft aufgrund ihrer offensiven und erfolgreichen Spielweise den Beinamen „die jungen Wilden II“. Am vorletzten Spieltag der Saison übernahm der VfB zum zweiten Mal die Tabellenspitze und ging als Tabellenführer mit zwei Punkten Vorsprung vor FC Schalke 04 in den letzten Spieltag. Der VfB gewann das letzte Heimspiel gegen Energie Cottbus mit 2:1 und wurde damit Deutscher Meister 2007.
Nach Siegen gegen Alemannia Aachen II, den SV Babelsberg 03, den VfL Bochum, Hertha BSC und den VfL Wolfsburg stand die Mannschaft um Armin Veh nach genau zehn Jahren wieder im Endspiel um den DFB-Pokal im Berliner Olympiastadion. Dort verlor man am 26. Mai 2007 gegen den 1. FC Nürnberg mit 3:2 nach Verlängerung.
In der Champions League 2007/08 spielte der VfB gegen die Glasgow Rangers, gegen den FC Barcelona und gegen Olympique Lyon. Von den sechs Spielen in der Champions-League-Vorrunde gewann der VfB eines (3:2 im Heimspiel gegen die Glasgow Rangers). Aufgrund der weiteren fünf Niederlagen schied die Mannschaft als Gruppenletzter aus dem Europapokal aus. Parallel dazu durchschritt der VfB in der Bundesligasaison 2007/08 eine Talsohle. Als amtierender Deutscher Meister rutschte man nach einigen Niederlagen zu Saisonbeginn tief in die untere Tabellenhälfte und rangierte nach zehn Spieltagen mit lediglich 10 Punkten auf Platz 14 der Tabelle. Ab dem elften Spieltag arbeitete der VfB sich in der Tabelle weiter nach oben. Die Saison schloss der VfB als Sechster ab und konnte sich über den UI-Pokal für den UEFA-Pokal 2008/09 qualifizieren. Im DFB-Pokal schied der VfB im Viertelfinale zu Hause gegen den Vorletzten der 2. Bundesliga Carl Zeiss Jena durch ein 6:7 nach Elfmeterschießen aus.
Nachdem der VfB in der Saison 2008/09 nach dem vierzehnten Spieltag mit 18 Punkten auf dem elften Tabellenplatz gestanden war, wurde der Trainer Armin Veh entlassen und durch Markus Babbel ersetzt. Unter Babbels Leitung belegte die Mannschaft in der Abschlusstabelle den 3. Platz, der zur Teilnahme an der Qualifikation für die Champions League 2009/10 berechtigte. Im DFB-Pokal schied man im Achtelfinale durch eine deutliche 1:5-Heimniederlage gegen Bayern München aus. Im UEFA-Cup kam nach überstandener Gruppenphase das Aus gegen den Titelverteidiger Zenit St. Petersburg.

### 2009 bis 2019: Niedergang, Ausgliederung und zwei Abstiege
| Saison  | Liga          | Platz | {\displaystyle \varnothing }Zuschauer |
| ------- | ------------- | ----- | ------------------------------------- |
| 2009/10 | Bundesliga    | 06/18 | 41.065                                |
| 2010/11 | Bundesliga    | 12/18 | 39.041                                |
| 2011/12 | Bundesliga    | 06/18 | 55.089                                |
| 2012/13 | Bundesliga    | 12/18 | 50.054                                |
| 2013/14 | Bundesliga    | 15/18 | 50.498                                |
| 2014/15 | Bundesliga    | 14/18 | 50.801                                |
| 2015/16 | Bundesliga    | 17/18 | 50.693                                |
| 2016/17 | 2. Bundesliga | 01/18 | 50.423                                |
| 2017/18 | Bundesliga    | 07/18 | 56.278                                |
| 2018/19 | Bundesliga    | 16/18 | 54.625                                |

Der Abgang von Mario Gomez im Juni 2009 bedeutete den Verlust des besten Stuttgarter Torjägers der letzten Jahre. Um ihn zu ersetzen, wurde der russische Nationalstürmer Pawel Pogrebnjak verpflichtet. Zudem gelang es dem VfB, Aliaksandr Hleb nach vier Jahren, die er beim FC Arsenal und dem FC Barcelona verbracht hatte, auf Leihbasis nach Stuttgart zurückzuholen. In der Europapokalsaison 2009/10 setzte sich der VfB zunächst im August 2009 in der Playoff-Runde der Champions-League-Qualifikation gegen den rumänischen Vertreter FC Timișoara durch und zog dadurch zum dritten Mal innerhalb von sechs Jahren in die Gruppenphase der Königsklasse ein. Dort bekam man den FC Sevilla, die Glasgow Rangers und Unirea Urziceni als Gruppengegner zugelost. Der VfB Stuttgart wurde Gruppenzweiter und erreichte das Achtelfinale, in dem er Titelverteidiger FC Barcelona mit 1:1 und 0:4 unterlag. Der Pokalwettbewerb 2009/10 war für den VfB bereits im Achtelfinale beendet, als man gegen die SpVgg Greuther Fürth ausschied. Die Bundesligasaison 2009/10 verlief ähnlich wie die vorangegangene Saison 2008/09: Die Hinrunde war weitestgehend von enttäuschenden Leistungen geprägt. Nach dem 15. Spieltag, als der VfB fast auf einem Abstiegsrang stand, wurde Markus Babbel entlassen; sein Nachfolger wurde der erfahrenere Schweizer Christian Gross. In der Winterpause verließen Thomas Hitzlsperger, Ludovic Magnin und Jan Šimák den Verein, Cristian Molinaro wurde von Juventus Turin ausgeliehen. Als beste Rückrundenmannschaft konnte der VfB noch das obere Tabellendrittel erreichen und sich für die Teilnahme an der Europa League 2010/11 qualifizieren.
Zum Beginn der Bundesligasaison 2010/11 wechselte der Vorstand Sport Horst Heldt zum FC Schalke 04. Als Ersatz wurde der frühere VfB-Stürmer Fredi Bobic als Sportdirektor verpflichtet. Auch auf dem Platz kam es zu einem größeren personellen Umbruch: Den Abgängen Jens Lehmann, Sami Khedira, Aljaksandr Hleb, Ricardo Osorio und Roberto Hilbert standen als Neuverpflichtungen Christian Gentner, Mauro Camoranesi, Philipp Degen, Martin Harnik und Johan Audel gegenüber. Nach Angaben der Vereinsführung konnten die laufenden Personalkosten so um 15 Mio. Euro gesenkt werden. Nachdem der VfB nach den ersten 7 Spieltagen nur 3 Punkte hatte einfahren können und somit den 18. Tabellenplatz belegt hatte, wurde der Cheftrainer Christian Gross am 13. Oktober 2010 von seinen Aufgaben entbunden. Der bisherige Co-Trainer Jens Keller wurde danach neuer Cheftrainer. Auch unter Jens Keller blieb der Erfolg aus, so dass er im Dezember 2010 ebenfalls von seinen Aufgaben entbunden wurde. Neuer Cheftrainer wurde am 12. Dezember 2010 Bruno Labbadia, der die Mannschaft auf Platz 17 übernahm und mit ihr die Saison auf Platz 12 beendete.
Am 20. Mai 2011 gab Erwin Staudt bekannt, er stünde für eine weitere Amtszeit als Vereinspräsident nicht zur Verfügung. Darauf schlug der Aufsichtsrat Gerd E. Mäuser als einzigen Kandidaten für die Nachfolge Staudts vor. Zwei Tage später kündigte Helmut Roleder seine Gegenkandidatur an. Ohne eine Satzungsänderung mit einer Mehrheit von 75 Prozent war es jedoch nicht möglich, gegen den Kandidaten des Aufsichtsrats anzutreten. Nachdem die entsprechenden Satzungsänderungsanträge abgelehnt worden waren, wurde Gerd E. Mäuser auf der Mitgliederversammlung am 17. Juli 2011 mit einer Mehrheit von 58,7 Prozent zum neuen Vereinspräsidenten gewählt. Auf derselben Mitgliederversammlung wurde ein Antrag auf die Abberufung des Aufsichtsratsvorsitzenden Dieter Hundt durch eine Mehrheit von 65,3 Prozent der stimmberechtigten Mitglieder auf die Tagesordnung gesetzt und scheiterte bei einer Befürwortung durch 50,7 Prozent an der erforderlichen Mehrheit von 75 Prozent.
In der zum reinen Fußballstadion umgebauten Mercedes-Benz-Arena, deren Betrieb der Verein zum Beginn der Saison 2011/12 gegen eine Pacht von über 5 Millionen Euro jährlich komplett übernahm, und mit Neuzugängen wie William Kvist, Maza und Ibrahima Traoré erreichte der VfB zur Winterpause im Dezember 2011 22 Punkte. Nachdem der Verein im Januar 2012 Vedad Ibišević und Gōtoku Sakai verpflichtet hatte, qualifizierte sich der VfB Stuttgart am Saisonende mit insgesamt 53 Punkten als Tabellensechster für die Playoffs der UEFA Europa League 2012/13.
Durch Siege gegen den SV Falkensee-Finkenkrug, den FC St. Pauli, den 1. FC Köln, den VfL Bochum und den SC Freiburg qualifizierte sich der VfB für das Endspiel des DFB-Pokals 2013, in dem man dem FC Bayern München mit 2:3 unterlag. Durch die Meisterschaft und damit verbundene Qualifikation für die UEFA Champions League des Finalgegners FC Bayern München stand dadurch auch die Teilnahme an der UEFA Europa League 2013/14 fest. In der Bundesliga belegten die Stuttgarter am Ende Platz zwölf. In der Europa League überstand man die Gruppenphase, schaltete dann den KRC Genk aus und schied im Achtelfinale gegen Lazio Rom aus.
Am 10. April 2013 erklärte der Präsident Gerd E. Mäuser nach weniger als zwei Jahren im Amt seinen Rücktritt zum 3. Juni 2013. Zugleich wurde Fredi Bobic als Vorstand Sport in den Vereinsvorstand berufen. Am 17. Juni 2013 legte der bisherige Aufsichtsratsvorsitzende Dieter Hundt sein Mandat als Mitglied des Aufsichtsrats mit sofortiger Wirkung nieder. Am folgenden Tag wurde Hundts bisheriger Stellvertreter Joachim Schmidt von den verbliebenen Aufsichtsratsmitgliedern zum neuen Vorsitzenden des Gremiums gewählt.
Am 2. Juli 2013 schlug der Aufsichtsrat des VfB Stuttgart Bernd Wahler den Mitgliedern zur Wahl zum Vereinspräsidenten bei der Mitgliederversammlung am 22. Juli 2013 vor. Dort wurde dieser mit 97,4 % der Stimmen zum neuen Vereinspräsidenten gewählt. Außerdem wurde beschlossen, dass das sogenannte Traditionswappen, das bereits von 1949 bis 1994 offizielles Vereinswappen war, zur Saison 2014/15 erneut zum offiziellen Vereinsemblem wird. Darüber hinaus wurde entschieden, dass dies auch in der Vereinssatzung verankert wird. Nach einem Fehlstart mit drei Niederlagen an den ersten drei Spieltagen der Bundesligasaison 2013/14 trennte sich der VfB am 26. August 2013 von seinem Cheftrainer Bruno Labbadia und ernannte noch am selben Tag Thomas Schneider, den bisherigen U-17-Trainer, zu seinem Nachfolger. Im DFB-Pokal schied der VfB in der zweiten Runde mit einem 1:2 gegen den SC Freiburg aus, nachdem man in der ersten Runde den BFC Dynamo ausgeschaltet hatte. Auch in der Europa League lief es nicht besser. Nach dem Überstehen der dritten Qualifikationsrunde gegen Botev Plovdiv, kam das Aus in den Playoffs gegen den HNK Rijeka. Am 9. März 2014 wurde Trainer Thomas Schneider einen Tag nach dem 2:2-Unentschieden gegen den Tabellenletzten Eintracht Braunschweig entlassen und durch Huub Stevens ersetzt. Zuvor war der VfB durch eine Serie von acht Niederlagen in Folge in Abstiegsgefahr geraten. Unter Stevens setzte sich der VfB von den Konkurrenten um den Abstieg ab, wodurch der Klassenerhalt und der 15. Tabellenplatz am vorletzten Spieltag feststand.
Für Stevens, der nur einen Vertrag bis Saisonende besaß und diesen nicht verlängern wollte, wurde zur neuen Saison Armin Veh verpflichtet, der den Verein bereits von Februar 2006 bis November 2008 trainiert hatte und mit ihm 2007 Deutscher Meister geworden war. Nach vier Spieltagen stand die Mannschaft mit einem Punkt auf dem letzten Tabellenplatz, woraufhin sich der Verein von Sportvorstand Fredi Bobic trennte. Zwei Monate später zog Armin Veh nach neun Punkten aus zwölf Spielen persönliche Konsequenzen und trat als Cheftrainer des VfB zurück. Am 25. November 2014 kehrte Vehs Vorgänger Huub Stevens zu den Schwaben zurück. Robin Dutt wurde am 6. Januar 2015 als neuer Vorstand Sport des Vereins vorgestellt. Nachdem die Mannschaft sich die gesamte Rückrunde auf Abstiegsplätzen befunden hatte, konnte sie sich mit dem dritten Sieg in Folge beim Mitkonkurrenten SC Paderborn am letzten Spieltag noch auf Rang 14 retten.
Zur Saison 2015/16 verpflichtete der VfB Alexander Zorniger als neuen Cheftrainer. Am 13. Spieltag stand man nach einer 0:4-Heimniederlage gegen den Abstiegskonkurrenten FC Augsburg mit 10 Punkten auf Platz 16 der Tabelle. Daraufhin wurden Alexander Zorniger und sein gesamter Trainerstab beurlaubt, und der bisherige U-23-Trainer Jürgen Kramny zum Interims- und später zum Cheftrainer ernannt. Obwohl der VfB nach einer Siegesserie zwischenzeitlich den 10. Platz erreicht hatte, stürzte die Mannschaft auf den 17. Platz ab und stieg somit zum zweiten Mal in seiner Vereinsgeschichte ab. Gleichzeitig konnte auch die zweite Mannschaft des VfB in der 3. Liga die Klasse nicht halten.
Mit dem Abstieg endete der Cheftrainervertrag von Kramny automatisch. Präsident Bernd Wahler trat zurück, zudem trennte sich der Verein von Sportvorstand Robin Dutt. Am 17. Mai 2016 nahm der VfB Stuttgart Jos Luhukay als Cheftrainer zur Saison 2016/17 unter Vertrag. Am 8. Juli wurde mit Jan Schindelmeiser ein neuer Sportvorstand verpflichtet. Nach Meinungsverschiedenheiten mit Schindelmeiser bezüglich Spielerverpflichtungen trat Luhukay am 15. September 2016 zurück. Sein Nachfolger wurde Hannes Wolf, nachdem zuvor Olaf Janßen die Mannschaft als Interimstrainer für zwei Spiele betreut hatte.
Nach Ende der Hinrunde befand sich der VfB Stuttgart auf dem dritten Rang, der zu den Relegationsspielen für den Aufstieg berechtigt. Die Saison beendete der VfB schließlich auf dem ersten Tabellenplatz und stieg am 21. Mai 2017 nach einem 4:1-Erfolg über die Würzburger Kickers wieder direkt in die Bundesliga auf.
Bei einer außerordentlichen Mitgliederversammlung am 1. Juni 2017 in der Mercedes-Benz-Arena stimmten die Mitglieder mit 84,2 % für eine Ausgliederung der Fußballsparte vom Hauptverein in eine Aktiengesellschaft. Erforderlich war eine Dreiviertel-Mehrheit. Bereits im Vorfeld hatte die Daimler AG zugesagt, 11,75 Prozent der Anteile für den Preis von 41,5 Millionen Euro zu übernehmen.
Nach dem Aufstieg spielte der VfB in der Saison 2017/18 wieder in der Bundesliga. Am 4. August 2017 wurde Sportvorstand Jan Schindelmeiser von seinen Aufgaben entbunden. Nachfolger wurde Michael Reschke, der zuvor Technischer Direktor beim FC Bayern München gewesen war. Am 28. Januar 2018, nach zuvor acht Niederlagen in neun Pflichtspielen, wurde Trainer Hannes Wolf entlassen. Einen Tag später verpflichtete der Verein Tayfun Korkut als Cheftrainer mit einem Vertrag bis 2019. Auf Grund der mäßigen Erfolge von Tayfun Korkut bei seinen früheren Trainerstationen wurde er bei seinem Amtsantritt von den Anhängern des VfB Stuttgart überwiegend kritisch betrachtet. Am 31. Spieltag gelang der vorzeitige Klassenerhalt. Mit einem 4:1-Auswärtssieg beim FC Bayern München im letzten Saisonspiel beendete der VfB Stuttgart die Saison nach dem Wiederaufstieg mit 51 Punkten auf dem siebten Tabellenplatz und verfehlte damit die Qualifikation für die Europa League wegen der anschließenden Niederlage des FC Bayern im DFB-Pokalfinale nur knapp.
Im ersten Pflichtspiel der Saison 2018/19 schied der VfB in der 1. Runde des DFB-Pokals 2018/19 gegen den Drittligisten Hansa Rostock nach einem 0:2 aus. Nach dem siebten Spieltag, als die Mannschaft mit fünf Punkten auf dem letzten Tabellenplatz stand, trennte sich der Verein von Trainer Tayfun Korkut. Nachfolger wurde Markus Weinzierl. Am 12. Februar 2019 wurde Michael Reschke als Sportvorstand abberufen und durch Thomas Hitzlsperger ersetzt. Im Mai 2019 wurde Sven Mislintat als Sportdirektor verpflichtet. Nach der 0:6-Niederlage beim FC Augsburg wurden Weinzierl sowie die Co-Trainer am 20. April 2019 freigestellt. Bis zum Saisonende übernahm der seitherige Jugendtrainer Nico Willig die Mannschaft. Die Punkterunde beendete der VfB auf dem 16. und damit dem Relegationsplatz, den man seit dem 16. Spieltag ununterbrochen belegt hatte. In der Relegation stieg der VfB Stuttgart gegen den 1. FC Union Berlin nach einem 2:2 im Heimspiel und einem 0:0 im Auswärtsspiel wegen der Auswärtstorregel zum dritten Mal nach 1975 und 2016 aus der Bundesliga ab. Neuer Trainer wurde Tim Walter.

### Seit 2019: Erneuter Wiederaufstieg bis zu Vizemeisterschaft und Pokalsieg
| Saison  | Liga          | Platz | {\displaystyle \varnothing }Zuschauer | BL-Kader |
| ------- | ------------- | ----- | ------------------------------------- | -------- |
| 2019/20 | 2. Bundesliga | 02/18 | 51.657                                | BL-Kader |
| 2020/21 | Bundesliga    | 09/18 | 08.750                                | BL-Kader |
| 2021/22 | Bundesliga    | 15/18 | 31.247                                | BL-Kader |
| 2022/23 | Bundesliga    | 16/18 | 46.430                                | BL-Kader |
| 2023/24 | Bundesliga    | 02/18 | 55.118                                | BL-Kader |
| 2024/25 | Bundesliga    | 09/18 | 59.265                                | BL-Kader |

Auf der Mitgliederversammlung am 14. Juli 2019 stand ein Antrag zur Abwahl von Präsident Wolfgang Dietrich auf der Tagesordnung. Nach der Aussprache konnte die Abstimmung wegen technischer Probleme nicht stattfinden, woraufhin die Versammlung abgebrochen wurde. Am folgenden Tag trat Dietrich zurück. Am 15. Dezember 2019 wurde Claus Vogt zum neuen Präsidenten des VfB Stuttgart gewählt. Nachdem die Vorrunde mit dem höchsten Etat aller Zweitligisten auf dem dritten Platz abgeschlossen worden war, trennte sich der Verein von Trainer Walter. Neuer Cheftrainer wurde ab Dezember 2019 Pellegrino Matarazzo.
Nach einem 6:0-Auswärtssieg gegen den 1. FC Nürnberg am vorletzten Spieltag der Zweitligasaison 2019/20 war der VfB Stuttgart mit drei Punkten Vorsprung vor dem 1. FC Heidenheim und einer deutlich besseren Tordifferenz nur noch theoretisch einholbar. Daher erreichte die Mannschaft auf dem zweiten Platz trotz einer Niederlage zum Saisonabschluss gegen den SV Darmstadt 98 den direkten Wiederaufstieg.
Im September 2020 veröffentlichte das Sportmagazin kicker einen Artikel unter dem Titel VfB: E-Mails mit Mitgliederdaten an Dritte. Demnach sollen VfB-Kommunikationschef Oliver Schraft und weitere leitende Mitarbeiter dem PR-Unternehmer Andreas K. Schlittenhardt bzw. dessen Agentur Mitgliederdaten zur Verfügung gestellt haben, um mit Hilfe dieser und ohne Wissen der Mitglieder „Guerilla-Marketing“ zu betreiben und die Bemühungen der Club-Führung um eine erfolgreiche Ausgliederung der Lizenzspieler-Abteilung in eine AG zu unterstützen. Begonnen hätten diese Aktivitäten im Frühjahr 2016 unter dem damaligen VfB-Präsidenten Bernd Wahler und dessen Projektleiter für die Ausgliederung Rainer Mutschler. Sowohl der Verein unter Präsident Claus Vogt als auch die AG unter dem Vorstandsvorsitzenden Thomas Hitzlsperger beauftragten in separaten Mandaten die Berliner Kanzlei esecon mit der Aufklärung der Affäre. Im Zuge dieser kam es zu massiven Differenzen zwischen Vogt und Hitzlsperger. Diese mündeten in einer Kandidatur von Hitzlsperger für das Amt des Präsidenten. Zur Begründung für seine Kandidatur warf Hitzlsperger dem amtierenden Präsidenten in einem offenen Brief zahlreiche Versäumnisse vor, denen dieser, ebenfalls in einem offenen Brief, widersprach. Hitzlsperger entschuldigte sich später für den Ton seiner Vorwürfe und zog seine Kandidatur in der Folge zurück. Der Vereinsbeirat, der zwei Kandidaten für die Präsidentenwahl vorschlagen muss, informierte Mitte Januar die Mitglieder darüber, dass er selbst nach weiteren Kandidaten für das Amt suche. Die Stuttgarter Zeitung veröffentlichte Teile des Zwischenberichts von esecon, aus denen hervorging, dass die Führung der AG um Hitzlsperger, Marketingvorstand Jochen Röttgermann und Finanzvorstand Stefan Heim die Ermittlungen behindert und verzögert hätten. Die Mitgliederversammlung des VfB Stuttgart e. V. wurde zunächst für den 28. März 2021 terminiert, nachdem Vogt versucht hatte, den ursprünglichen Termin vom 18. März auf einen deutlich späteren Zeitpunkt zu verschieben. Am 13. Februar 2021 wurden Heim und Röttgermann von ihren Vorstandsämtern abberufen. Einen Tag später wurde Vogt vom Vereinsbeirat als Präsidentschaftskandidat für die Mitgliederversammlung nominiert. Nach dieser Entscheidung legten die beiden weiteren Präsidiumsmitglieder Rainer Mutschler und Bernd Gaiser ihre Mandate nieder. Zur Sicherung der rechtlichen Handlungsfähigkeit des Vereins wurde daraufhin das Aufsichtsratsmitglied Rainer Adrion vom Vereinsbeirat in das Präsidium entsandt. Um eine Mitgliederversammlung als Präsenzveranstaltung zu ermöglichen, verschob das Präsidium schließlich die Mitgliederversammlung auf den 18. Juli 2021. Bei dieser Mitgliederversammlung wurde Vogt schließlich für weitere vier Jahre wiedergewählt.
Die Bundesligasaison 2020/21 verlief für den VfB Stuttgart sportlich ruhig. Die Mannschaft erreichte in der ersten Saison nach dem Wiederaufstieg den neunten Rang.
Am 15. September 2021 gab der VfB ohne Nennung von Gründen bekannt, dass Thomas Hitzlsperger seinen Vertrag als Vorstandsvorsitzender und Sportvorstand nicht verlängern wird. Am 21. März 2022 übernahm Alexander Wehrle diese Ämter von Hitzlsperger.
In der Bundesligasaison 2021/22 startete der VfB nach einem 5:1-Sieg gegen Greuther Fürth am 1. Spieltag als Tabellenführer, fand sich aber im Laufe der Saison im Tabellenkeller wieder und kämpfte bis zum letzten Spieltag um die Relegation bzw. den direkten Klassenerhalt. Letzterer gelang am 34. Spieltag mit einem 2:1-Sieg gegen den 1. FC Köln durch ein Tor von Kapitän Wataru Endō in der 92. Minute. Zeitgleich gewann Borussia Dortmund mit 2:1 gegen Hertha BSC. Aufgrund des besseren Torverhältnisses sicherte sich der VfB den direkten Klassenerhalt als Tabellenfünfzehnter, während Hertha BSC als Sechzehnter in die Relegation musste.
Nachdem von den ersten neun Spielen der Saison 2022/23 kein einziges gewonnen worden war, wurde Matarazzo am 10. Oktober 2022 als VfB-Trainer entlassen. Michael Wimmer übernahm als Interimstrainer. Am 30. November 2022 wurde der bis Juni 2023 laufende Vertrag von Sportdirektor Sven Mislintat vorzeitig aufgelöst. Am 3. Dezember 2022 wurde Fabian Wohlgemuth neuer Sportdirektor. Als neuen Cheftrainer verpflichtete man am 5. Dezember 2022 zum zweiten Mal in der VfB-Geschichte Bruno Labbadia. Nachdem unter ihm nur eines von elf Bundesligaspielen hatte gewonnen werden können, wurde er am 3. April 2023 entlassen und durch Sebastian Hoeneß ersetzt. Am Ende der Saison musste der VfB als Tabellensechzehnter  in die Relegationsspiele gegen den Tabellendritten der 2. Bundesliga, den Hamburger SV, die der VfB nach Hin- und Rückspiel insgesamt mit 6:1 für sich entschied. Nach der Saison verließen Leistungsträger wie Borna Sosa, Konstantinos Mavropanos oder Kapitän Wataru Endō den VfB.
In der Saison 2023/24 war der VfB die Überraschungsmannschaft der Liga. Nach acht Spieltagen befanden sie sich mit sieben Siegen auf Platz 2 noch vor dem FC Bayern. Besonders Serhou Guirassy stach hervor, der mit 14 Toren bis zum achten Spieltag einen neuen Bundesliga-Rekord aufstellte, anschließend fiel er allerdings für die nächsten Spiele verletzungsbedingt aus. Die Saison war von großer Konstanz geprägt; der VfB befand sich an 26 von 34 Spieltagen auf dem dritten Tabellenplatz. Am letzten Spieltag gelang es dem VfB, den FC Bayern zu überholen und die Vizemeisterschaft zu erreichen.
Damit verbunden war die Qualifikation zur UEFA Champions League 2024/25. Dort holte der Verein aus den acht Spielen in der Ligaphase drei Siege und insgesamt zehn Punkte und belegte am Ende Platz 26. Ein Punkt fehlte am Ende auf eine Platzierung, die zur Teilnahme an den Playoffs zum Achtelfinale berechtigt – die Champions-League-Saison war damit für Stuttgart nach der Ligaphase beendet. Die Bundesligasaison 2024/25 verlief für den amtierenden Vizemeister wechselhaft. Stand der VfB nach dem Ende der Hinrunde noch auf dem fünften Platz, konnte am Saisonende nur Platz 9 erreicht werden. Im DFB-Pokal 2024/25 konnte der VfB erstmals seit 2013 in das Finale in Berlin einziehen und mit 4:2 gegen Arminia Bielefeld gewinnen.
Auf der Mitgliederversammlung am 28. Juli 2024 wurde Präsident Claus Vogt mit 86 Prozent der Stimmen abgewählt. Vizepräsident Rainer Adrion trat zurück, nachdem 70 Prozent der anwesenden Mitglieder für seine Abwahl gestimmt hatten. Anschließend wurde Dietmar Allgaier vom Vereinsbeirat zum Interimspräsidenten ernannt. Am 22. März 2025 wurde er von der Mitgliederversammlung zum regulären Präsidenten gewählt.

### Vereinswappenhistorie

Stuttgarter FV 93 A
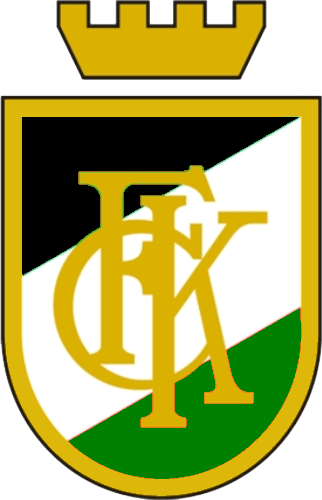
FC Krone, der „Kronenklub Cannstatt“ B
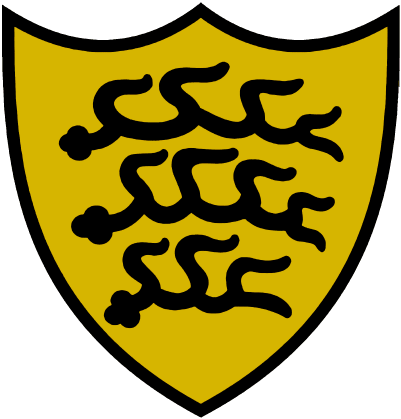
Württembergische Hirschstangen, 1909 bis 1949 C
Vereinswappen von 1949 bis 1994 D sowie seit Juli 2014 G
Von 1994 bis 1998 E
Von 1998 bis Juni 2014 F

### Geschichte der Spielbekleidung bis 2013

#### Heim
| \| 1894 \| 1911 \| 1925/26 \| 1950er-Jahre \| \| 1953 \| 1975/76 \| 1976/77 \| 1978/79 \| \| 1979/80 \| 1982/83 \| 1983/84 \| 1986/87 \| \| 1989/90 \| 1992–1994 \| 1994–1996 \| 1996–1998 \| \| Finale Europapokal der Pokalsieger \| 1998–2000 \| 2000–2002 \| 2002/03 \| \| 2003/04 \| 2006/07 \| 2007/08 \| 2008/09 \| \| 2009/10 \| 2010/11 \| 2011/12 \| 2012/13 \| | 1894 trug die Rugbymannschaft des Vorgängervereins FV Stuttgart 1893 ein weißes Trikot mit schwarzem Stern und schwarzer Hose. 1911: Im Jahr vor der Fusion trug die Mannschaft des FV das württembergische Hirschgeweih auf der Brust. 1925/26: Nach der Idee einiger Jugendspieler zierte ab 1925 an der rote Brustring das weiße Trikot. Der rote Brustring war ursprünglich durchgehend und ist bis heute das Symbol, das für den VfB Stuttgart steht und auch von den Fans auf den sogenannten Brustringfahnen verwendet wird. 1950er-Jahre: In den 1950er-Jahren war das neu eingeführte Wappen mit VfB-Schriftzug und Jahreszahl 1893 auf dem Trikot zu sehen. Dieses Trikot trug die Mannschaft während der gewonnenen deutschen Meisterschaften 1950 und 1952 sowie in den Pokalfinals 1954 und 1958 1953: Im verlorenen Meisterschaftsfinale trug die Mannschaft schwarze Hosen. 1975/76: In der Zweitligasaison 1975/76 wurde auf den traditionellen Brustring auf dem Trikot verzichtet. Finale Europapokal der Pokalsieger 1998: Im Finale des Europapokal der Pokalsieger 1998 gegen den FC Chelsea wurden rote Stutzen getragen. |           |              |
| 1894 | 1911 | 1925/26   | 1950er-Jahre |
| 1953 | 1975/76 | 1976/77   | 1978/79      |
| 1979/80 | 1982/83 | 1983/84   | 1986/87      |
| 1989/90 | 1992–1994 | 1994–1996 | 1996–1998    |
| Finale Europapokal der Pokalsieger | 1998–2000 | 2000–2002 | 2002/03      |
| 2003/04 | 2006/07 | 2007/08   | 2008/09      |
| 2009/10 | 2010/11 | 2011/12   | 2012/13      |

#### Auswärts und Alternativ
| \| Auswärts · 1989/90 \| Auswärts · 1992–1994 \| Alternativ · 1993–1995 \| Auswärts · 1994–1996 \| \| Auswärts · 1996/97 \| Alternativ · 1996–1998 \| Auswärts · 1997–1999 \| Alternativ · 1998/99 \| \| Auswärts · 1999–2001 \| Auswärts · 2001/02 \| Auswärts · 2002/03 \| Europapokal · 2002/03 \| \| Auswärts · 2003/04 \| Alternativ · 2003/04 \| Alternativ · 2004–2006 \| Auswärts · 2006/07 \| \| Alternativ · 2006/07 \| Auswärts · 2007/08 \| Alternativ 1 · 2007/08 \| Alternativ 2 · 2007/08 \| \| Auswärts · 2008–2010 \| Alternativ · 2008–2010 \| Auswärts · 2010–2012 \| Alternativ · 2010–2012 \| \| Auswärts · 2012/13 \| Alternativ · 2012/13 \| \| \| | 2007/08: Das Alternativtrikot 1 wurde lediglich am 10. Spieltag (20. Oktober 2007) im Spiel beim Hamburger SV (4:1 für Hamburg) getragen, das Alternativtrikot 2 kam nur am 22. Spieltag (11. März 2008) im Spiel beim FC Energie Cottbus (0:1 für den VfB) zum Einsatz. |                        |                        |
| Auswärts · 1989/90 | Auswärts · 1992–1994 | Alternativ · 1993–1995 | Auswärts · 1994–1996   |
| Auswärts · 1996/97 | Alternativ · 1996–1998 | Auswärts · 1997–1999   | Alternativ · 1998/99   |
| Auswärts · 1999–2001 | Auswärts · 2001/02 | Auswärts · 2002/03     | Europapokal · 2002/03  |
| Auswärts · 2003/04 | Alternativ · 2003/04 | Alternativ · 2004–2006 | Auswärts · 2006/07     |
| Alternativ · 2006/07 | Auswärts · 2007/08 | Alternativ 1 · 2007/08 | Alternativ 2 · 2007/08 |
| Auswärts · 2008–2010 | Alternativ · 2008–2010 | Auswärts · 2010–2012   | Alternativ · 2010–2012 |
| Auswärts · 2012/13 | Alternativ · 2012/13 |                        |                        |

## VfB Stuttgart 1893 e.V.
| Zeitraum             | Name                                     |
| FV Stuttgart 93      | FV Stuttgart 93                          |
| -------------------- | ---------------------------------------- |
| 1893–1894            | Carl Kaufmann                            |
| 1894–1908            | Alexander Gläser                         |
| 1908–1910            | Julius Dempf                             |
| 1910–1911            | Fritz Hengerer                           |
| 1912                 | Wilhelm Hinzmann                         |
| Kronenklub Cannstatt |                                          |
| 1897–1901            | Hermann Schmid                           |
| 1901–1905            | Karl Hahn                                |
| 1905–1908            | Hans Bittner                             |
| 1909–1910            | Richard Reissner                         |
| 1910–1912            | Eugen Imberger                           |
| VfB Stuttgart        |                                          |
| 1912–1918            | Wilhelm Hinzmann                         |
| 1914–1918            | Julius Lintz (in Vertretung)             |
| 1918–1919            | Gustav Schumm                            |
| 1919–1923            | Egon Reichsgraf von Beroldingen          |
| 1923–1931            | Karl-Adolf Deubler                       |
| 1931–1932            | Albert Bauer                             |
| 1932–1944            | Hans Kiener                              |
| 1944–1968            | Fritz Walter (Ehrenpräsident)            |
| 1969–1975            | Hans Weitpert                            |
| 1975–2000            | Gerhard Mayer-Vorfelder (Ehrenpräsident) |
| 2000–2003            | Manfred Haas (Ehrenpräsident)            |
| 2003–2011            | Erwin Staudt (Ehrenpräsident)            |
| 2011–2013            | Gerd E. Mäuser                           |
| 2013–2016            | Bernd Wahler                             |
| 2016–2019            | Wolfgang Dietrich                        |
| 2019–2024            | Claus Vogt                               |
| seit 2024            | Dietmar Allgaier                         |

### Organe des e.V.
(Stand: 22. März 2025)
| Präsidium                                                   | Präsidium             | Präsidium          | Präsidium                                                                                 |
| Funktion                                                    | Name                  | Mitglied seit      | weiteres Wirken                                                                           |
| ----------------------------------------------------------- | --------------------- | ------------------ | ----------------------------------------------------------------------------------------- |
| Präsident                                                   | Dietmar Allgaier      | 1. August 2024     | Landrat, Landkreis Ludwigsburg                                                            |
| Mitglied                                                    | Andreas Grupp         | 28. Juli 2024      | Director Real Estate, Aldi Süd                                                            |
| Mitglied                                                    | Stefan Jung           | 22. März 2025      | Unternehmer                                                                               |
| Vereinsbeirat                                               |                       |                    |                                                                                           |
| Bereich                                                     | Name                  | Mitglied seit      | weiteres Wirken                                                                           |
| Vorsitzender, Mitglieder und Fans                           | Rainer Weninger       | 3. Dezember 2017   |                                                                                           |
| Stellvertretender Vorsitzender, Wirtschaft und Gesellschaft | André Bühler          | 3. Dezember 2017   | Direktor, Deutsches Institut für Sportmarketing Professor für Marketing & Sportmanagement |
| Wirtschaft und Gesellschaft                                 | Michael Astor         | 18. Juli 2021      |                                                                                           |
| Wirtschaft und Gesellschaft                                 | Timo Theobald         | 22. März 2025      |                                                                                           |
| Mitglieder und Fans                                         | Jens Baierschmitt     | 22. März 2025      |                                                                                           |
| Mitglieder und Fans                                         | Christian Döring      | 10. September 2023 |                                                                                           |
| Sport und Verein                                            | Werner Gass           | 18. Juli 2021      |                                                                                           |
| Sport und Verein                                            | Kai Lechner           | 22. März 2025      |                                                                                           |
| Sport und Verein                                            | Marc Nicolai Schlecht | 3. Dezember 2017   | Facharzt für Orthopädie & Unfallchirurgie                                                 |

### Abteilungen des Vereins

#### Junge Wilde (U11–U16)
Im Rahmen der Ausgliederung der Profiabteilung wurden die Fußball-Jugendmannschaften U11–U16 an den e. V. übertragen.

#### E-Sport
Ab Juli 2017 gab es erstmals ein E-Sport-Team beim VfB Stuttgart. Die Spieler traten in Wettbewerben der Fußballsimulation FIFA-Serie an. Die Spieler nahmen an internationalen Turnieren sowie an der Virtual Bundesliga teil. Im Juli 2020 gab der VfB bekannt, die Aktivitäten im professionellen E-Sport bis auf Weiteres einzustellen. Seit der Virtual-Bundesliga-Saison 2022/23 stellt der VfB wieder ein E-Sport-Team.

#### Faustballabteilung
Die Faustballabteilung wurde 1937 gegründet. Die Wurzeln gehen sogar in die 1920er-Jahre zurück. Schon damals nutzten Fußballer des VfB diese Sportart zum Ausgleich, die teilweise noch bei den Vorgängern des VfB, dem Kronenklub und dem Stuttgarter FV spielten. Die Faustballabteilung des VfB stellt heute bei den Männern eine Herrenmannschaft und drei Seniorenmannschaften in den Altersklassen M35, M55 und M60. Außerdem existieren eine Damenmannschaft und sowohl eine weibliche als auch eine männliche U16-Jugendmannschaft. Die Seniorenmannschaften spielen in den Verbandsligen und sind bei erfolgreichem Abschneiden in diesen Spielrunden für weitere Runden qualifiziert, wie die Süddeutsche und die deutsche Meisterschaftsrunde der Altersklassen. Die M50-Mannschaft (Männer ab 50 Jahren) holte in den Jahren 2004, 2005 und 2006 auf dem Feld und 2005 in der Halle die Titel bei den deutschen Meisterschaften.

#### Fußballschiedsrichterabteilung
Die Schiedsrichterabteilung des VfB wurde bereits 1923 gegründet, wodurch der VfB zum ersten Verein in Deutschland mit einer eigenen Schiedsrichterabteilung wurde. Und so gehörten dem VfB in den 1920er-Jahren in Süddeutschland am meisten Schiedsrichter an. Auch heute ist die Abteilung die zahlenmäßig größte, vereinseigene Schiedsrichterabteilung in Deutschland. Es existiert sogar eine Schiedsrichtermannschaft, die bei Freundschaftsspielen und Turnieren antritt. Es gibt momentan über 150 aktive Schiedsrichter in der Abteilung.

#### Hockeyabteilung
Auch die Geschichte der Hockeyabteilung reicht weit zurück. Sie wurde bereits 1919 gegründet. Der VfB stellt momentan zwei Herrenmannschaften und zwei Damenmannschaften. Die erste Mannschaft der Damen wurden in der Hallensaison 2017/18 Meister und stieg in die Oberliga auf. Auf dem Feld spielen sie ebenfalls in der Oberliga Baden-Württemberg, der vierthöchsten deutschen Spielklasse im Hockey. Die erste Herrenmannschaft spielt im Hallenhockey in der 1. Verbandsliga, auf dem Feld seit dem Aufstieg 2021/2022 in der 2. Regionalliga Süd. Diese Abteilung verfügt über einen zahlenmäßig starken Unterbau bis hinunter zu den Minis.

#### Leichtathletikabteilung
Die Leichtathletikabteilung war bereits bei der Fusionierung Bestandteil des VfB. Früher wurde die Abteilung oft von Fußballern zum Ausgleich genutzt. So war Max Buffle, der 1912 das Tor der ersten Fußballmannschaft hütete, auch als Diskuswerfer erfolgreich. Die größten Erfolge der Leichtathletikabteilung waren:
- Medaillen bei Olympischen Spielen: Helmar Müller  (1968 Bronze 4 × 400-m-Staffel), Leo Neugebauer (2024 Silber Zehnkampf)
- Medaillen bei Europameisterschaften (Freiluft): Karl Honz (1974 Europameister 400 m, 2. Platz 4 × 400-m-Staffel), Martin Weppler (1978 Europameister 4 × 400-m-Staffel), Yvonne Buschbaum (1998 und 2002 3. Platz Stabhochsprung)
- Medaillen bei Halleneuropameisterschaften: Helmar Müller (1970 3. Platz 4 × 400-m-Staffel), Ulrich Strohhäcker (1970 3. Platz 4 × 400-m-Staffel), Hans-Dieter Hübner (1970 3. Platz 4 × 400-m-Staffel), Karl Honz (1973 2. Platz 4 × 400-m-Staffel, 1975 Europameister 4 × 400-m-Staffel), Falko Geiger (1973 2. Platz 4 × 400-m-Staffel), Herbert Wursthorn (1980 3. Platz 800 m, 1981 Europameister 800 m), Martin Weppler (1981 2. Platz 400 m), Sabine Zwiener (1990 2. Platz 800 m), Yvonne Buschbaum (1998 2. Platz Stabhochsprung)
- Deutsche Meisterschaften: Neben zahlreichen Medaillen in Einzelwettbewerben waren die Staffeln des VfB Stuttgart erfolgreich. Die 4-mal-400-Meter-Staffel der Männer war 1973 und 1974 Deutscher Meister, in der Halle war die Staffel 1969, 1970 und 1975 Meister. Noch erfolgreicher war die 4-mal-800-Meter-Staffel, die von 1982 bis 1986 Deutscher Meister war. In der Halle gewann die 3-mal-1000-Meter-Staffel 1981 und 1983–1985.

Mit Hilfe von Sponsoren konnten 2015 die deutschen Spitzenathleten Marie-Laurence Jungfleisch und Fabian Heinle verpflichtet werden. Zudem wurde Alina Rotaru-Kottmann unter Vertrag genommen. 2020 wurde Niko Kappel, Goldmedaillengewinner bei den Paralympics 2016, unter Vertrag genommen. 2021 verpflichtete der VfB die Sprinterin Anna-Lena Freese, den Diskuswerfer David Wrobel und den Kugelstoßer Yannis Fischer. 2023 wurden der deutsche Rekordhalter im Zehnkampf Leo Neugebauer, die Kugelstoßerin Alina Kenzel und die Stabhochspringerin Anjuli Knäsche unter Vertrag genommen.

#### Tischtennisabteilung
Die Tischtennisabteilung wurde erst 1949 gegründet und ist somit die jüngste sportliche Abteilung beim VfB. Der Verein startete mit zwei Mannschaften in der Kreisklasse und schon 1952 schaffte die erste Mannschaft den Aufstieg in die Oberliga und somit die höchste deutsche Spielklasse zu dieser Zeit. 1957 gelang abermals der Aufstieg in die Oberliga. Doch mit der Zeit verlor die Tischtennisabteilung immer mehr an Bedeutung und musste zwischenzeitlich sogar ihre Mannschaften zurückziehen. Mittlerweile bestehen jedoch wieder fünf Erwachsenenmannschaften von der Bezirksklasse bis zur Kreisliga sowie zwei Jugendmannschaften.

#### VfB-Garde
Die VfB-Garde, ehemals Alte Garde, ist keine Sportabteilung. Sie wurde 1953 anlässlich des 60-jährigen Jubiläums des VfB gegründet. Es geht in dieser Abteilung hauptsächlich um Geselligkeit unter den Mitgliedern, die sich zum größten Teil aus ehemaligen Aktiven des VfB zusammensetzt. Gelegentlich gibt es auch repräsentative Aufgaben. Inzwischen ist die Garde, deren Mitglieder, die Gardisten, als Traditionsträger des Vereins gelten, eine feste Größe beim VfB.

### Ehemalige Abteilungen des Vereins

#### Handballabteilung
Die Handballabteilung des VfB stellte einst mehrere Männer- und Frauenmannschaften, die vorzeigbare Erfolge wie die Württembergische Meisterschaft feierten und teilweise in der Bezirksklasse antraten. Ebenso wie die Hockeyabteilung wurde sie 1919 gegründet. In den 1980er-Jahren brach die Abteilung ein, weil die meisten Spieler keine Perspektive mehr sahen, und so musste trotz aller Bemühungen die letzte Mannschaft 1985 aus dem Spielbetrieb zurückgezogen werden.

## VfB Stuttgart 1893 AG

### Organe der Profifußball-AG
(Stand: 1. Juli 2025)
| Vorstand                                                                       | Vorstand           | Vorstand           | Vorstand                                                                    |
| Geschäftsbereich                                                               | Name               | Mitglied seit      | vorherige Position                                                          |
| ------------------------------------------------------------------------------ | ------------------ | ------------------ | --------------------------------------------------------------------------- |
| Vorsitzender, Unternehmensstrategie und Kommunikation, Finanzen und Verwaltung | Alexander Wehrle   | 21. März 2022      | Geschäftsführer, 1. FC Köln GmbH & Co. KGaA                                 |
| Sport                                                                          | Fabian Wohlgemuth  | 1. Juli 2024       | Sportdirektor, VfB Stuttgart 1893 AG                                        |
| Marketing und Vertrieb                                                         | Rouven Kasper      | 1. Januar 2022     | President Asia, FC Bayern München AG                                        |
| Aufsichtsrat                                                                   |                    |                    |                                                                             |
| Funktion                                                                       | Name               | Mitglied seit      | weiteres Wirken                                                             |
| Vorsitzender                                                                   | Dietmar Allgaier   | 1. August 2024     | Präsident, VfB Stuttgart 1893 e. V. Landrat, Landkreis Ludwigsburg          |
| Erster stellvertretender Vorsitzender                                          | Franz Reiner       | 9. Oktober 2016    | Vorstandsvorsitzender, Mercedes-Benz Mobility AG                            |
| Zweiter stellvertretender Vorsitzender                                         | Lutz Meschke       | 29. Februar 2024   | Vorstand Beteiligungsmanagement, Porsche Automobil Holding SE               |
| Aufsichtsrat                                                                   | Tanja Gönner       | 28. September 2022 | Hauptgeschäftsführerin, Bundesverband der Deutschen Industrie               |
| Aufsichtsrat                                                                   | Andreas Grupp      | 28. Juli 2024      | Präsidiumsmitglied, VfB Stuttgart 1893 e. V.                                |
| Aufsichtsrat                                                                   | Stefan Jung        | 1. Juli 2025       | Präsidiumsmitglied, VfB Stuttgart 1893 e. V.                                |
| Aufsichtsrat                                                                   | Alexander Kläger   | 28. September 2022 | Präsident Region Mittel- und Osteuropa, SAP Deutschland SE & Co. KG         |
| Aufsichtsrat                                                                   | Bernadette Martini | 1. Juli 2025       | Hoteldirektorin, Hotel & Restaurant Lamm Mosbach                            |
| Aufsichtsrat                                                                   | Klaus Rehkugler    | 1. Juli 2025       | Vice President Product Management & Global Training, Mercedes-Benz Group AG |
| Aufsichtsrat                                                                   | Albrecht Reimold   | 29. Februar 2024   | Vorstand Produktion und Logistik, Porsche AG                                |
| Aufsichtsrat                                                                   | Tobias Röschl      | 28. September 2022 | Vorstand Vertrieb und Marketing, Jako AG                                    |
| Aufsichtsrat                                                                   | Serdar Taşçı       | 1. Juli 2025       |                                                                             |

### Profimannschaft

#### Profikader 2025/26
(Stand: 16. August 2025)
| Nr.        | Nat.                         | Name                      | Geburtstag         | Im Verein seit | Vertrag bis |
| Torhüter   | Torhüter                     | Torhüter                  | Torhüter           | Torhüter       | Torhüter    |
| ---------- | ---------------------------- | ------------------------- | ------------------ | -------------- | ----------- |
| 01         | Deutschland                  | Fabian Bredlow            | 2. März 1995       | 2019           | 2027        |
| 21         | Deutschland                  | Stefan Drljača            | 20. April 1999     | 2024           | 2027        |
| 33         | Deutschland                  | Alexander Nübel           | 30. September 1996 | 2023           | 2026        |
| 44         | Deutschland                  | Florian Hellstern II/ U19 | 18. Oktober 2007   | 2017           | 2027        |
| Abwehr     |                              |                           |                    |                |             |
| 02         | Belgien                      | Ameen al-Dakhil           | 6. März 2002       | 2024           | 2028        |
| 03         | Niederlande                  | Ramon Hendriks            | 18. Juli 2001      | 2024           | 2028        |
| 04         | Deutschland                  | Josha Vagnoman            | 11. Dezember 2000  | 2022           | 2026        |
| 07         | Deutschland                  | Maximilian Mittelstädt    | 18. März 1997      | 2023           | 2028        |
| 14         | Schweiz                      | Luca Jaquez               | 2. Juni 2003       | 2025           | 2029        |
| 15         | Deutschland                  | Pascal Stenzel            | 20. März 1996      | 2019           | 2026        |
| 20         | Schweiz                      | Leonidas Stergiou         | 3. März 2002       | 2023           | 2028        |
| 22         | Frankreich                   | Lorenz Assignon           | 22. Juni 2000      | 2025           | 2029        |
| 23         | Frankreich                   | Dan-Axel Zagadou          | 3. Juni 1999       | 2022           | 2026        |
| 24         | Deutschland                  | Jeff Chabot               | 12. Februar 1998   | 2024           | 2028        |
| 29         | Deutschland                  | Finn Jeltsch              | 17. Juli 2006      | 2025           | 2030        |
| Mittelfeld |                              |                           |                    |                |             |
| 05         | Deutschland                  | Yannik Keitel             | 15. Februar 2000   | 2024           | 2028        |
| 06         | Deutschland                  | Angelo Stiller            | 4. April 2001      | 2023           | 2028        |
| 10         | Deutschland                  | Chris Führich             | 9. Januar 1998     | 2021           | 2028        |
| 13         | Kongo Demokratische Republik | Silas                     | 6. Oktober 1998    | 2019           | 2026        |
| 16         | Turkei                       | Atakan Karazor            | 13. Oktober 1996   | 2019           | 2028        |
| 19         | Deutschland                  | Noah Darvich              | 25. September 2006 | 2025           | 2029        |
| 28         | Danemark                     | Nikolas Nartey            | 22. Februar 2000   | 2019           | 2026        |
| 30         | Spanien                      | Chema Andrés              | 25. April 2005     | 2025           | 2030        |
| 35         | Serbien                      | Mirza Ćatović II/ U19     | 1. Mai 2007        | 2022           | 2028        |
| 45         | Serbien                      | Lazar Jovanović           | 30. November 2006  | 2025           | 2029        |
| Sturm      |                              |                           |                    |                |             |
| 08         | Portugal                     | Tiago Tomás               | 16. Juni 2002      | 2025           | 2029        |
| 09         | Bosnien und Herzegowina      | Ermedin Demirović         | 25. März 1998      | 2024           | 2028        |
| 11         | Deutschland                  | Nick Woltemade            | 14. Februar 2002   | 2024           | 2028        |
| 17         | Deutschland                  | Justin Diehl              | 27. November 2004  | 2024           | 2029        |
| 18         | Deutschland                  | Jamie Leweling            | 26. Februar 2001   | 2023           | 2029        |
| 26         | Deutschland                  | Deniz Undav               | 19. Juli 1996      | 2023           | 2027        |

Für eine komplette Auflistung aller Spieler der ersten Mannschaft des VfB Stuttgart seit Vereinsgründung siehe Liste der Spieler des VfB Stuttgart.

#### Transfers der Saison 2025/26
(Stand: 16. August 2025)
| Zugänge          | Zugänge                           |
| Spieler          | Abgebender Verein                 |
| Sommerpause 2025 | Sommerpause 2025                  |
| ---------------- | --------------------------------- |
| Chema Andrés     | Real Madrid                       |
| Lorenz Assignon  | Stade Rennes                      |
| Noah Darvich     | FC Barcelona Atlètic              |
| Lazar Jovanović  | FK Roter Stern Belgrad            |
| Tiago Tomás      | VfL Wolfsburg                     |
| Silas            | FK Roter Stern Belgrad (Leihende) |

| Abgänge            | Abgänge                     |
| Spieler            | Aufnehmender Verein         |
| Sommerpause 2025   | Sommerpause 2025            |
| ------------------ | --------------------------- |
| Benjamin Boakye    | Arminia Bielefeld           |
| Anrie Chase        | FC Red Bull Salzburg        |
| Jacob Bruun Larsen | FC Burnley                  |
| Wahid Faghir       | Vejle BK                    |
| Jarzinho Malanga   | SV Elversberg (Leihe)       |
| Enzo Millot        | al-Ahli                     |
| Juan José Perea    | FC Zürich *                 |
| Luca Pfeiffer      | SV Elversberg *             |
| Luca Raimund       | Fortuna Düsseldorf          |
| Fabian Rieder      | Stade Rennes (Leihende)     |
| Dennis Seimen      | SC Paderborn 07 (Leihe)     |
| El Bilal Touré     | Atalanta Bergamo (Leihende) |
| Jeong Woo-yeong    | 1. FC Union Berlin ***      |

#### Trainer- und Betreuerstab 2025/26
(Stand: 1. Juli 2025)
| Nat.               | Name               | Funktion                         | seit          |
| Trainerstab        | Trainerstab        | Trainerstab                      | Trainerstab   |
| ------------------ | ------------------ | -------------------------------- | ------------- |
| Deutschland        | Sebastian Hoeneß   | Cheftrainer                      | April 2023    |
| Deutschland        | David Krecidlo     | Co-Trainer                       | April 2023    |
| Deutschland        | Malik Fathi        | Co-Trainer                       | Juli 2023     |
| Deutschland        | Steffen Krebs      | Torwarttrainer                   | Juli 2021     |
| Deutschland        | André Filipovic    | Athletiktrainer                  | Juli 2024     |
| Deutschland        | Martin Franz       | Athletiktrainer                  | April 2019    |
| Deutschland        | Matthias Schiffers | Athletiktrainer                  | Juni 2010     |
| Deutschland        | Marcus Fregin      | Spielanalyst                     | Juli 2014     |
| Deutschland        | Jasper Smets       | Spielanalyst                     | Juli 2023     |
| Deutschland        | Jan Schimpchen     | Performanceanalyst               | Juni 2022     |
| Deutschland        | Florian Mohr       | Leiter Performance               | Juli 2024     |
| Vereinigte Staaten | Nate Weiss         | Techniktrainer                   | Juli 2025     |
| Management         |                    |                                  |               |
| Deutschland        | Fabian Wohlgemuth  | Sportvorstand                    | Juli 2024     |
| Deutschland        | Christian Gentner  | Sportdirektor                    | November 2024 |
| Deutschland        | Günther Schäfer    | Teammanager                      | Juli 2015     |
| Deutschland        | Markus Rüdt        | Direktor Sportorganisation       | Juli 2019     |
| Deutschland        | Peter Reichert     | Betreuer Lizenzspielermannschaft | Oktober 2004  |
| Deutschland        | Markus Lösch       | Betreuer Leihspieler             | Juni 2025     |

#### Erfolge

##### Meisterschaftserfolge
- Deutscher Meister (5): 1950, 1952, 1984, 1992, 2007
  - Deutscher Vizemeister (5): 1935, 1953, 1979, 2003, 2024
- Meister der 2. Bundesliga (2): 1977, 2017
- Süddeutscher Meister (3): 1946 (zugleich Amerikanischer Zonenmeister), 1952, 1954
- Württembergisch-badischer Meister: 1927
- Württembergischer Meister (5): 1930, 1935, 1937, 1938, 1943 (zusammen mit den Stuttgarter Kickers)

##### Pokalerfolge
- DFB-Pokalsieger (4): 1954, 1958, 1997, 2025
  - DFB-Pokalfinalist (3): 1986, 2007, 2013
- DFB-Supercupsieger: 1992
- DFL-Supercupfinalist: 2024
- Franz-Beckenbauer-Supercupfinalist: 2025
- Süddeutscher Pokalsieger (2): 1933, 1958
- DFB-Hallenpokalfinalist (2): 1989, 1993
- DFB-Ligapokalfinalist (3): 1997, 1998, 2005

##### Internationale Erfolge
- UEFA-Pokalfinalist: 1989
- Finalist im Europapokal der Pokalsieger: 1998
- UI-Cup-Sieger (3): 2000, 2002, 2008

#### Der VfB in den Ewigen Tabellen
(Stand: Saisonende 2023/24)
national
- Ewige Tabelle der Bundesliga: 4. Platz, 2838 Punkte
- Ewige Tabelle der 2. Bundesliga: 63. Platz, 260 Punkte
- Ewige Tabelle des DFB-Pokals: 4. Platz, 429 Punkte

international
- Ewige Tabelle des Fußball-Europapokals: 71. Platz, 300 Punkte Siehe auch: Liste der Europapokalspiele
  - Ewige Tabelle der UEFA Champions League und des Europapokals der Landesmeister: 121. Platz, 35 Punkte
  - Ewige Tabelle des Europapokals der Pokalsieger: 97. Platz, 23 Punkte
  - Ewige Tabelle der UEFA Europa League und des UEFA-Cups: 20. Platz, 229 Punkte
  - Ewige Tabelle des Messestädte-Pokals: 69. Platz, 13 Punkte

#### Die Jahrhundert-Elf
Zum 100-jährigen Jubiläum der Fusion des FV Stuttgart und des Kronenklubs Cannstatt im Jahr 2012 wurde eine „Jahrhundert-Elf“ gewählt. Fans konnten dazu ihre Favoriten wählen.
| Pos     | Spieler                           | für den VfB aktiv |
| ------- | --------------------------------- | ----------------- |
| TW      | Timo Hildebrand                   | 1999–2007         |
| V       | Karlheinz Förster                 | 1975–1986         |
| V       | Günther Schäfer                   | 1980–1997         |
| V       | Marcelo Bordon                    | 1999–2004         |
| M       | Krassimir Balakow                 | 1995–2003         |
| M       | Guido Buchwald (Ehrenspielführer) | 1983–1994         |
| M       | Karl Allgöwer                     | 1980–1991         |
| M       | Sami Khedira                      | 2006–2010         |
| M       | Robert Schlienz                   | 1944–1958         |
| A       | Jürgen Klinsmann                  | 1984–1989         |
| A       | Giovane Élber                     | 1994–1997         |
| Trainer | Joachim Löw                       | 1996–1998         |

### Zweite Mannschaft

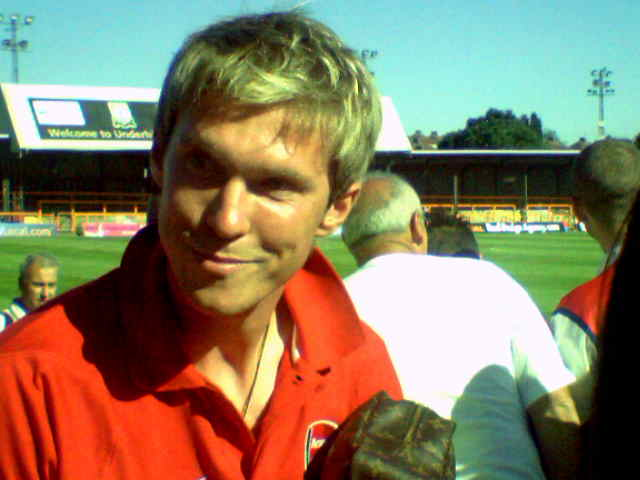
Aljaksandr Hleb schaffte seinen Durchbruch bei den Amateuren

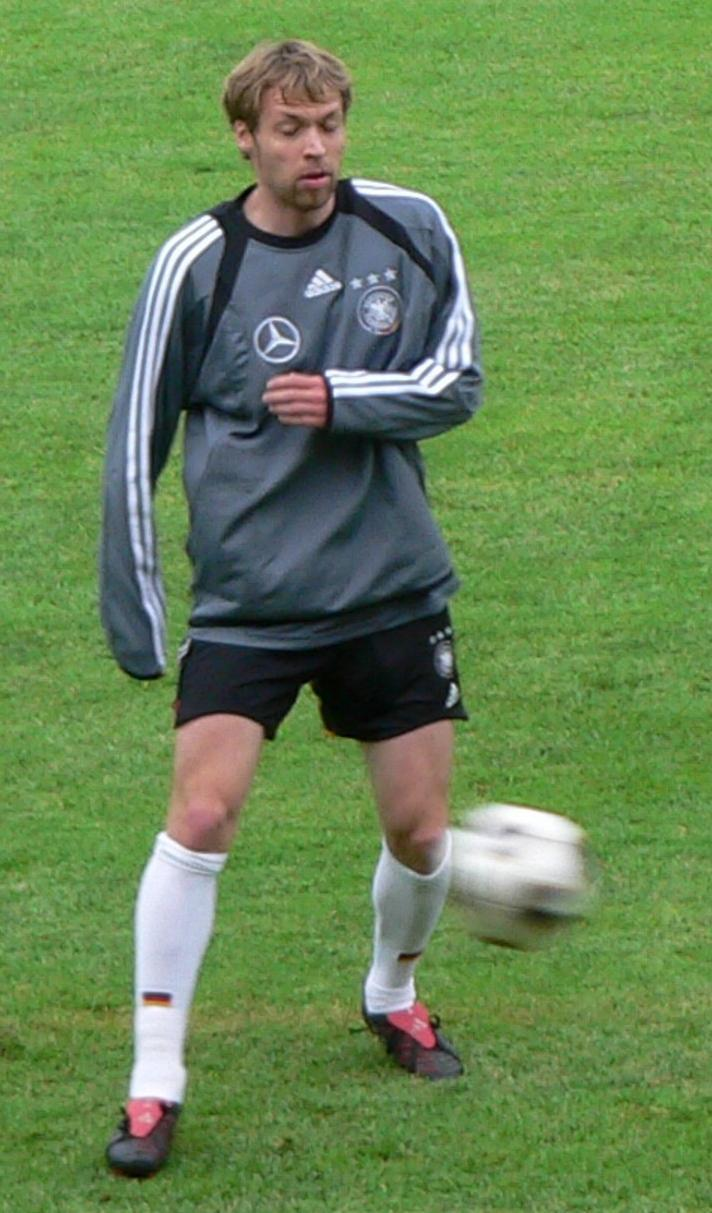
Andreas Hinkel, einer der „jungen Wilden“, spielte seit der D-Jugend beim VfB und ging später ins Ausland

#### Geschichte
Die zweite Mannschaft des VfB Stuttgart wurde bereits 1951 als Amateurmannschaft gegründet. Schon damals wollte der Verein einen Unterbau für die Lizenzspielermannschaft zum behutsamen Aufbau junger Spieler schaffen. Dieser Unterbau zählt mit für eine Amateurabteilung überdurchschnittlich vielen Titeln zu den erfolgreichsten Amateurabteilungen im deutschen Fußball.
Die Anfänge der zweiten Mannschaft des VfB waren alles andere als einfach; der Württembergische Fußballverband misstraute dem VfB, da damals viele Vereine versuchten, mit Hilfe von Amateurmannschaften Spielern Geld unter der Hand zukommen zu lassen. Und so durfte die Amateurmannschaft zunächst nur in der A-Klasse Stuttgart antreten, ohne die Chance aufzusteigen. Nachdem die Amateure in den Spielzeiten 1951/52, 1952/53 (damals mit 55:1 Punkten) und 1953/54 außer Konkurrenz überlegen Meister geworden waren, hatte der Verband ein Einsehen und ließ die Mannschaft in die zweite Amateurliga aufsteigen.
Nach fünf Jahren in der zweithöchsten Fußballamateur-Spielklasse Deutschlands stiegen die VfB-Amateure schließlich in die erste Amateurliga auf. Unter Trainer Franz Seybold erreichte die Mannschaft 1960 überraschend den Titel „Württembergischer Amateurmeister“, obwohl der Kader mehrheitlich aus Spielern bestand, die frisch aus der Juniorenelf (einer damals bestehenden Brücke zwischen A-Jugend und Amateurmannschaft) oder der dritten Mannschaft kamen. Sowohl die Juniorenmannschaft als auch das dritte Team wurden kurze Zeit später abgeschafft.
Viele Spieler wechselten aufgrund des Erfolges in die Lizenzspielermannschaft, so dass Seybold einen Neuaufbau starten musste. Dennoch wurden die VfB-Amateure in der Saison 1962/63 im Endspiel gegen den VfL Wolfsburg deutscher Amateurmeister. Nach diesem Triumph wurden die VfB-Amateure in Stuttgart euphorisch empfangen.
In der folgenden Saison kam mit Willi Entenmann ein Spieler zu den Amateuren, der in der Zukunft noch viele wichtige Funktionen beim VfB und bei seinen Amateuren ausübte. Entenmann war es, der die Amateure 1980, 17 Jahre nach dem ersten Titel, als Trainer erneut zum deutschen Amateurmeister machte. Zuvor hatte die Mannschaft 1974 mit dem Erreichen des Viertelfinales des DFB-Pokals einen weiteren Achtungserfolg erzielt.
Aufgrund der zunehmenden Beachtung der Bundesliga rückten die Amateure in den Folgejahren in der öffentlichen Wahrnehmung zusehends in den Hintergrund. Dennoch spielte die Mannschaft fast durchgehend in der obersten Amateurliga. Allerdings stiegen die Amateure 1988 von der Oberliga in die Verbandsliga ab. Doch Jochen Rücker führte die Mannschaft in die Oberliga zurück. Dort schaffte man zunächst nicht die Qualifikation für die neue Regionalliga, die 1994/95 startete. In der Saison 1997/98 gelang dann schließlich der Aufstieg in die Regionalliga. In der Saison 1999/2000 schafften es die VfB-Amateure mit Platz sechs, sich bei der Reduzierung der Regionalliga-Staffeln von vier auf zwei, für die neue Süd-Staffel zu qualifizieren.
In der Saison 2000/01 schlugen die Amateure die erste Mannschaft des damaligen Bundesligisten Eintracht Frankfurt in der ersten Runde des DFB-Pokals im Gottlieb-Daimler-Stadion mit 6:1. Bis heute ist dies der höchste Sieg einer Amateurmannschaft gegen einen Bundesligisten im DFB-Pokal. Darauf wurde dem Amateurteam in der 2. Runde des DFB-Pokals die eigene Lizenzspielermannschaft zugelost, gegen die man mit 0:3 unterlag. Mittlerweile dürfen zweite Mannschaften von Proficlubs nicht mehr am DFB-Pokal teilnehmen. In der damaligen VfB-Amateurelf schlug die Geburtsstunde der jungen Wilden, einem Begriff, der zunächst durch eine Schlagzeile der Stuttgarter Zeitung („Die jungen Wilden schießen die Eintracht aus dem Pokal“) nach dem Triumph im DFB-Pokal geprägt, und später als Slogan auf den Mannschaftsbus der Amateure übernommen wurde. Die Mannschaft um Spieler wie Aljaksandr Hleb, Andreas Hinkel, Ioannis Amanatidis und Kevin Kurányi, die später mit der ersten Mannschaft des VfB in der Champions League spielten, erreichte in dieser Saison in der neuen Regionalliga Süd mit dem zweiten Platz eine Position, die ersten Mannschaften zum Aufstieg in die 2. Bundesliga berechtigt hätten. Der Weggang der „jungen Wilden“ in die Profimannschaft führte in der Folgesaison zu Platz 16 und somit zum Abstieg in die Oberliga Baden-Württemberg.
Mit einer neuen, jungen Mannschaft erreichten die VfB-Amateure den sofortigen Wiederaufstieg in der Saison 2002/03. In den Folgejahren schafften mit Mario Gómez, Serdar Tasci, Sami Khedira und Andreas Beck wieder Spieler den Sprung in die erste Mannschaft. Diesmal verkraftete die zweite Mannschaft dies besser und spielte bis zum Ende der Saison 2007/08 in der obersten Amateurspielklasse, der Regionalliga. Ab der Saison 2008/09 spielte die zweite Mannschaft im Gazi-Stadion auf der Waldau, da die Spielstätten für die neue eingleisige 3. Profi-Liga höheren Anforderungen entsprechen müssen, die das vormals genutzte Robert-Schlienz-Stadion nicht erfüllte. Von der Saison 2011/12 an bis zu seinem Aufrücken zur Bundesligamannschaft im November 2015 war Jürgen Kramny der Trainer der Mannschaft. In den Spielzeiten 2010/11 bis 2012/13 sowie in der Saison 2014/15 war der VfB Stuttgart II jeweils die bestplatzierte zweite Mannschaft in Deutschland. (In der Saison 2013/2014 hatte die zweite Mannschaft von Borussia Dortmund bei gleicher Punktzahl lediglich eine um ein Tor bessere Tordifferenz.) Die Saison 2015/16 verlief wesentlich schlechter, sodass die Mannschaft bereits zwei Spieltage vor Saisonende als Absteiger aus der 3. Liga feststand. Mit dem Abstieg in die Regionalliga kehrte die Mannschaft in das Robert-Schlienz-Stadion zurück. In der Saison 2018/19 folgte der Gang in die Oberliga. In der Saison darauf gelang der direkte Wiederaufstieg in die Regionalliga Südwest. In den Regionalligasaisons 2020/21 und 2021/22 konnte die Mannschaft den Klassenerhalt sichern und landete im Mittelfeld der Tabelle. Nach einem 8. Platz in der Saison 2022/23 gelang in der Saison 2023/24 überraschend die Meisterschaft und der Aufstieg in die 3. Liga. Die Mannschaft trägt ihre Heimspiele in der 3. Liga in der WIRmachenDRUCK Arena in Aspach aus.

#### Kader in der Saison 2025/26
(Stand: 8. August 2025)
Laut der Spielordnung des DFB dürfen in zweiten Mannschaften von Lizenzvereinen grundsätzlich nur Spieler eingesetzt werden, die während des gesamten Spieljahres (1. Juli bis 30. Juni) nicht älter als 23 Jahre sind (U23). Somit sind in der Saison 2025/26 grundsätzlich nur Spieler spielberechtigt, die am oder nach dem 1. Juli 2002 geboren wurden. Darüber hinaus dürfen sich drei ältere Spieler gleichzeitig im Spiel befinden. Deren Geburtstag ist im Kader fett gekennzeichnet. A-Junioren (U19) sind spielberechtigt, wenn sie dem älteren U19-Jahrgang (2007) angehören oder 18 Jahre alt sind. Aus Gründen der Talentförderung sind in Ausnahmefällen auch Spieler des jüngeren U19-Jahrgangs (2008) spielberechtigt.
| Nr. | Nat.        | Spieler                  | Geburtstag |
| 01  | Deutschland | Florian Hellstern 1/ U19 | 18.10.2007 |
| 28  | Deutschland | Dominik Draband          | 07.03.1996 |
| 33  | Deutschland | Jerik von der Felsen     | 22.10.2004 |

| Nr. | Nat.        | Spieler             | Geburtstag |
| 02  | Deutschland | Kaden Amaniampong   | 26.05.2004 |
| 03  | Deutschland | Alexandre Azevedo   | 07.02.2004 |
| 04  | Deutschland | Maximilian Herwerth | 09.02.2006 |
| 13  | Deutschland | Tim Köhler          | 02.05.2005 |
| 14  | Turkei      | Semih Kara          | 05.05.2005 |
| 16  | Schweiz     | Leny Meyer          | 01.07.2004 |
| 22  | Deutschland | Paulo Fritschi      | 20.05.2005 |
| 29  | Deutschland | Dominik Nothnagel   | 28.12.1994 |
| 35  | Osterreich  | Michael Glück       | 13.03.2003 |
| 40  | Deutschland | Peter Reinhardt     | 23.01.2005 |

| Nr. | Nat.        | Spieler              | Geburtstag |
| 05  | Serbien     | Mirza Ćatović 1/ U19 | 01.05.2007 |
| 06  | Deutschland | Alexander Groiß      | 01.07.1998 |
| 07  | Deutschland | Lauri Penna          | 02.07.2006 |
| 08  | Deutschland | Samuele Di Benedetto | 16.07.2005 |
| 10  | Deutschland | Nicolás Sessa        | 23.03.1996 |
| 11  | Turkei      | Efe Korkut           | 23.06.2006 |
| 18  | Deutschland | Julian Lüers         | 25.01.2006 |
| 19  | Deutschland | Kenny Freßle         | 08.02.2006 |
| 24  | Osterreich  | Christopher Olivier  | 31.01.2006 |
| 39  | Deutschland | Nuha Jatta           | 15.03.2006 |

| Nr. | Nat.        | Spieler            | Geburtstag |
| 09  | Deutschland | Thomas Kastanaras  | 09.01.2003 |
| 17  | Deutschland | Abdenego Nankishi  | 06.07.2002 |
| 20  | Kosovo      | Deli Hajdini       | 02.10.2006 |
| 21  | Kosovo      | Eliot Bujupi       | 03.07.2006 |
| 25  | Deutschland | David Tritschler   | 09.02.2003 |
| 27  | Togo        | Mansour Ouro-Tagba | 17.12.2004 |
| 30  | Polen       | Jordan Majchrzak   | 08.10.2004 |
| 44  | Niederlande | Mohamed Sankoh     | 16.10.2003 |

#### Transfers der Saison 2025/26
(Stand: 8. August 2025)
| Zugänge              | Zugänge                       |
| Spieler              | Abgebender Verein             |
| Sommerpause 2025     | Sommerpause 2025              |
| -------------------- | ----------------------------- |
| Jerik von der Felsen | FC-Astoria Walldorf           |
| Nuha Jatta           | RB Leipzig                    |
| Tino Kaufmann        | FC Rot-Weiß Erfurt (Leihende) |
| Tim Köhler           | RB Leipzig                    |
| Jordan Majchrzak     | Legia Warschau                |
| Abdenego Nankishi    | Werder Bremen                 |
| Mansour Ouro-Tagba   | 1. FC Köln                    |

| Abgänge           | Abgänge                      |
| Spieler           | Aufnehmender Verein          |
| Sommerpause 2025  | Sommerpause 2025             |
| ----------------- | ---------------------------- |
| Benjamin Boakye   | Arminia Bielefeld            |
| Finn Böhmker      | VfB Lübeck                   |
| Rinto Hanashiro   | Eintracht Frankfurt II       |
| Jannik Hofmann    | 1. FC Nürnberg (Leihende)    |
| Elton Krasniqi    | Vertragsende; Ziel unbekannt |
| Karlo Kuranyi     | SGV Freiberg Fußball *       |
| Lukas Laupheimer  | SGV Freiberg Fußball         |
| Luca Mack         | FC Vaduz                     |
| Jarzinho Malanga  | SV Elversberg (Leihe)        |
| Leonhard Münst    | Viktoria Köln                |
| Leon Reichardt    | Hansa Rostock                |
| Frederik Schumann | FC 08 Homburg                |
| Laurin Ulrich     | 1. FC Magdeburg (Leihe)      |

#### Trainerstab
(Stand: 1. Juli 2025)
| Nat.        | Name             | Funktion        | Funktion seit |
| ----------- | ---------------- | --------------- | ------------- |
| Deutschland | Nico Willig      | Cheftrainer     | 2025          |
| Deutschland | Oliver Barth     | Co-Trainer      | 2023          |
| Deutschland | Mischa Leibfarth | Co-Trainer      | 2024          |
| Deutschland | Markus Krauss    | Torwarttrainer  | 2025          |
| Deutschland | Timm Zudrell     | Athletiktrainer | 2024          |

#### Erfolge
- Meister der Regionalliga Südwest: 2024
- Württembergischer Amateurmeister: 1960, 1964, 1965, 1971
- Württembergischer Pokalsieger: 1970, 1980, 1981, 2000
- Deutscher Amateurmeister: 1963, 1980, Finalist 1971
- DFB-Nachwuchsrunde: Vizemeister 1979, 1986
- Süddeutscher Amateurmeister: 1963

### Frauenfußballabteilung

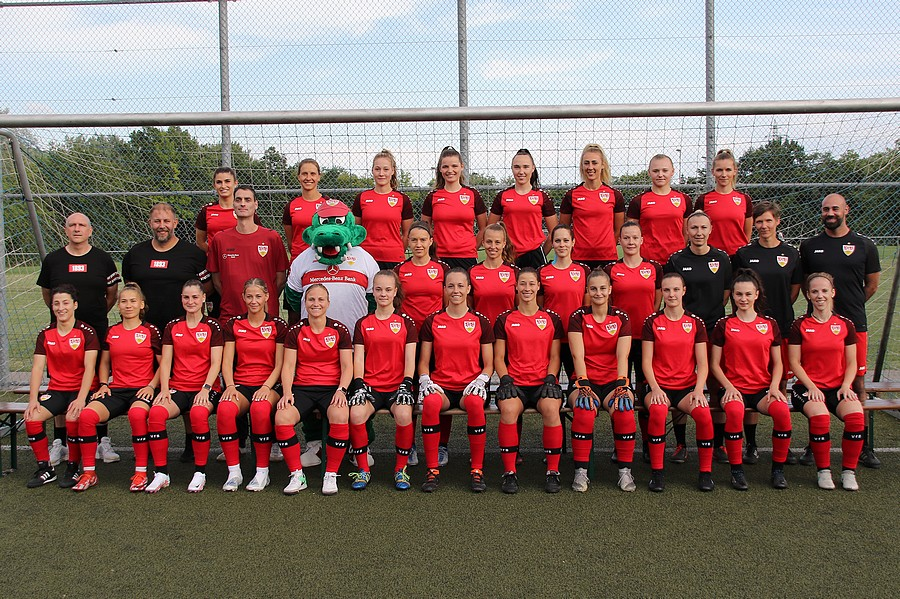
Die erste Frauenmannschaft des VfB Stuttgart beim Trainingsauftakt im Juli 2022

Am 1. Juni 2021 wurde zum ersten Mal in der Vereinsgeschichte eine Frauenfußballabteilung gegründet. Seit dem 1. Juli 2022 ist die erste Frauenmannschaft Teil der AG. Der Spielbetrieb startete zur Saison 2022/23. Geplant ist der Aufbau mehrerer Teams im Aktiven- und Nachwuchsbereich, der durch eine Kooperation mit dem VfB Obertürkheim, von dem man das Spielrecht für die Mannschaften übernahm, realisiert werden soll. Die erste Frauenmannschaft des VfB trat in ihrer Premierensaison in der viertklassigen Oberliga Baden-Württemberg an und stieg nach einem zweiten Platz in der Spielzeit 2022/23 in der folgenden Saison durch den Gewinn des Meistertitels in die drittklassige Regionalliga Süd auf. Dort gelang unmittelbar und ohne Niederlage ein weiterer Aufstieg in die 2. Frauen-Bundesliga. Spielort der Frauenmannschaft ist das Stadion des Polizeisportvereins Stuttgart, welches direkt neben der MHPArena liegt.
Die zweite Frauenmannschaft startete 2022 in der Landesliga und stieg 2024 in die Verbandsliga Württemberg auf. Die Mannschaft trägt ihre Spiele in der Hafenbahnstraße auf dem Kunstrasenplatz des VfB Obertürkheim aus.

## Jugendarbeit der Fußballabteilung
Die A- und die B-Jugend des Vereins spielen in der U19-DFB-Nachwuchsliga bzw. der U17-DFB-Nachwuchsliga, die zur Spielzeit 2024/25 die A-Junioren-Bundesliga und die B-Junioren-Bundesliga als höchste deutsche Spielklassen in ihrer jeweiligen Altersklasse ablösten. Die A-Jugend ist mit zehn Titeln Rekordmeister in ihrer Altersklasse, die B-Jugend mit sieben Meisterschaften auf dem zweiten Rang hinter Borussia Dortmund. Spieler wie Horst Köppel, Thomas Schneider, Andreas Hinkel, Thomas Brdarić, Michael Fink, Albert Streit, Mario Gómez, Hansi Müller, Karlheinz Förster, Gerhard Poschner und viele andere haben den Wechsel vom Amateur- oder Jugendfußball in den Profibereich beim VfB geschafft.

### Geschichte

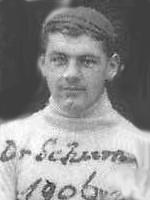
Gustav Schumm – der Pionier der Jugendarbeit

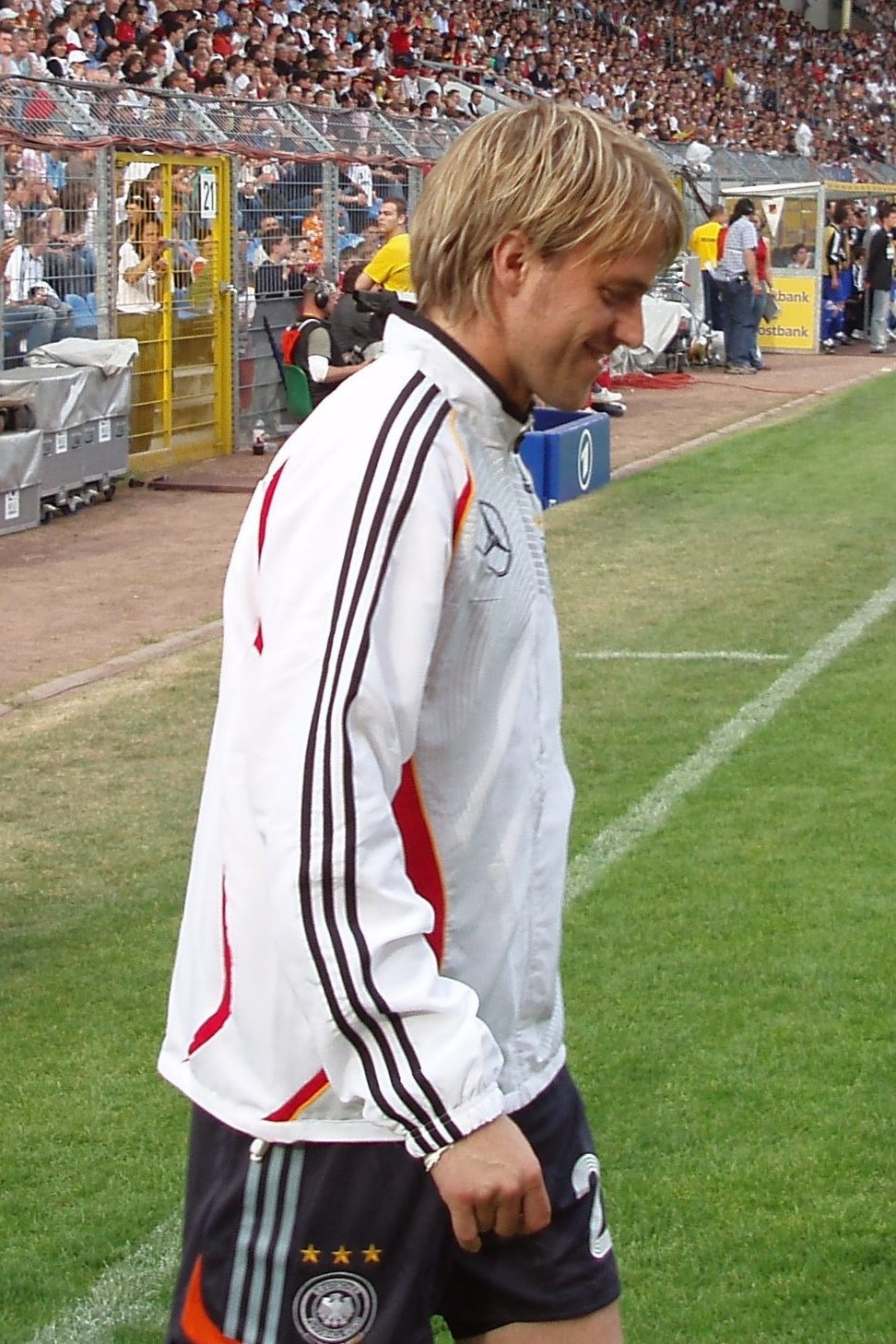
Timo Hildebrand – vom jungen Wilden aus der Jugend zum Vizekapitän

Die Jugendarbeit beim VfB begann bereits im Jahre 1918 mit dem damaligen VfB-Präsidenten Gustav Schumm. Er entwarf ein Konzept, das von den Grundsätzen her noch heute Bestand hat; er legte die Einteilung in A-, B- und C-Jugend fest und sah erzieherische Maßnahmen vor. Diese neue Einteilung und die systematische Betreuung beim VfB wurden schon schnell belohnt, als die Zeitung Stuttgarter Tagblatt einen Pokal für eine A-Jugend-Runde stiftete, welche man als Vorreiter der Jugendstaffel bezeichnen könnte und die der VfB schließlich gewann.
Nach der Einführung der deutschen Meisterschaft der A-Jugend 1969 gewann die Mannschaft des VfB bereits 1973 die erste Meisterschaft. 1980 unterstrich der VfB seine Vorreiterrolle mit dem Bau des nach dem ehemaligen Präsidenten Fritz Walter benannten VfB-Jugendhauses in Cannstatt. Dieses Fußball-Internat, welches die Voraussetzungen für Talente mitbringt, um Schule und Fußball unter einen Hut zu bringen, kann man als bundesweites Pilotprojekt bezeichnen, welches viele Nachahmer fand. 1984 wurde man nach dem Gewinn der vierten A-Jugendmeisterschaft zum alleinigen Rekordmeister in dieser Altersklasse. In der B-Jugend konnte man 1986 die 1977 eingeführte deutsche Meisterschaft erstmals gewinnen. In der Saison 2001/02 stand der VfB in allen drei Endspielen (deutsche A-Jugendmeisterschaft, deutsche B-Jugendmeisterschaft und DFB-Jugend-Kicker-Pokal), verlor aber jeweils das Finale.
Einen medienwirksamen Sieg hat die B-Jugend des VfB in einem Spiel gegen die deutsche Fußballnationalmannschaft der Frauen errungen, die mit 3:0 bezwungen wurde. Durch den Bau des Carl Benz Center hat der Verein eine nahe dem Vereinsgelände gelegene Unterbringung der VfB-Jugendakademie ermöglicht.

### Strategie
Kernelemente der Stuttgarter Nachwuchsförderung sind klare Strukturen, Kontinuität bei den Jugendtrainern, die Möglichkeit unabhängige Entscheidungen zu treffen und Verhaltensregeln – das so genannte „ABC der VfB-Jugend“. Noch heute wird im Grunde ein Konzept verwendet, welches um 1990 von Helmut Groß und Ralf Rangnick entworfen wurde und von der E-Jugend bis zur Profimannschaft führt. Alle vier Wochen gibt es spezielle Schulungen für den Trainerstab und dreimal im Jahr werden die Jugendspieler bei einer Bewertung an den hohen Anforderungen gemessen, um Spieler individuell nach Stärken und Schwächen fördern zu können. Ziel ist, bei den Spielern einen starken Charakter zu fördern. Von der E- bis zur B-Jugend tritt der VfB mit zwei Mannschaften in den jeweiligen Verbandsrunden an. In der A-Jugend tritt der Verein nur mit einer Mannschaft an, um den Leistungsgedanken in den Vordergrund zu stellen. Dieser wird in der F-Jugend hingegen nicht so hoch angesiedelt, weshalb der VfB dort keine Mannschaft stellt und in diesem Bereich mit dem MTV Stuttgart kooperiert, der eine Kinderfußball-Akademie führt, in der VfB-Trainer mehrere Schulungen durchführen.
Der VfB kooperiert zudem mit kommerziellen Fußballschulen, anderen regionalen Fußballvereinen und dem offiziellen Kooperationspartner FC St. Gallen. Verbindungen mit dem Olympiastützpunkt Stuttgart und den Eliteschulen des Sports in der Umgebung, bei denen Schüler dreimal pro Woche zum Training freigestellt werden, macht der Verein sich zunutze. Für die besten Talente bietet der VfB sogar Ausbildungen zum Sport- und Fitnesskaufmann an. Es sind zwei Scouts fest angestellt, die neben den vielen Kontaktpersonen Talente möglichst früh melden. Die jährlichen VfB-Jugend- und -Talenttage dienen ebenfalls der Talentsichtung. Der Verein konzentriert sich zwar immer auf regionale Talente, aber nimmt vor allem ab der B-Jugend auch gerne Talente aus dem Ausland auf, die wie zum Beispiel Kevin Kurányi (der zwar deutscher Staatsbürger ist, aber mit 15 noch nicht Deutsch sprechen konnte) erfolgreich eingebunden werden können. 20 Prozent der Jugendspieler des VfB sind im Besitz einer ausländischen Staatsbürgerschaft.

### Größte Erfolge
A-Junioren
- Deutsche Fußballmeisterschaft der A-Junioren
  - Meister 1973, 1975, 1981, 1984, 1988, 1989, 1990, 1991, 2003, 2005
  - Vizemeister 1972, 1977, 1982, 1999, 2002, 2019
- DFB-Pokal-der-Junioren-Sieger 1997, 2001, 2019, 2022
- Meister der A-Junioren-Bundesliga Süd/Südwest 2005, 2008, 2010, 2019
- Meister der A-Junioren-Regionalliga 1997, 1999, 2000
- Sieger des Mercedes-Benz Junior Cups 1995, 1996, 2000, 2002, 2007, 2024, 2025

B-Junioren
- Deutsche Fußballmeisterschaft der B-Junioren
  - Meister 1986, 1994, 1995, 1999, 2004, 2009, 2013
  - Vizemeister 1988, 1990, 1998, 2002, 2003, 2012, 2015
- Meister der B-Junioren-Bundesliga Süd/Südwest 2011, 2013, 2015, 2016, 2022
- Meister der B-Junioren-Regionalliga 2002, 2003, 2004, 2005

C-Junioren
- Süddeutscher C-Junioren-Meister 1981, 1984, 1986, 1992, 1996, 1997, 1998, 2000, 2001, 2007, 2008, 2024
- Meister der C-Junioren-Regionalliga Süd 2010

### Bekannte ehemalige Jugendspieler
Im Folgenden eine Auswahl von Spielern, die vor ihrem Profidebüt mindestens ein Jahr in der Jugendabteilung des VfB Stuttgart aktiv waren und mindestens 50 Spiele in einer der fünf „großen“ Ligen Bundesliga (beziehungsweise vor 1963 in der Oberliga), Premier League, Primera División, Serie A und Ligue 1 absolviert haben (in der Klammer ist das Geburtsjahr des Spielers angegeben). Fettgedruckte Spieler stehen im aktuellen Profikader.
Stand: 11. Dezember 2020
- Ioannis Amanatidis (1981)
- Holger Badstuber (1989)
- Oliver Barth (1979)
- Timo Baumgartl (1996)
- Andreas Beck (1987)
- Ermin Bičakčić (1990)
- Fredi Bobic (1971)
- Michael Bochtler (1975)
- Marco Caligiuri (1984)
- Marvin Compper (1985)
- Daniel Didavi (1990)
- Thomas Epp (1968)
- Michael Fink (1982)
- Christian Gentner (1985)
- Serge Gnabry (1995)
- Mario Gómez (1985)
- Timo Hildebrand (1979)
- Andreas Hinkel (1982)
- Loris Karius (1993)
- Thilo Kehrer (1996)
- Jens Keller (1970)
- Rani Khedira (1994)
- Sami Khedira (1987)
- Joshua Kimmich (1995)
- Bernd Klotz (1958)
- Horst Köppel (1948)
- Kevin Kurányi (1982)
- Bernd Leno (1992)
- Bernd Martin (1955)
- Markus Miller (1982)
- Hansi Müller (1957)
- Roberto Pinto (1978)
- Gerhard Poschner (1969)
- Thomas Reis (1973)
- Helmut Roleder (1953)
- Sebastian Rudy (1990)
- Günther Schäfer (1962)
- Julian Schieber (1989)
- Thomas Schneider (1972)
- Uwe Schneider (1971)
- Klaus-Dieter Sieloff (1942)
- Thomas Sobotzik (1974)
- Thomas Stickroth (1965)
- Alexander Strehmel (1968)
- Albert Streit (1980)
- Ádám Szalai (1987)
- Serdar Tasci (1987)
- Jeremy Toljan (1994)
- Sven Ulreich (1988)
- Boris Vukčević (1990)
- Roland Weidle (1949)
- Tobias Weis (1985)
- Timo Wenzel (1977)
- Timo Werner (1996)
- Reinhold Zech (1948)
- Simon Zoller (1991)

## Organisationsstruktur
Seit 2017 ist die Lizenzspielerabteilung des Klubs in die VfB Stuttgart 1893 AG, die mehrheitlich dem Verein gehört, ausgegliedert.
Derzeit verfügt der Verein über eine Beteiligungsgesellschaft (die hundertprozentige Tochter VfB Stuttgart Beteiligungs-GmbH). Diese wurde vom damaligen Präsidenten Manfred Haas im Jahr 2000 gegründet. Ziel der Beteiligungs-GmbH war es, dem Verein über ein Eigenkapitalmodell liquide Mittel zur Verfügung zu stellen. Dazu zahlte eine Reihe von stillen Gesellschaftern Kapital in die Beteiligungsgesellschaft ein, welches dann wiederum dem Verein zur Verfügung gestellt wurde (über dieses Konzept erwarb der Verein beispielsweise den Spieler Fernando Meira). Geschäftsführer der GmbH waren Stefan Heim und Jochen Röttgermann, bevor Thomas Hitzlsperger im März 2021 diese Aufgabe übernahm. Dieser wiederum wurde im März 2022 von Alexander Wehrle abgelöst.
Als Anreiz für die stillen Gesellschafter wurde ein Großteil der Anteile eines zweiten Tochterunternehmens, der VfB Stuttgart Marketing GmbH, auf die Beteiligungsgesellschaft übertragen. Letztere hält derzeit 75,5 Prozent der Anteile an der Marketing GmbH, 24,5 Prozent liegen beim Stammverein. De jure gehört der VfB damit zu den wenigen Bundesligisten, die ihre Marketingrechte nicht an externe Unternehmen veräußert haben. De facto fließen große Teile der Marketing-Einnahmen nicht an den Verein; zwischen Marketinggesellschaft und Beteiligungs-GmbH besteht ein Ergebnisabführungsvertrag, so dass ein großer Teil der Einnahmen aus dem Marketing-Bereich direkt an die stillen Gesellschafter fließt. Rainer Mutschler und Jochen Röttgermann waren Geschäftsführer der Marketing GmbH, bis sie durch Thomas Hitzlsperger im März 2021 abgelöst wurden. Im März 2022 übernahm Alexander Wehrle diese Aufgabe.
Mit der „VfB-Shop“ Vertriebs- und Werbe-GmbH verfügte der VfB noch über ein weiteres Tochterunternehmen. Die Shop-GmbH war eine hundertprozentige Tochter des Vereins. Sie wurde 1978 gegründet und später zur VfB Stuttgart Merchandising GmbH umbenannt. Ihr Geschäftszweck bestand im Vertrieb von Fan- und Merchandising-Artikeln. Im März 2010 lösten Rainer Mutschler und Jochen Röttgermann Ulrich Ruf als Geschäftsführer ab. 2015 wurde die Merchandising GmbH vollständig liquidiert.
2006 gründete der VfB mit der VfB Reha-Welt GmbH eine weitere Tochtergesellschaft, deren Geschäftszweck in der medizinischen Versorgung und dabei insbesondere in Rehabilitations- und Präventionsmaßnahmen besteht. Diese Dienste bietet das Unternehmen nicht nur den VfB-Spielern, sondern auch Dritten an. Der VfB hält an der Reha-Welt 60 Prozent der Anteile, die restlichen Anteile liegen zu gleichen Teilen bei den Ärzten Thomas Frölich und Udo Buchholzer. Geschäftsführer der Reha-Welt waren Markus Schmidt und Stefan Heim, der im März 2021 von Thomas Hitzlsperger abgelöst wurde. Hitzlsperger wiederum wurde im März 2022 von Alexander Wehrle abgelöst.

## Stadion und Infrastruktur

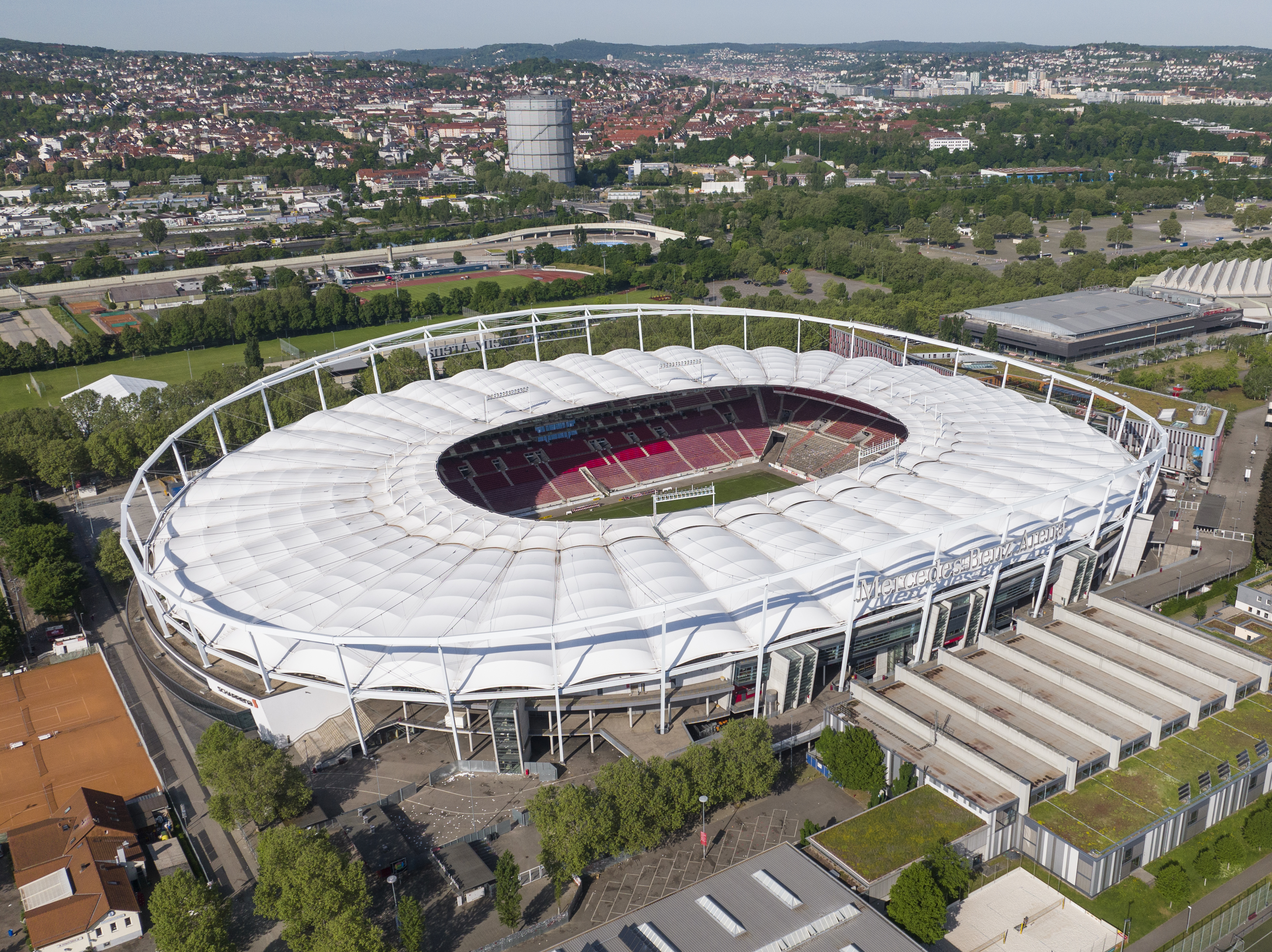
MHPArena

Die MHPArena (2008–2023: Mercedes-Benz Arena, 1993–2008: Gottlieb-Daimler-Stadion, 1949–1993: Neckarstadion, zuvor Adolf-Hitler-Kampfbahn, nach dem Zweiten Weltkrieg für vier Jahre Century Stadium) wurde 1933 erbaut. Sie liegt an der Mercedesstraße im Stadtbezirk Bad Cannstatt am Kreuzungspunkt zwischen der B 10 von Stuttgart nach Ulm und der B 14 von Stuttgart nach Nürnberg.
Die Vereinsführung einigte sich mit der Stadt Stuttgart auf einen Umbau des Stadions in eine reine Fußballarena. Der VfB Stuttgart ist als stiller Teilhaber an den Umbaukosten beteiligt und steuerte 26 Mio. Euro bei. Der Umbau begann im Mai 2009 und wurde mit der Einweihungsfeier am 4. August 2011 abgeschlossen. Dabei wurde das Spielfeld tiefergelegt, zwei neue Tribünen hinter den Toren gebaut sowie die Haupt- und Gegentribüne erweitert. Unterhalb der Tribüne der Untertürkheimer Kurve wurde die Sporthalle SCHARRena errichtet. Die Arena fasste vor Beginn der Umbauarbeiten 54.000, bei Nutzung mit Stehplätzen ca. 57.000 Zuschauer. Ab dem Umbau fasste sie 60.449 Zuschauer. Von Sommer 2022 bis März 2024 erfolgten in der Arena im Vorfeld der Fußball-Europameisterschaft 2024 verschiedene Baumaßnahmen. Dadurch sank die Kapazität des Stadions in der Saison 2022/23 auf 47.500 Plätze. Für die Hinrunde der Spielzeit 2023/24 wurde die Kapazität auf 56.589 Plätze begrenzt. Nach der endgültigen Fertigstellung der Haupttribüne Ende März 2024 konnte wieder die volle Kapazität von 60.058 Plätzen ausgeschöpft werden.
Ebenfalls in der Mercedesstraße befindet sich das VfB-Clubzentrum – ein Gelände mit 3500 m² Nutzfläche, in dem Geschäftsstelle/Verwaltung, Restaurant mit Nebenzimmer und Kegelbahn sowie der gesamte Sportbereich untergebracht sind. Auf dem Gelände des Clubzentrums liegt auch das Robert-Schlienz-Stadion, der Austragungsort von Spielen der Jugend- und Amateurmannschaften des VfB.
Zur Fußball-Weltmeisterschaft 2006 wurde zudem im Carl Benz Center die VfB-Welt gebaut. Darin ist ein großes Dienstleistungscenter (Ticketing, Sport Shop, VfB Marketing), die VfB-Jugendakademie, das Rehazentrum der VfB Reha-Welt, mehrere Restaurants sowie Veranstaltungsräume für Sport- und Freizeitevents beheimatet. Auch ein VfB-Museum soll dort einziehen.
Auf der Stuttgarter Einkaufsmeile, der Königstraße und im Breuningerland in Ludwigsburg betreibt der Verein Shops, in dem Merchandising-Produkte verkauft werden.

## Zuschauer und Fans des VfB
| Saison    | Spiel- klasse | Dauerkarten | Schnitt | Ligaschnitt |
| --------- | ------------- | ----------- | ------- | ----------- |
| 1963/64   | Bundesliga    |             | 40.959  | 24.624      |
| 1964/65   | Bundesliga    |             | 31.167  | 27.052      |
| 1965/66   | Bundesliga    |             | 27.190  | 23.185      |
| 1966/67   | Bundesliga    |             | 30.558  | 23.299      |
| 1967/68   | Bundesliga    |             | 25.948  | 20.090      |
| 1968/69   | Bundesliga    |             | 21.440  | 21.407      |
| 1969/70   | Bundesliga    |             | 20.735  | 19.979      |
| 1970/71   | Bundesliga    |             | 18.654  | 20.661      |
| 1971/72   | Bundesliga    |             | 21.352  | 17.932      |
| 1971/72   | Bundesliga    |             | 15.185  | 16.387      |
| 1973/74   | Bundesliga    |             | 25.533  | 20.566      |
| 1974/75   | Bundesliga    |             | 26.504  | 22.021      |
| 1975/76   | 2. Bundesliga | 02.202      | 11.330  | 06.076      |
| 1976/77   | 2. Bundesliga | 01.372      | 22.689  | 05.973      |
| 1977/78   | Bundesliga    | 05.125      | 53.567  | 25.937      |
| 1978/79   | Bundesliga    | 07.800      | 41.297  | 24.024      |
| 1979/80   | Bundesliga    | 08.887      | 33.405  | 23.026      |
| 1980/81   | Bundesliga    | 08.722      | 30.073  | 22.535      |
| 1981/82   | Bundesliga    | 08.526      | 26.126  | 20.524      |
| 1982/83   | Bundesliga    | 06.768      | 27.526  | 20.198      |
| 1983/84   | Bundesliga    | 07.081      | 31.076  | 19.340      |
| 1984/85   | Bundesliga    | 08.144      | 22.648  | 18.841      |
| 1985/86   | Bundesliga    | 06.003      | 21.638  | 17.665      |
| 1986/87   | Bundesliga    | 06.506      | 20.699  | 19.402      |
| 1987/88   | Bundesliga    | 06.510      | 26.313  | 18.646      |
| 1988/89   | Bundesliga    | 07.526      | 26.895  | 17.631      |
| 1989/90   | Bundesliga    | 08.746      | 24.684  | 19.765      |
| 1990/91   | Bundesliga    | 09.271      | 28.987  | 20.508      |
| 1991/92   | Bundesliga    | 10.148      | 33.553  | 22.634      |
| 1992/93   | Bundesliga    | 11.257      | 26.872  | 24.173      |
| 1993/94   | Bundesliga    | 09.609      | 27.434  | 26.100      |
| 1994/95   | Bundesliga    | 09.352      | 30.547  | 27.702      |
| 1995/96   | Bundesliga    | 09.227      | 29.087  | 29.107      |
| 1996/97   | Bundesliga    | 10.653      | 38.661  | 28.681      |
| 1997/98   | Bundesliga    | 14.782      | 36.700  | 31.112      |
| 1998/99   | Bundesliga    | 13.174      | 29.034  | 30.901      |
| 1999/2000 | Bundesliga    | 09.500      | 28.971  | 28.920      |
| 2000/01   | Bundesliga    | 08.611      | 24.124  | 28.421      |
| 2001/02   | Bundesliga    | 09.314      | 26.097  | 31.047      |
| 2002/03   | Bundesliga    | 09.256      | 31.251  | 31.911      |
| 2003/04   | Bundesliga    | 15.600      | 41.728  | 35.048      |
| 2004/05   | Bundesliga    | 16.960      | 38.350  | 35.183      |
| 2005/06   | Bundesliga    | 16.874      | 36.266  | 38.191      |
| 2006/07   | Bundesliga    | 15.000      | 45.439  | 37.644      |
| 2007/08   | Bundesliga    | 25.000      | 50.899  | 38.612      |
| 2008/09   | Bundesliga    | 25.000      | 51.979  | 41.904      |
| 2009/10   | Bundesliga    | 25.000      | 41.065  | 41.802      |
| 2010/11   | Bundesliga    | 25.000      | 39.041  | 42.673      |
| 2011/12   | Bundesliga    | 30.000      | 55.089  | 45.116      |
| 2012/13   | Bundesliga    | 30.000      | 50.054  | 42.623      |
| 2013/14   | Bundesliga    | 27.500      | 50.498  | 43.501      |
| 2014/15   | Bundesliga    | 27.500      | 50.801  | 42.685      |
| 2015/16   | Bundesliga    | 28.500      | 50.693  | 42.421      |
| 2016/17   | 2. Bundesliga | 26.500      | 50.423  | 21.738      |
| 2017/18   | Bundesliga    | 31.500      | 56.278  | 43.879      |
| 2018/19   | Bundesliga    | 33.000      | 54.625  | 43.467      |
| 2019/20   | 2. Bundesliga | 30.000      | 51.657  | 20.372      |
| 2020/21   | Bundesliga    |             | 08.750  | 03.256      |
| 2021/22   | Bundesliga    |             | 31.247  | 22.369      |
| 2022/23   | Bundesliga    | 28.000      | 46.430  | 42.966      |
| 2023/24   | Bundesliga    | 33.200      | 55.118  | 39.490      |
| 2024/25   | Bundesliga    | 36.300      | 59.265  | 38.655      |
| 2025/26   | Bundesliga    | 36.000      |         |             |

Nachdem der VfB 1975 zum ersten Mal in die Zweite Liga abgestiegen war, begann der Verein, Dauerkarten zu verkaufen. Dieses Angebot nahmen viele Anhänger wahr, und so zog der Kern in die heutige Cannstatter Kurve um den A-Block herum um.
Nachdem die Fußballmannschaft 1977 in die Bundesliga zurückgekehrt war, bedeutete der in der Bundesligasaison 1977/78 aufgestellte Rekord von durchschnittlich über 53.000 Zuschauern pro Heimspiel bis zur Saison 1998/99 den höchsten je in der Bundesliga gemessenen Zuschauerschnitt. Der VfB zählte nun schon 120 offizielle Fan-Clubs. Doch wie bei anderen Vereinen auch, machten kleine, zahlenmäßig unbedeutend erscheinende rechtsradikale Gruppierungen der Vereinsführung Probleme, und so begann der Verein, in einer mit den Fan-Clubs gegründeten Interessensgemeinschaft Karteikarten über Fan-Club-Mitglieder anzulegen. Als nach der Aufstiegseuphorie Ende der 1970er-Jahre der Erfolg ausblieb, sanken die Zuschauerzahlen wieder. Dadurch fielen die Interessensgemeinschaft und die meisten Fan-Clubs auseinander und nur die treusten Fans blieben.
Erst als die FIFA ankündigte, bis zum Jahr 2000 alle Stehplätze abschaffen zu wollen, und die Dauerkarteninhaber der Stehplätze bei ihrem Hilferuf gegen diese Entscheidung vom Verein unterstützt wurden, kamen sich der VfB und die Fans wieder näher. Am 11. Juli 1990 wurde schließlich die Organisation Offizieller Fan-Club (OFC) geschaffen, die bis heute Bestand hat. Fan-Clubs, die sich der Organisation anschließen, bekommen sowohl Vergünstigungen und Privilegien, als auch Pflichten wie eine Clubsatzung mit einem deutlichen Bekenntnis zur Gewaltfreiheit, einer demokratischen Struktur, einer Mindestanzahl von zehn Mitgliedern und einem aktiven Clubleben.
So gewann der VfB noch im Jahr 1990 70 OFCs mit insgesamt rund 2.000 Mitgliedern für sich, und beim folgenden Umbau des Stadions blieb der A-Block mit seinen Stehplätzen erhalten. Seither gingen Gewaltaktionen bei den Fans auf ein Minimum zurück.
Erfolgsphasen wie die deutsche Meisterschaft 1992 oder die Erfolge zu Zeiten des „magischen Dreiecks“ mit dem DFB-Pokal-Gewinn 1997 führten kurzfristig zu einem Anstieg der Zuschauerzahlen. Anfang 1997 begann die Fanszene, sich neu zu organisieren, als mit dem „Commando Cannstatt 1997“ (CC) die erste Ultras-Gruppierung entstand, die heute ein einflussreicher Bestandteil der Szene ist. Das Commando setzt auf eine Unterstützung der Mannschaft unter anderem mit Choreographien und Leuchteffekten und orientiert sich an italienischen Vorbildern. Anfangs gab es sowohl von Seiten anderer Fans, als auch vom Verein Berührungsängste. Der VfB warf dem Commando Cannstatt wegen des fünfzackigen Sterns auf dem Logo, der im Sommer 1997 verboten wurde, einerseits Nähe zur Rote Armee Fraktion und andererseits wegen der Frakturschrift im Logo Rechtsradikalismus vor. Das Commando bekräftigte jedoch, dass diese Symbole für die Ultras-Gruppierung keine hintergründige Bedeutung hätten und die Gruppe zugleich keine politische Ausrichtung verfolge. Das Commando Cannstatt gilt als größte Ultras-Gruppierung in der Cannstatter Kurve.
Den größten Zuschauerboom nach der Wiederaufstiegseuphorie 1977–79 erlebte der VfB zu Zeiten der „jungen Wilden“, als in der Saison 2003/04 ein Schnitt von 41.728 erreicht wurde – zwei Jahre zuvor hatte der Zuschauerschnitt noch 26.097 betragen. Zurückzuführen war der Zuschauerboom auf die rasante sportliche Verbesserung der Mannschaft; hatten die Fußballer in der Saison 2000/01 erst am vorletzten Spieltag den Klassenerhalt gesichert, so erreichte der VfB zwei Jahre später die Vizemeisterschaft und die Champions League.
Die Karten für die Champions-League-Vorrunde mit Gegnern wie Manchester United waren in Rekordzeit vergriffen, und so erkannte die Vereinsführung des VfB mit dem neuen Präsidenten Erwin Staudt ein bisher noch nicht ausgeschöpftes Potential an Fans in der Region. Der VfB initiierte eine Mitgliederkampagne, welche unter dem Motto „Wir packen Schalke“ den VfB zum zweitgrößten deutschen Verein machen sollte. In der Rangliste der größten deutschen Sportvereine erreichte der VfB zwar zeitweilig Platz 3, holte den FC Schalke 04 jedoch nie ein. Dennoch vervierfachte sich die Mitgliederzahl des VfB zwischen 2000 und 2005 von 7.000 auf 30.000 Mitglieder, weswegen die Mitgliederkampagne vom VfB als erfolgreich angesehen wurde.
Der enorme Anstieg der Mitgliederzahl lässt sich unter anderem mit den Erfolgen des VfB in der Champions League erklären; wer 2004 beispielsweise eine Karte für das Achtelfinalspiel der Champions League gegen den FC Chelsea haben wollte, musste entweder Vereinsmitglied, OFC-Mitglied oder Dauerkarteninhaber sein.
Die Anzahl der offiziellen Fan-Clubs stieg rapide auf 265 an. Diese befinden sich hauptsächlich in der Umgebung, aber es gibt auch im restlichen Bundesgebiet und sogar im Ausland (z. B. Taiwan, Latri Kunda/Gambia und Südtirol) OFC. Zur besseren Koordination unter den VfB-Fans institutionalisierte sich 2001 auf Anregung des Vereinsvorstandes der Fan-Ausschuss als offizielles, in der Vereinssatzung legitimiertes Gremium des VfB. Der Fan-Ausschuss wird vom Vorstand eingesetzt und trifft sich alle fünf oder sechs Wochen. Er besteht aus 15 Mitgliedern und setzt sich aus allen Fanschichten des VfB zusammen; von Vereinsseite gehören dem Ausschuss die beiden Fanbeauftragten sowie Direktor Jochen Schneider an. Das Gremium soll im Dialog fanspezifische Themen ansprechen und helfen Lösungen zu finden. Erste Erfolge waren zum Beispiel die Gründung der VfB-Fan-Treffs mit Hilfe des Ausschusses.

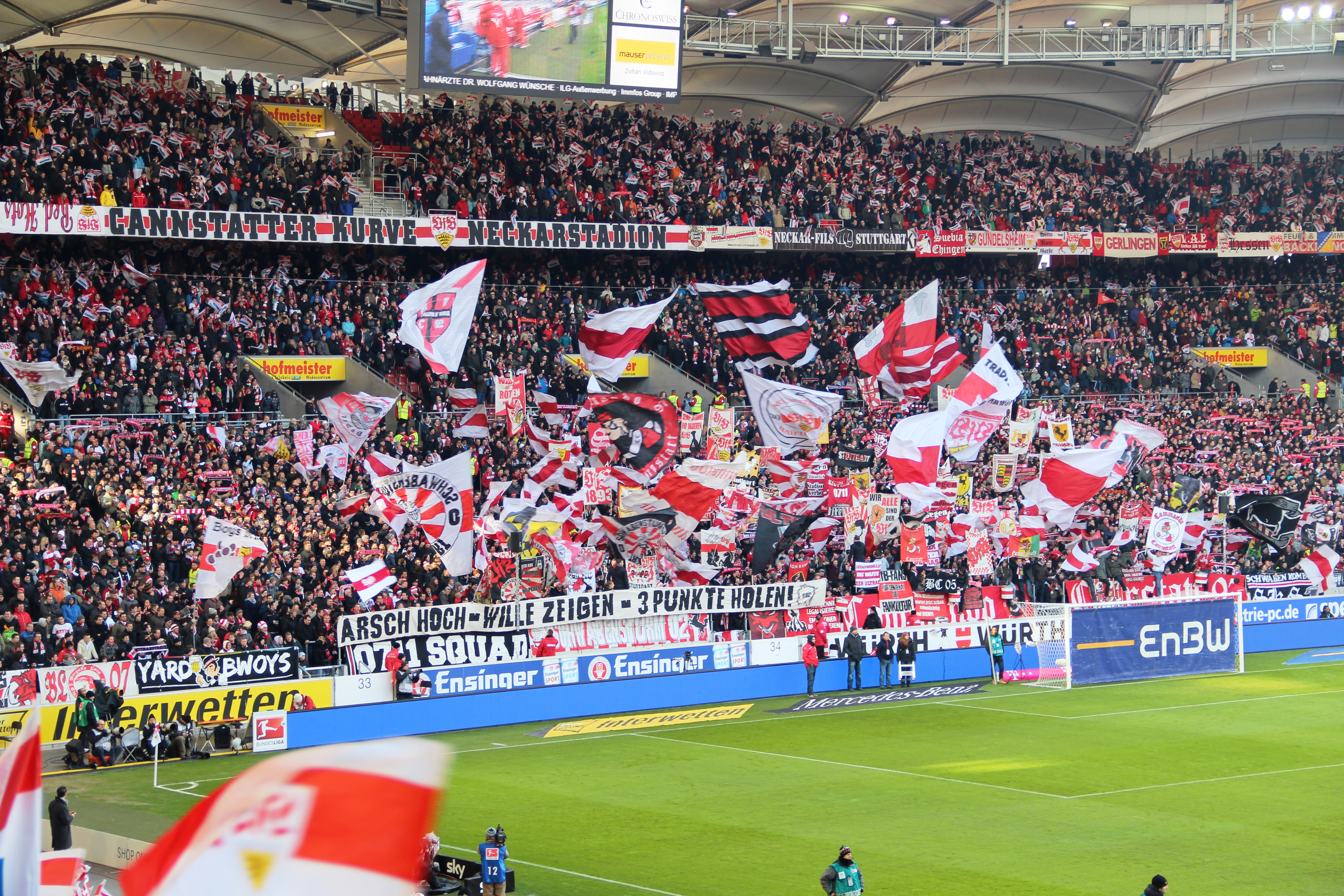
Die Cannstatter Kurve des Stadions mit dem Fanbereich des VfB

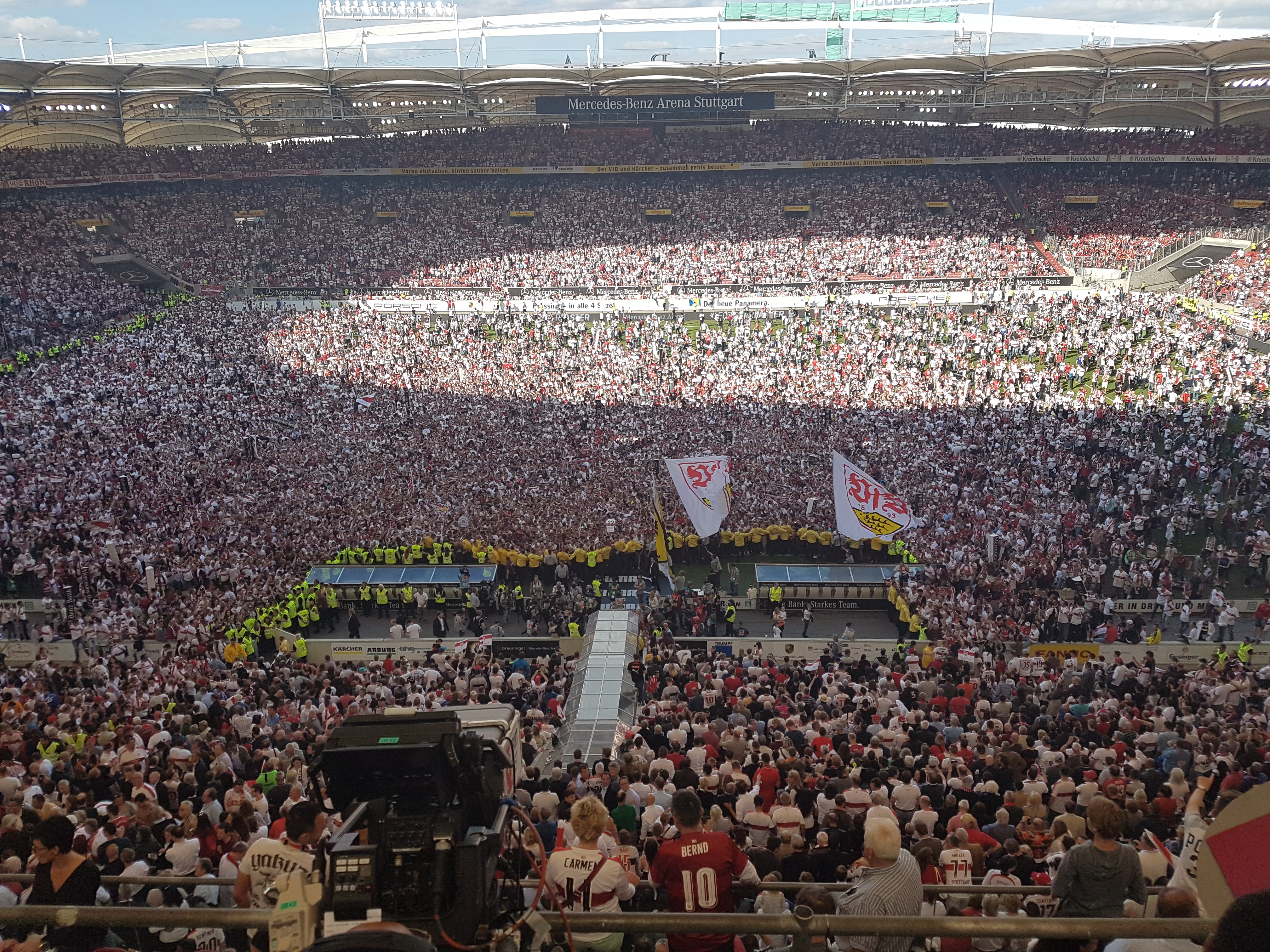
Platzsturm der VfB-Fans nach der Zweitligameisterschaft am 34. Spieltag der Saison 2016/17

Zur weiteren Verbesserung der Fankoordination wurde der VfB Anhängerverband Stuttgart e. V. gegründet. Der Fan-Ausschuss des VfB setzte sich mit der Gründung das Ziel, die 265 offiziellen Fan-Clubs in einer Struktur zusammenzufassen. Auch einzelne Personen können dem Anhängerverband beitreten. Sowohl eingetragenen und somit rechtsfähigen, als auch nicht rechtsfähigen Fan-Clubs, die nur durch protokollierte Vertreter und eine Satzung legitimiert sind, ist der Beitritt möglich. Die OFCs bleiben dabei zwar autark, die Vergünstigungen gehen jedoch auf den Anhängerverband über. Dieser Verband ist das erste auf demokratischem Wege gewählte Organ, welches die OFCs beim VfB vertritt, und soll für den VfB die einzige anerkannte Fanvertretung werden. Momentan sind 171 offizielle Fanklubs sowie 74 Einzelmitglieder im Anhängerverband zusammengeschlossen.
Durch die Werbung des Vereins für neue Vereins- und Fanclub-Mitglieder erweiterte sich der Kern der VfB-Fans, vom A-Block zum B-Block und in weitere Bereiche der Cannstatter Kurve. Kurz nach dem Gewinn des Meistertitels 2007 konnte das 40.000. Mitglied vermeldet werden. Am 17. Dezember 2017 gab der VfB bekannt, dass dem Verein mittlerweile über 60.000 Mitglieder angehören. Vor dem Eröffnungsspiel der 2. Fußball-Bundesliga 2019/20 gegen Hannover 96 wurde das 70.000 Mitglied geehrt. Am 12. Mai 2023 gab der Verein bekannt, die Marke von 80.000 Mitgliedern überschritten zu haben. Seit Beendigung des Stadionumbaus 2011 beträgt der Zuschauerschnitt (mit Ausnahme der Spielzeiten 2020/21 und 2021/22, in denen aufgrund der COVID-19-Pandemie die erlaubte Stadionkapazität teilweise erheblich reduziert war, und der Spielzeit 2022/23, in der aufgrund des Umbaus der Haupttribüne die Kapazität verringert war) konstant über 50.000.
Maskottchen
Für Kinder und Jugendliche gibt es den VfB-Fritzle-Club, der 4- bis 16-jährigen VfB-Fans verschiedene Vergünstigungen bringt. Fritzle ist seit 1992 das Maskottchen des VfB Stuttgart und ist damit eines der ältesten Maskottchen in der Fußball-Bundesliga. Das Maskottchen stellt einen Alligator dar. Im Jahre 1992 hatte Dieter Hoeneß, zu diesem Zeitpunkt Manager des VfB, die Idee, einen Sympathieträger außerhalb der Mannschaft zu erschaffen. Daraufhin konnten VfB-Fans zunächst Vorschläge einsenden, wie dieses neue Maskottchen aussehen soll. In der SDR-Sendung Sport im Dritten wurden letztlich sechs Vorschläge vorgestellt und den Zuschauern zur Abstimmung gestellt. Bei der Abstimmung darüber votierten etwa ein Drittel der VfB-Fans für einen Alligator im VfB-Trikot. Auf dem Mannschaftsfoto des VfB Stuttgart in der Saison 1992/93 wurde ein großes Ei mit roten Fünfecken ähnlich einem Fußball neben der vorderen Sitzreihe platziert. zum ersten Mal der Öffentlichkeit präsentiert wurde das Maskottchen dann am 26. August 1992 vor dem ersten Heimspiel gegen den 1. FC Nürnberg. Zunächst wurde es „VfB Alligator“ genannt. Am 6. Juni 1993, also kurz vor seinem ersten Geburtstag, wurde in der TV-Sendung Sport im Dritten wiederum mit einer Ted-Abstimmung über den Namen entschieden. Zur Auswahl standen Fetz, Julius, Alwin, Joschi und Fritzle. 43,3 Prozent der Anrufer entschieden sich für den Namen Fritzle. 2015 wurde Fritzle von Zuschauern des Fernsehsenders Sport1 zum schönsten Maskottchen der Bundesliga gewählt.

## Derbys, Rivalitäten und Freundschaften

### Stuttgarter Stadtderby
Das Stuttgarter Stadtderby ist eines der ältesten Derbys in Deutschland. Bereits in der ersten Hälfte des zwanzigsten Jahrhunderts herrschte ein harter Kampf zwischen dem in Bad Cannstatt ansässigen VfB und den Stuttgarter Kickers aus Degerloch. Das letzte große Stadtderby in der Bundesliga war grundlegend für die weitere sportliche Entwicklung beider Vereine: In der Saison 91/92 ging es für den VfB um die Meisterschaft und für die Kickers um den Klassenerhalt. Der VfB wurde am Ende der Saison Deutscher Meister und die Kickers stiegen ab. Seither gab es kein Pflichtspiel zwischen beiden ersten Mannschaften mehr.

### Baden-Württemberg-Derby
Das zwischen Württembergern und Badenern bestehende starke Konkurrenzdenken findet sich auch auf der Ebene des Fußballs wieder: Die beiden erfolgreichsten Vereine der beiden baden-württembergischen Landesteile, der VfB und der Karlsruher SC, blicken auf eine lange Rivalität zurück.

### Südderby
Eine traditionsreichere Rivalität ist jene mit dem FC Bayern München. Ein Bundesligaspiel zwischen den beiden Vereinen, die in jüngerer Vergangenheit als die beiden erfolgreichsten Süddeutschlands gelten, ist das sogenannte Südderby.

### Andere Rivalitäten
Auch zu anderen Vereinen pflegen die Anhänger des VfB Rivalitäten; typische Beispiele sind der SC Freiburg, Hertha BSC und der FC Schalke 04.
Die Rivalität zu den Berlinern ist durch deren Freundschaft mit dem KSC begründet. Diejenige mit dem ebenfalls badischen SC Freiburg ist vergleichsweise jung und wesentlich weniger intensiv als jene mit dem KSC und die Begegnungen werden von VfB-Fans auch nicht als Derby bezeichnet. Zurückzuführen ist sie unter anderem auf das Fehlen anderer regionaler Derbys, nachdem der KSC in der Saison 1997/98 aus der Bundesliga abgestiegen war.
Als der FC Schalke 04 Felix Magath nach Gelsenkirchen holen wollte, nachdem er mit dem VfB 2003 gerade Vizemeister geworden war, entwickelten sich Spannungen mit dem FC Schalke 04. Vor allem der damalige Schalke-Manager Rudi Assauer und Magath, der noch eine Saison beim VfB blieb, setzten sich damals in der Öffentlichkeit auseinander. Zudem wurde es in Fankreisen negativ aufgenommen, dass auch der Manager Horst Heldt sowie Spieler wie Kevin Kurányi oder Marcelo Bordon zu Schalke 04 wechselten.

### Fanfreundschaften
Auf Ultraebene gibt es freundschaftliche Kontakte zu den Fanszenen vom SSV Reutlingen 05 und zum 1. FC Kaiserslautern, sowie international zum AC Cesena und zur AS Saint-Étienne. Die Fanfreundschaft zum FCK wird mittlerweile auch von einer breiteren Fanbasis gelebt, was sich unter anderem an entsprechenden Fahnen, Aufklebern und Spruchbändern in beiden Fanlagern zeigt.

### Kooperationen
2005 unterzeichneten Erwin Staudt und Dieter Fröhlich, der Präsident des FC St. Gallen, einen Kooperationsvertrag zwischen dem VfB und St. Gallen. In dieser Kooperation sollten sich die Vereine gegenseitig bei der Ausbildung von Spielern unterstützen und zum beiderseitigen Nutzen Spieler austauschen. So wurden zum Beispiel einige Spieler des VfB, die noch keine Chance auf einen Stammplatz hatten, nach St. Gallen ausgeliehen. Seit 2014 sind der MTV Stuttgart und die Sportagentur SchwabenSport Management Kooperationspartner des Vereins. Im Jahr 2019 wurde eine Kooperation mit der SG Sonnenhof Großaspach vereinbart.  Im darauffolgenden Jahr wurden Jugendkooperationen mit dem SC Pfullendorf, dem VfR Heilbronn, dem VfB Friedrichshafen, dem SV Kickers Pforzheim, dem 1. FC Eislingen und dem FSV Hollenbach bekanntgegeben. Im Jahr 2021 wurden Kooperationen mit dem VfR Aalen, der TSG Balingen und dem Champions-Park Freudenstadt geschlossen. Im Jahr 2022 wurde eine Kooperation mit Eintracht Trier geschlossen. 2024 schloss der VfB eine Kooperation mit dem indischen Verein Sudeva Delhi FC. 2025 wurde eine Kooperation mit dem FC São Paulo geschlossen.

## Sponsoren und Freundeskreis

### Sponsoren
| Sponsoren und Ausrüster des VfB Stuttgart seit 1975 | Sponsoren und Ausrüster des VfB Stuttgart seit 1975 | Sponsoren und Ausrüster des VfB Stuttgart seit 1975 | Sponsoren und Ausrüster des VfB Stuttgart seit 1975 | Sponsoren und Ausrüster des VfB Stuttgart seit 1975 | Sponsoren und Ausrüster des VfB Stuttgart seit 1975 |
| Zeitraum                                            | Ausrüster                                           | Hauptsponsor                                        | Hauptsponsor                                        | Ärmelsponsor                                        | Ärmelsponsor                                        |
| Zeitraum                                            | Ausrüster                                           | Name                                                | Branche                                             | Name                                                | Branche                                             |
| --------------------------------------------------- | --------------------------------------------------- | --------------------------------------------------- | --------------------------------------------------- | --------------------------------------------------- | --------------------------------------------------- |
| 1975–1976                                           | Adidas                                              | kein Sponsor                                        | kein Sponsor                                        | kein Sponsor                                        | kein Sponsor                                        |
| 1976–1977                                           | Adidas                                              | Frottesana                                          | Textilien                                           | kein Sponsor                                        | kein Sponsor                                        |
| 1977–1978                                           | Erima                                               | Frottesana                                          | Textilien                                           | kein Sponsor                                        | kein Sponsor                                        |
| 1978–1979                                           | Adidas                                              | Frottesana                                          | Textilien                                           | kein Sponsor                                        | kein Sponsor                                        |
| 1979–1980                                           | Erima                                               | Canon                                               | Elektronik                                          | kein Sponsor                                        | kein Sponsor                                        |
| 1980–1982                                           | Adidas                                              | Canon                                               | Elektronik                                          | kein Sponsor                                        | kein Sponsor                                        |
| 1982–1986                                           | Adidas                                              | Dinkelacker                                         | Brauerei                                            | kein Sponsor                                        | kein Sponsor                                        |
| 1986–1987                                           | Adidas                                              | Sanwald Extra                                       | Brauerei                                            | kein Sponsor                                        | kein Sponsor                                        |
| 1987–1997                                           | Adidas                                              | Südmilch                                            | Milchverarbeitung                                   | kein Sponsor                                        | kein Sponsor                                        |
| 1997–1999                                           | Adidas                                              | Göttinger Gruppe                                    | Finanzen                                            | kein Sponsor                                        | kein Sponsor                                        |
| 1999–2002                                           | Adidas                                              | Debitel                                             | Telekommunikation                                   | kein Sponsor                                        | kein Sponsor                                        |
| 2002–2005                                           | Puma                                                | Debitel                                             | Telekommunikation                                   | kein Sponsor                                        | kein Sponsor                                        |
| 2005–2010                                           | Puma                                                | EnBW                                                | Energie                                             | kein Sponsor                                        | kein Sponsor                                        |
| 2010–2012                                           | Puma                                                | Gazi                                                | Milchverarbeitung                                   | kein Sponsor                                        | kein Sponsor                                        |
| 2012–2017                                           | Puma                                                | Mercedes-Benz Bank                                  | Finanzen                                            | kein Sponsor                                        | kein Sponsor                                        |
| 2017–2019                                           | Puma                                                | Mercedes-Benz Bank                                  | Finanzen                                            | Gazi                                                | Milchverarbeitung                                   |
| 2019–2023                                           | Jako                                                | Mercedes-Benz Bank                                  | Finanzen                                            | EQ                                                  | Automobil                                           |
| 2023–2025                                           | Jako                                                | Winamax                                             | Wettanbieter                                        | hep                                                 | Solar                                               |
| seit 2025                                           | Jako                                                | Landesbank Baden-Württemberg                        | Finanzen                                            | hep                                                 | Solar                                               |

Die Geburt des Sponsorings beim VfB geht auf das Jahr 1976 zurück, als der VfB sich in der 2. Bundesliga am Abgrund befand. Damals wurde der Freundeskreis des VfB Stuttgart gegründet, welcher den Verein nicht nur finanziell unterstützte, sondern Tipps für die eigene Vermarktung des VfB gab und den Verkauf von Souvenirs startete. Zur Saison 1976/77 wurde dann das Textilunternehmen Frottesana zum ersten Trikotsponsor des VfB. Die Nachfolger dieses Unternehmens wurden Canon, Dinkelacker, Sanwald Extra, Südmilch, die Göttinger Gruppe, debitel und schließlich EnBW. Mit Beginn der Saison 2010/11 wurde Garmo mit seiner Molkereiproduktemarke GAZi für zwei Jahre Trikotsponsor des VfB. Zur Saison 2012/13 wurde die Mercedes-Benz Bank Haupt- und Trikotsponsor des VfB und blieb dies elf Jahre bis 2023. Von 2023 bis 2025 war Winamax, ein französischer Anbieter von Onlinepoker und Sportwetten, Trikotsponsor. Seit 2025 ist die Landesbank Baden-Württemberg Hauptsponsor des VfB.
Mit der Zeit wurde schließlich ein Sponsoren-Pool geschaffen, dessen Mitglieder sich als Offizieller Partner des VfB Stuttgart bezeichnen konnten. Erwin Staudt schuf dann schließlich die neu geordnete Sponsorenpyramide, in der Sponsoren als Premium Partner über den normalen Team Partnern und den in der Pyramide noch weiter unten befindlichen Servicepartnern steht. Bei Heimspielen werden derzeit 336 Laufmeter Bandenwerbung präsentiert. Ausrüster beim VfB war bis zum Ende der Saison 2018/19 Puma, nachdem die lange Partnerschaft mit Adidas 2002 beendet worden war. Seit der Spielzeit 2019/20 ist Jako Ausrüster des VfB Stuttgart.

### Freundeskreis
Der Freundeskreis wurde 1976 gegründet und unterstützte den Verein damals finanziell, gab Tipps für die Vermarktung des VfB und der Verkauf von Souvenirs startete. Der VfB Freundeskreis verfolgt den Zweck, den Fußballsport im Allgemeinen und die Interessen des VfB Stuttgart im Besonderen, speziell dessen Jugendarbeit, zu fördern und zu unterstützen. Die Jugendarbeit wird unter anderem durch eine regelmäßige Jahresspende sowie zusätzliche Spendenzahlungen für Weihnachts- und Meisterfeiern gefördert.
Der Freundeskreis wird geführt von einem ehrenamtlichen Vorstand. Dieter Hundt leitete den Freundeskreis während seiner 15-jährigen Tätigkeit als 1. Vorsitzender von 1988 bis 2003, welche mit seinem Wechsel in den VfB-Aufsichtsrat endete. Auf ihn folgte Arnulf Oberascher, Vorstandsvorsitzender der Metallux AG mit Sitz in Leutenbach bei Stuttgart. Am 23. Februar 2015 wurde der Freundeskreis als Freundeskreis des VfB Stuttgart e. V. in das Vereinsregister eingetragen. Am 9. November 2015 stellte sich Arnulf Oberascher nicht mehr zur Wahl. Auf ihn folgte Klaus-Dieter Feld. Ab dem 27. November 2017 war Jürgen Schlensog Vorsitzender. Am 16. November 2021 wurde Markus Scheurer zum Vorsitzenden gewählt.